# Liste der Biografien/Mit
Liste der Biografien |
Portal Biografien |
Personensuche
# |
A |
B |
C |
D |
E |
F |
G |
H |
I |
J |
K |
L |
M |
N |
O |
P |
Q |
R |
S |
T |
U |
V |
W |
X |
Y |
Z |
?
 
Ma |
Mb |
Mc |
Md |
Me |
Mf |
Mg |
Mh |
Mi |
Mj |
Mk |
Ml |
Mm |
Mn |
Mo |
Mp |
Mq |
Mr |
Ms |
Mt |
Mu |
Mv |
Mw |
Mx |
My |
Mz
 
Mia |
Mib |
Mic |
Mid |
Mie |
Mif |
Mig |
Mih–Mik |
Mil |
Mim |
Min |
Mio |
Mip |
Miq |
Mir |
Mis |
Mit |
Miu |
Miv |
Miw |
Mix |
Miy |
Miz
Die Liste der Biografien führt alle Personen auf, die in der deutschsprachigen Wikipedia einen Artikel haben. Dieses ist eine Teilliste mit 1014 Einträgen von Personen, deren Namen mit den Buchstaben „Mit“ beginnt.

## Mit

### Mita
- Mita, Antrea (* 2005), griechischer Hochspringer
- Mita, Hikaru (* 1981), japanischer Fußballspieler
- Mita, Hirotaka (* 1990), japanischer Fußballspieler
- Mita, Hisao (* 1991), japanischer Fußballspieler
- Mita, Masahiro (* 1948), japanischer Schriftsteller
- Mita, Masayuki (* 1969), japanischer Fußballspieler
- Mita, Merata (1942–2010), neuseeländische Filmregisseurin, Drehbuchautorin und Filmproduzentin
- Mita, Sayoko (* 1969), japanische Sportjournalistin und TV-Ansagerin
- Mita, Sekisuke (1906–1975), japanischer Philosoph und Ökonom
- Mita, Yūko (* 1954), japanische Synchronsprecherin
- MiTacq (1927–1994), belgischer Comiczeichner
- Mitaj, Mario (* 2003), albanischer Fußballspieler
- Mitalas, Vytautas (* 1989), litauischer Politiker, Vizebürgermeister der Stadtgemeinde Vilnius
- Mitamura, Engyo (1870–1952), japanischer Historiker und Autor
- Mitamura, Kōhei (* 1992), japanischer Eishockeyspieler
- Mitamura, Takeo (1899–1964), japanischer Politiker
- Mitan, Andrzej (1950–2018), polnischer Sänger, Komponist, Konzept- und Videokünstler, Lyriker, Kunstveranstalter und -verleger
- Mitani, Chōzaburō (1869–1932), japanischer Unternehmer
- Mitani, Darcy (* 1973), kanadisch-japanischer Eishockeyspieler
- Mitani, Minatsu (* 1991), japanische Badmintonspielerin
- Mitani, Tetsuyasu (1926–2004), japanischer Astronom
- Mitani, Yukihiro (* 1966), japanischer Eisschnellläufer
- Mitarai, Fujio (* 1935), japanischer Manager, Präsident von Canon
- Mitasch, Christoph (* 1982), österreichischer Jongleur
- Mitasch, Manuel (* 1986), österreichischer Jongleur
- Mitawski, Boris (* 1948), russischer Kunstmaler

### Mitb
- Mitbauer, Axel (* 1950), deutscher Schwimmer und Schwimmtrainer

### Mitc

#### Mitch

##### Mitcha
- Mitchala, Mounira (* 1979), tschadische Sängerin, Komponistin und SchauspielerinMounira Mitchala (* 1979)

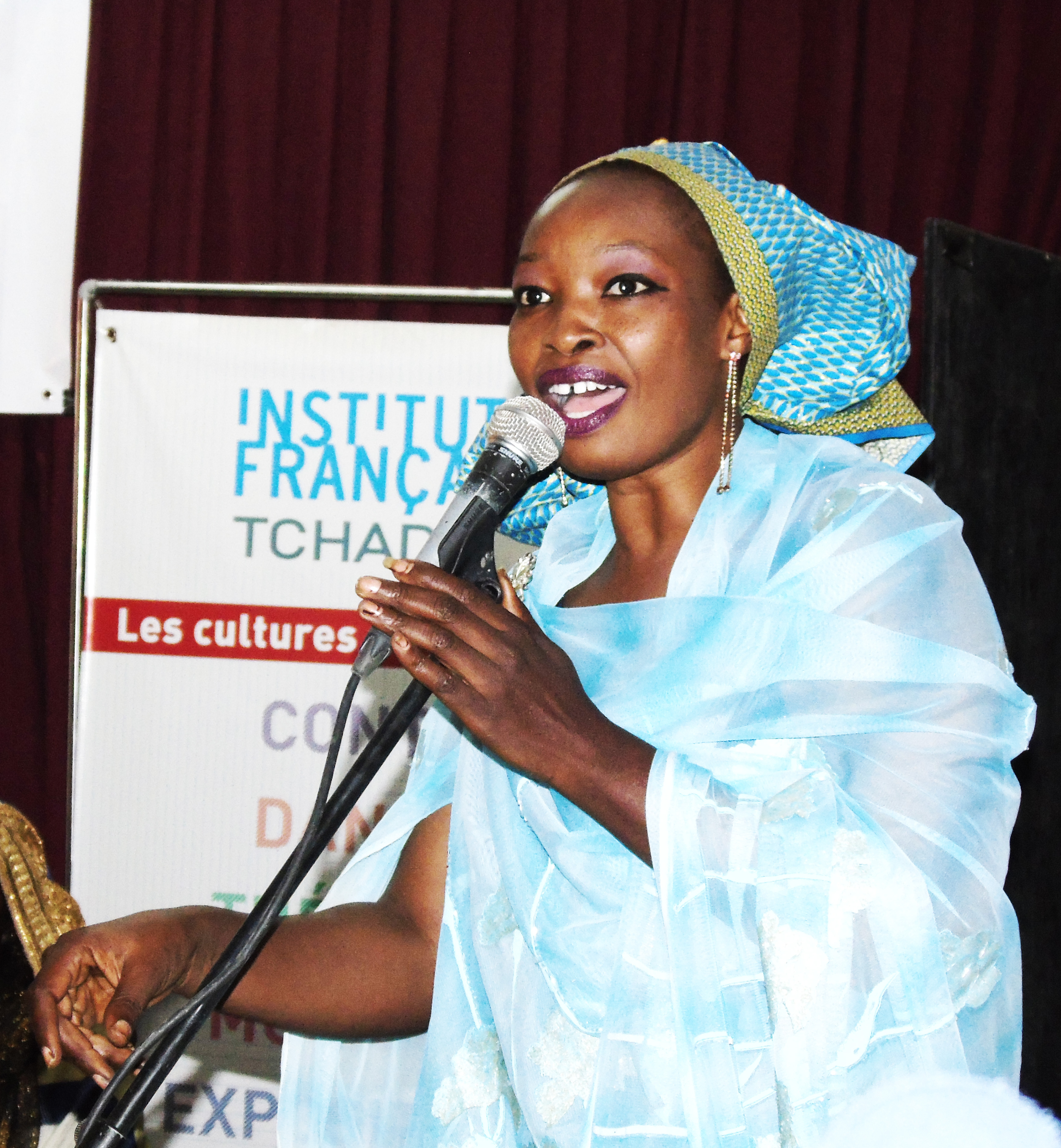
Mounira Mitchala (* 1979)

- Mitcham, Carl (* 1941), US-amerikanischer Hochschullehrer, Professor für Ethik und Technikphilosophie
- Mitcham, Clyde (* 1994), Fußballspieler von St. Kitts und Nevis
- Mitcham, Constance Viola (* 1947), Juristin und Ministerin von St. Kitts und Nevis
- Mitcham, Matthew (* 1988), australischer Wasserspringer
- Mitcham, Rio (* 1999), britischer Sprinter
- Mitcham, Samuel W. (* 1949), US-amerikanischer Offizier, Geograph und Militärschriftsteller

##### Mitche

###### Mitchel
- Mitchel, Charles B. (1815–1864), US-amerikanischer Politiker
- Mitchel, James (1864–1921), US-amerikanischer Leichtathlet irischer Abstammung
- Mitchel, John Purroy (1879–1918), US-amerikanischer Politiker

###### Mitchell O
- Mitchell O’Connor, Mary (* 1959), irische Politikerin (Fine Gael)

###### Mitchell, A
- Mitchell, Aaron (* 1969), US-amerikanisch-österreichischer Basketballtrainer
- Mitchell, Abbie (1884–1960), amerikanische Sängerin und Schauspielerin
- Mitchell, Adam (* 1982), deutsch-kanadischer Eishockeyspieler und -trainer
- Mitchell, Adam (* 1996), neuseeländisch-kroatischer Fußballspieler
- Mitchell, Adina (* 1998), deutsche Sängerin
- Mitchell, Adrian (1932–2008), englischer Schriftsteller
- Mitchell, Adrian (* 1995), österreichischer Basketballspieler
- Mitchell, Adriel, grenadischer Mittelstreckenläufer
- Mitchell, Aidan (* 1993), US-amerikanischer Schauspieler mit irischen Wurzeln
- Mitchell, Ajay (* 2002), belgischer Basketballspieler
- Mitchell, A’Keyla (* 1995), US-amerikanische Sprinterin
- Mitchell, Ako, britisch-US-amerikanischer Synchronsprecher, Schauspieler Drehbuchautor, Filmproduzent und Filmregisseur
- Mitchell, Alex (* 2001), englischer Fußballspieler
- Mitchell, Alexander (1780–1868), irischer Ingenieur
- Mitchell, Alexander (1817–1887), US-amerikanischer Politiker
- Mitchell, Alexander C. (1860–1911), US-amerikanischer Politiker
- Mitchell, Alf (* 1941), australischer Speerwerfer
- Mitchell, Allan (1933–2016), amerikanischer Historiker und Hochschullehrer
- Mitchell, Anderson (1800–1876), US-amerikanischer Politiker
- Mitchell, Andrea (* 1946), amerikanische Journalistin, Autorin und FernsehkommentatorinAndrea Mitchell (* 1946)

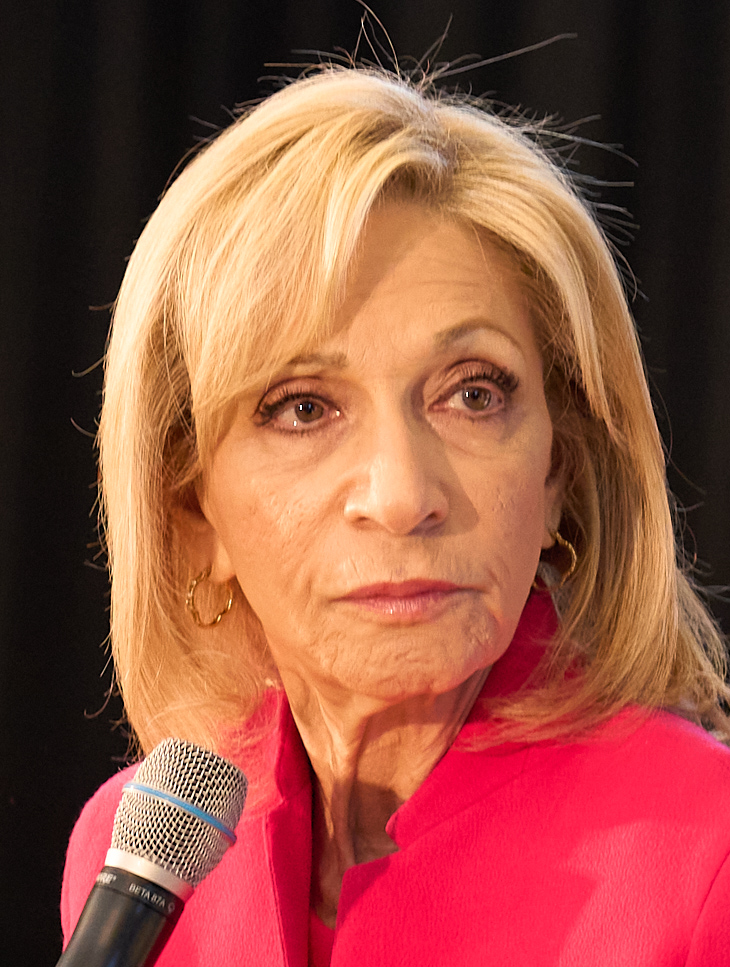
Andrea Mitchell (* 1946)

- Mitchell, Andrew (1708–1771), britischer Diplomat
- Mitchell, Andrew (* 1956), britischer Politiker (Conservative Party), Mitglied des House of Commons
- Mitchell, Andrew Jonathan (* 1967), britischer Diplomat
- Mitchell, Andrew Ronald (1921–2007), britischer Mathematiker und Fußballspieler
- Mitchell, Ann Katharine (1922–2020), britische Mathematikerin und Soziologin
- Mitchell, Arnold (1929–2014), englischer Fußballspieler
- Mitchell, Arthur (1934–2018), US-amerikanischer Tänzer
- Mitchell, Arthur W. (1883–1968), US-amerikanischer Politiker
- Mitchell, Atticus (* 1993), kanadischer Schauspieler
- Mitchell, Austin (1934–2021), britischer Politiker (Labour), Mitglied des House of Commons

###### Mitchell, B
- Mitchell, Barry (* 1965), US-amerikanisch-belgischer Basketballspieler
- Mitchell, Ben (* 1980), neuseeländischer Schauspieler
- Mitchell, Benjamin (* 1992), australischer Tennisspieler
- Mitchell, Bernon F. (1929–2001), US-amerikanischer NSA-Überläufer
- Mitchell, Betsy (* 1966), US-amerikanische Schwimmerin
- Mitchell, Betty (1896–1976), kanadische Regisseurin und Theaterleiterin
- Mitchell, Beverley (* 1981), US-amerikanische Schauspielerin, Filmproduzentin, Country-Sängerin und ein ehemaliges ModelBeverley Mitchell (* 1981)

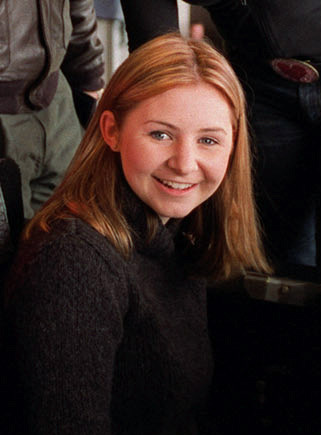
Beverley Mitchell (* 1981)

- Mitchell, Bill (1912–1988), US-amerikanischer Designer von Autokarosserien und Modellvarianten
- Mitchell, Bill (* 1952), australischer Wirtschaftswissenschaftler
- Mitchell, Billy (1879–1936), US-amerikanischer GeneralBilly Mitchell (1879–1936)

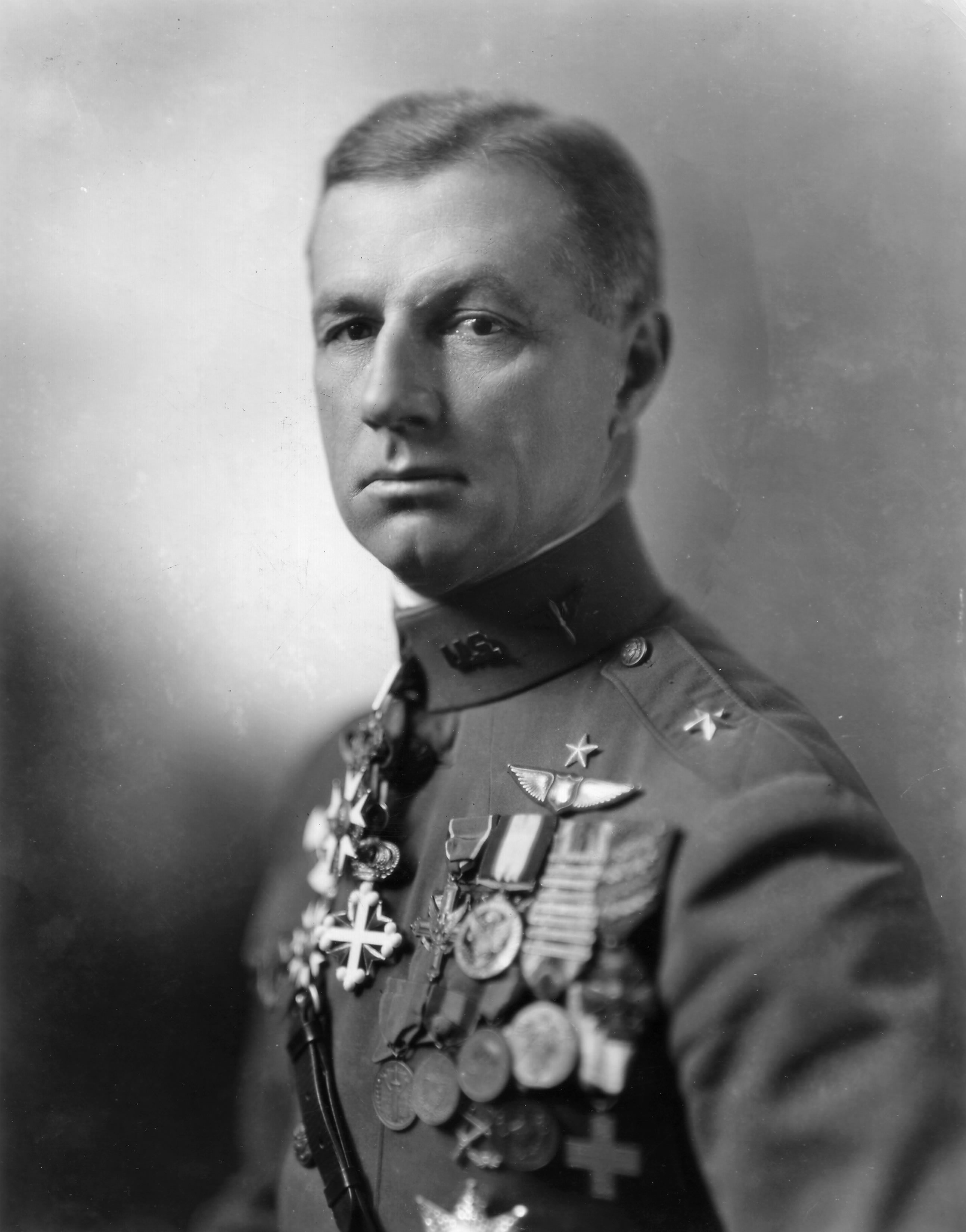
Billy Mitchell (1879–1936)

- Mitchell, Billy (1926–2001), US-amerikanischer Jazz-Saxophonist
- Mitchell, Billy (* 1965), US-amerikanischer Computerspieler
- Mitchell, BJ (* 1992), US-amerikanischer Schauspieler
- Mitchell, Blue (1930–1979), amerikanischer Jazzmusiker
- Mitchell, Bobby (1935–2020), US-amerikanischer American-Football-Spieler und -Funktionär
- Mitchell, Brian (* 1961), südafrikanischer Boxer im Superfedergewicht
- Mitchell, Brian Stokes (* 1957), US-amerikanischer Schauspieler und Sänger
- Mitchell, Byron (* 1973), US-amerikanischer Boxer im Supermittelgewicht und zweifacher WBA-Weltmeister

###### Mitchell, C
- Mitchell, Cameron (1918–1994), US-amerikanischer Schauspieler
- Mitchell, Caroline, Schriftstellerin
- Mitchell, Charlene (1930–2022), US-amerikanische Politikerin (CPUSA, CCDS)
- Mitchell, Charles Bullen Hugh (1836–1899), britischer Oberstleutnant der Royal Marines und Kolonialgouverneur
- Mitchell, Charles F. (1806–1865), US-amerikanischer Politiker
- Mitchell, Charles Le Moyne (1844–1890), US-amerikanischer Politiker
- Mitchell, Charles William (1854–1903), englischer Maler
- Mitchell, Charley (1861–1918), britischer Boxer im Schwergewicht
- Mitchell, Charlotte (* 1994), kanadische Skispringerin
- Mitchell, Clarence (* 1962), britischer Journalist
- Mitchell, Colin (1925–1996), britischer Offizier und Politiker
- Mitchell, Collin (* 1969), kanadischer Curler
- Mitchell, Craig (* 1986), walisischer Rugbyspieler
- Mitchell, Curtis (* 1989), US-amerikanischer Sprinter

###### Mitchell, D
- Mitchell, Dale (* 1958), kanadischer Fußballspieler und -trainer
- Mitchell, Dale (* 1989), kanadischer Eishockeyspieler
- Mitchell, Darrel (* 1984), US-amerikanischer Basketballspieler
- Mitchell, Daryl (* 1965), US-amerikanischer SchauspielerDaryl Mitchell (* 1965)

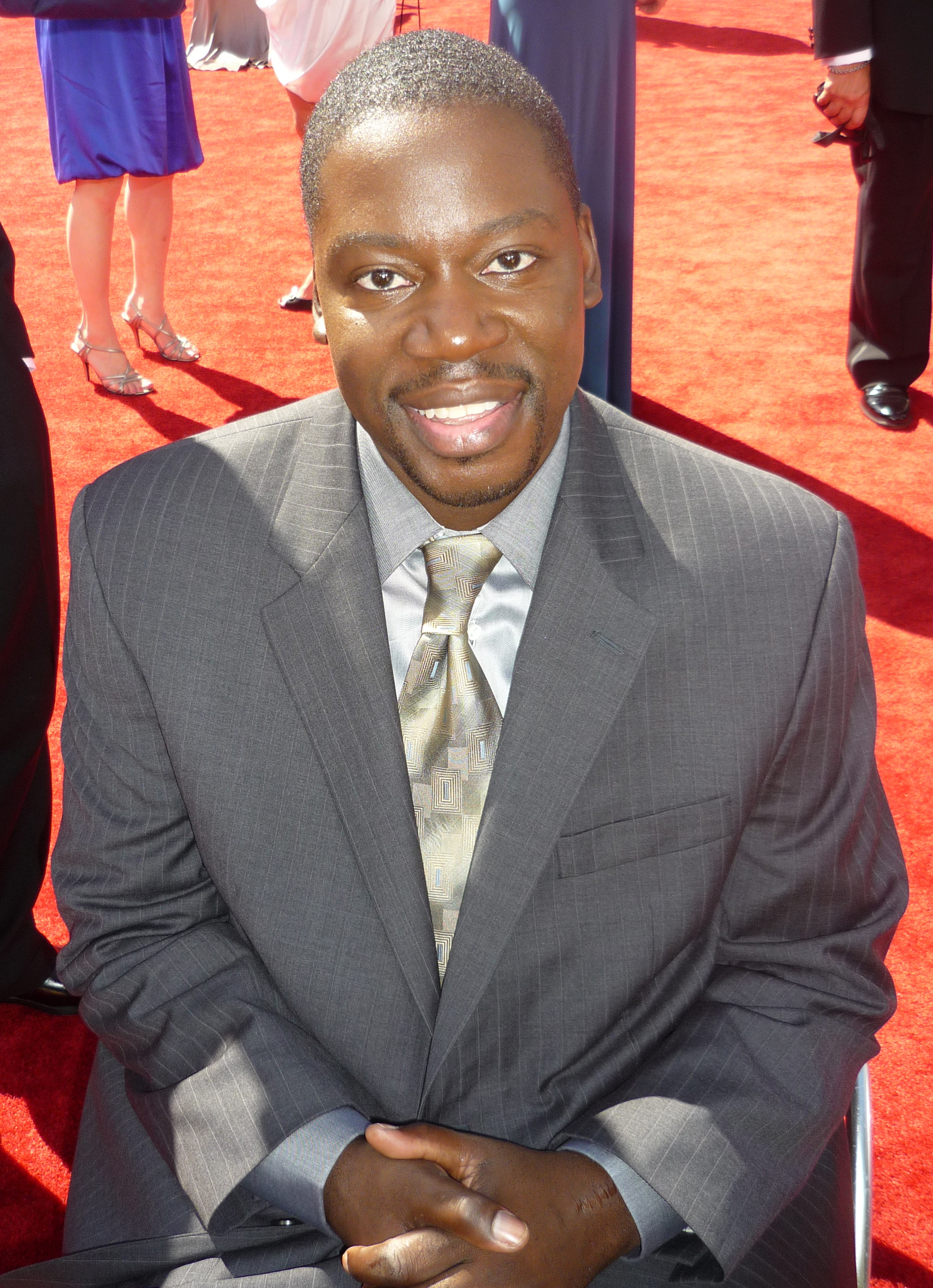
Daryl Mitchell (* 1965)

- Mitchell, Daryl (* 1991), neuseeländischer Cricketspieler
- Mitchell, David (1866–1948), schottischer Fußballspieler
- Mitchell, David (* 1962), australischer Fußballspieler
- Mitchell, David (* 1969), britischer SchriftstellerDavid Mitchell (* 1969)

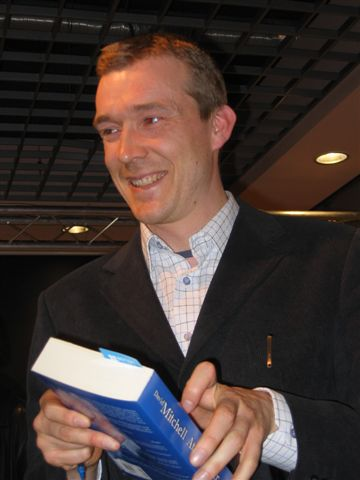
David Mitchell (* 1969)

- Mitchell, David (* 1974), britischer Komiker, Schauspieler und Radiomoderator
- Mitchell, David (* 1990), schottischer Fußballtorwart
- Mitchell, David Brydie (1766–1837), US-amerikanischer Politiker
- Mitchell, David Robert (* 1974), US-amerikanischer Filmregisseur und Autor
- Mitchell, Davion (* 1998), US-amerikanischer Basketballspieler
- Mitchell, Demetri (* 1997), englischer Fußballspieler
- Mitchell, Denise (* 1976), irische Politikerin (Sinn Féin)
- Mitchell, Dennis (* 1966), US-amerikanischer Sprinter
- Mitchell, Dick (1920–2000), US-amerikanischer Badmintonspieler
- Mitchell, Dickon (* 1978), grenadischer Politiker und Rechtsanwalt
- Mitchell, Don (1943–2013), US-amerikanischer Schauspieler in Film und Fernsehen
- Mitchell, Donald J. (1923–2003), US-amerikanischer Politiker
- Mitchell, Donald O., US-amerikanischer Tontechniker
- Mitchell, Donna, US-amerikanische Schauspielerin
- Mitchell, Donovan (* 1996), US-amerikanischer Basketballspieler
- Mitchell, Doug (* 1952), britischer Filmproduzent
- Mitchell, Dwike (1930–2013), US-amerikanischer Jazzpianist

###### Mitchell, E
- Mitchell, E. A. (1910–1979), US-amerikanischer Politiker
- Mitchell, Edgar (1930–2016), amerikanischer Astronaut
- Mitchell, Edson (1953–2000), US-amerikanischer Bankmanager
- Mitchell, Edward (1901–1970), US-amerikanischer Ruderer
- Mitchell, Edward Page (1852–1927), US-amerikanischer Herausgeber und Schriftsteller
- Mitchell, Elijah (* 1998), US-amerikanischer American-Football-Spieler
- Mitchell, Elizabeth (* 1970), US-amerikanische SchauspielerinElizabeth Mitchell (* 1970)

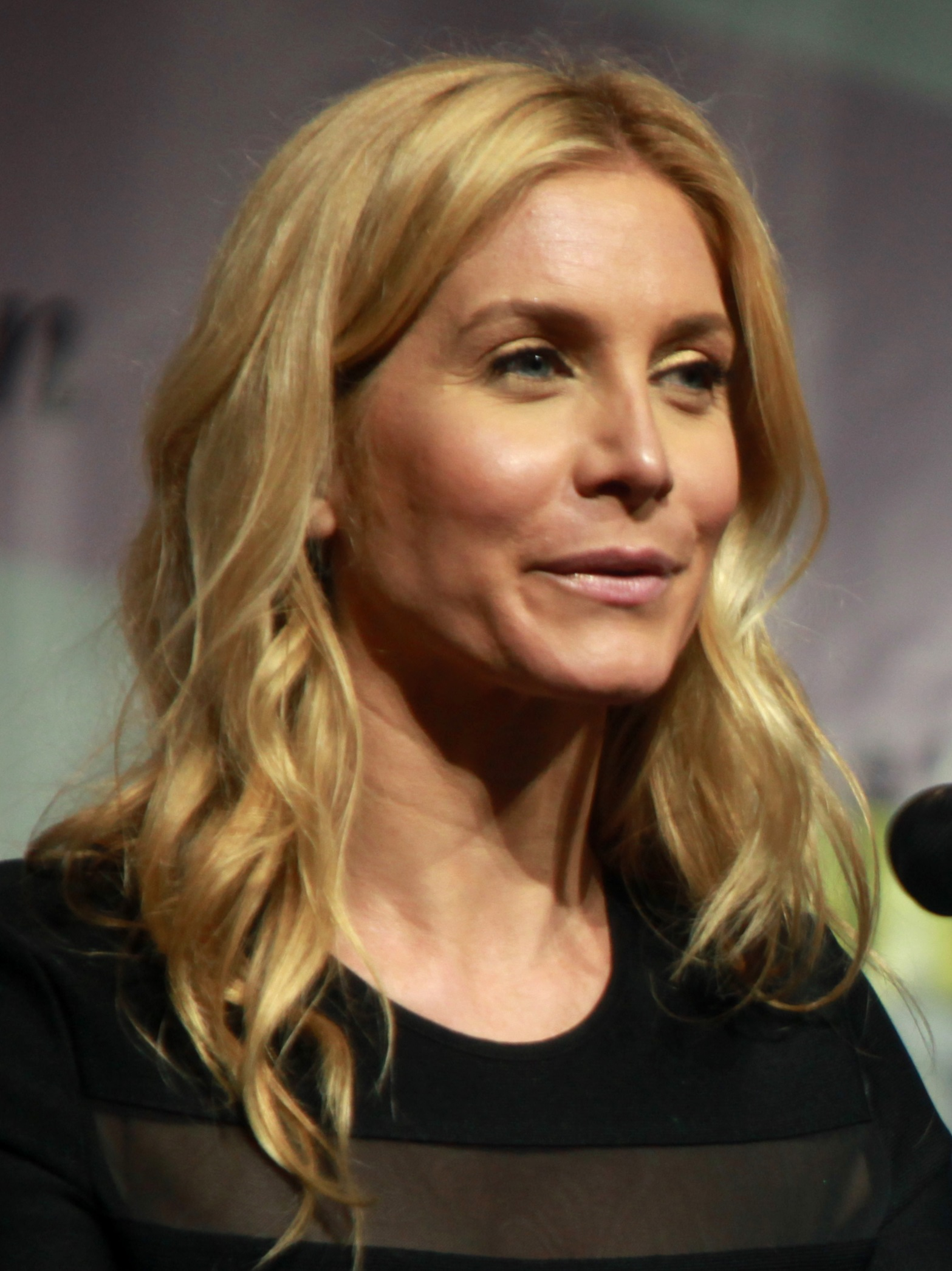
Elizabeth Mitchell (* 1970)

- Mitchell, Elvis (* 1958), US-amerikanischer Filmkritiker und Journalist
- Mitchell, Elyne (1913–2002), australische Kinderbuchautorin
- Mitchell, Emma (* 1992), schottische Fußballspielerin
- Mitchell, Eric (* 1992), kanadischer Skispringer
- Mitchell, Ethan (* 1991), neuseeländischer Bahnradsportler
- Mitchell, Ewan (* 1997), britischer SchauspielerEwan Mitchell (* 1997)

Ewan Mitchell (* 1997)

###### Mitchell, F
- Mitchell, Fred (* 1953), bahamaischer Politiker
- Mitchell, Freddie (1918–2010), US-amerikanischer Jazz- und R&B-Musiker

###### Mitchell, G
- Mitchell, Gay (* 1951), irischer Politiker (Fine Gael) und MdEP für Irland
- Mitchell, George (1867–1937), britisch-rhodesischer Politiker, Premierminister Südrhodesiens
- Mitchell, George (1899–1972), amerikanischer Kornettist und Trompeter des Hot Jazz
- Mitchell, George (1901–1988), US-amerikanischer Wasserballspieler
- Mitchell, George (* 1944), US-amerikanischer Blues-Forscher und -Produzent
- Mitchell, George Alfred (1889–1980), US-amerikanischer Erfinder und Filmschaffender
- Mitchell, George Edward (1781–1832), US-amerikanischer Politiker
- Mitchell, George J. (* 1933), US-amerikanischer Jurist und Politiker (Demokratische Partei)
- Mitchell, Glen (* 1958), britischer Radrennfahrer
- Mitchell, Glen (* 1972), neuseeländischer Radrennfahrer
- Mitchell, Gordon, südafrikanischer Religionspädagoge
- Mitchell, Gordon (1923–2003), amerikanischer Schauspieler
- Mitchell, Grant (1874–1957), US-amerikanischer Schauspieler
- Mitchell, Grover (1930–2003), US-amerikanischer Jazzmusiker
- Mitchell, Guy (1927–1999), US-amerikanischer Popsänger und Filmschauspieler

###### Mitchell, H
- Mitchell, Hannah (1872–1956), englisch-britische Suffragette und Sozialistin
- Mitchell, Harlan Erwin (1924–2011), US-amerikanischer Politiker
- Mitchell, Harold L. (1897–1997), US-amerikanischer Neurologe und Psychiater
- Mitchell, Harry (1895–1983), englischer Boxer
- Mitchell, Harry (* 1940), US-amerikanischer Politiker
- Mitchell, Heather (* 1958), australische SchauspielerinHeather Mitchell (* 1958)

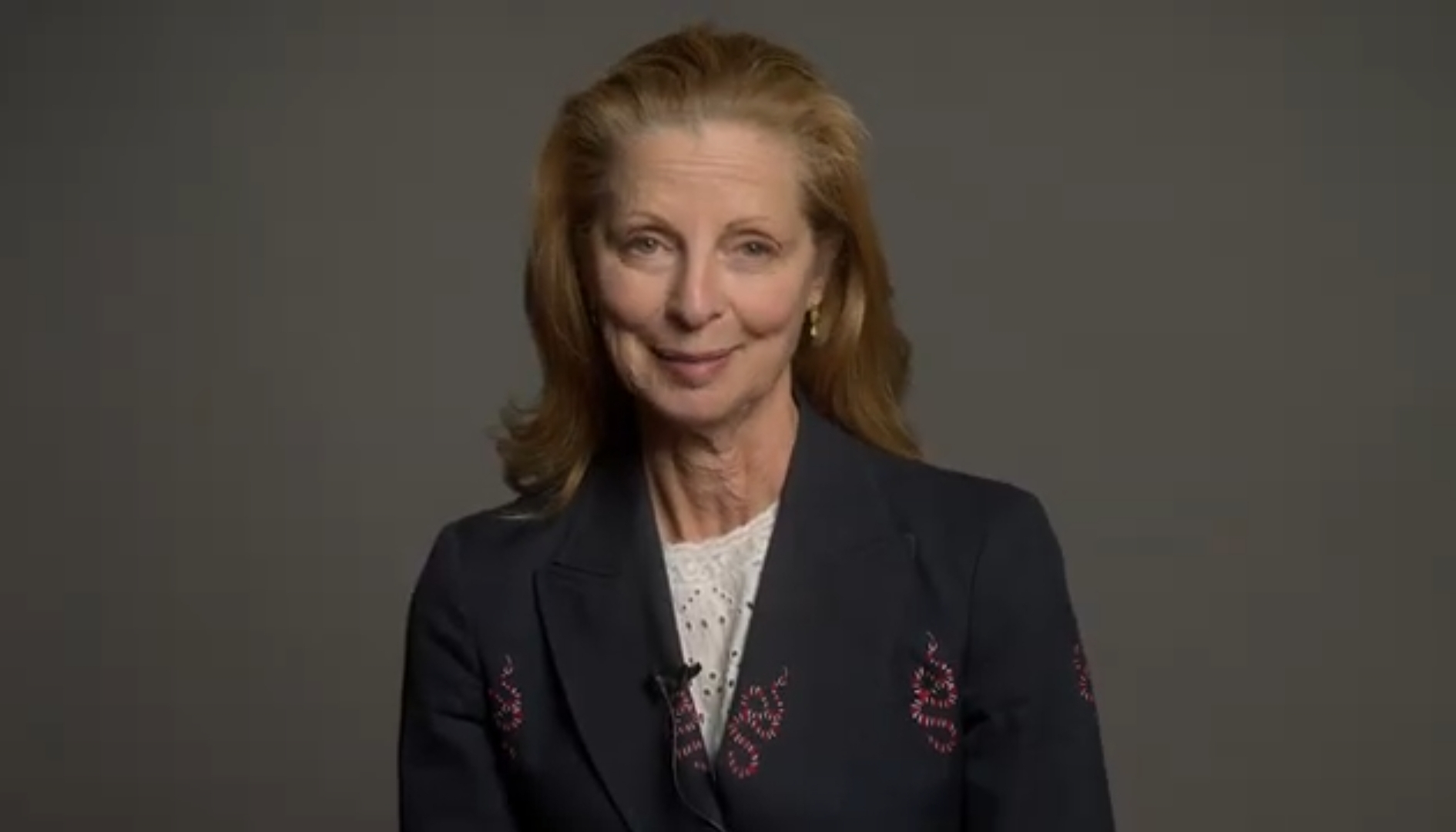
Heather Mitchell (* 1958)

- Mitchell, Henry (1784–1856), US-amerikanischer Arzt und Politiker
- Mitchell, Henry L. (1831–1903), US-amerikanischer Jurist und Politiker
- Mitchell, Herb (1937–2011), US-amerikanischer Schauspieler
- Mitchell, Herschel K. (1913–2000), US-amerikanischer Biochemiker
- Mitchell, Hugh (1907–1996), US-amerikanischer Politiker der Demokratischen Partei
- Mitchell, Hugh (* 1989), englischer FilmschauspielerHugh Mitchell (* 1989)

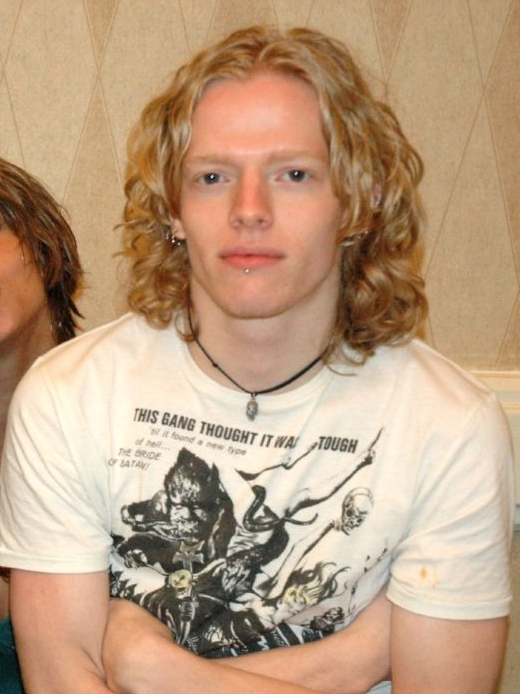
Hugh Mitchell (* 1989)

- Mitchell, Humphrey (1894–1950), kanadischer Politiker der Canadian Labour Party
- Mitchell, Hylton (1926–2014), Radrennfahrer aus Trinidad und Tobago

###### Mitchell, I
- Mitchell, Ian (* 1955), britischer Autorennfahrer
- Mitchell, Ivan (1893–1942), kanadischer Eishockeytorwart

###### Mitchell, J
- Mitchell, J. Clyde (1918–1995), britischer Ethnologe
- Mitchell, J. Gary, US-amerikanischer Filmproduzent, Filmregisseur und Kameramann
- Mitchell, Jack (1925–2013), US-amerikanischer Fotograf
- Mitchell, Jackie (1913–1987), US-amerikanische Baseballspielerin
- Mitchell, James (1866–1951), australischer Politiker, Premierminister und Gouverneur von Western Australia
- Mitchell, James (1920–2010), US-amerikanischer Schauspieler
- Mitchell, James (1929–2010), US-amerikanischer Filmeditor
- Mitchell, James Coffield (1786–1843), US-amerikanischer Politiker
- Mitchell, James Elmer (* 1952), US-amerikanischer Psychologe
- Mitchell, James Fitz-Allen (1931–2021), vincentischer Politiker (NDP), Regierungschef von St. Vincent und die Grenadinen
- Mitchell, James K. (1930–2023), US-amerikanischer Bauingenieur für Geotechnik
- Mitchell, James P. (1900–1964), US-amerikanischer Politiker (Demokratischen Partei)
- Mitchell, James R. (1971–2020), US-amerikanischer Biologe und Hochschullehrer
- Mitchell, James S. (1784–1844), US-amerikanischer Politiker
- Mitchell, Jason (* 1987), US-amerikanischer Filmschauspieler
- Mitchell, Jim († 2016), US-amerikanischer Jazz-Gitarrist
- Mitchell, Jim (1943–2007), US-amerikanischer Filmproduzent
- Mitchell, Jim (1946–2002), irischer Politiker
- Mitchell, Jim (* 1960), US-amerikanischer Filmtechniker für visuelle Effekte
- Mitchell, Joan (1925–1992), US-amerikanische Malerin, Vertreterin des Abstrakten Expressionismus
- Mitchell, John (1781–1849), US-amerikanischer Politiker
- Mitchell, John (1848–1928), australischer Paläontologe und Lehrer
- Mitchell, John (* 1985), kanadischer Eishockeyspieler
- Mitchell, John Cameron (* 1963), amerikanischer Autor, Regisseur und SchauspielerJohn Cameron Mitchell (* 1963)

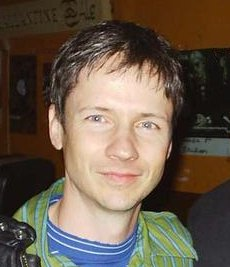
John Cameron Mitchell (* 1963)

- Mitchell, John H. (1835–1905), US-amerikanischer Politiker
- Mitchell, John I. (1838–1907), US-amerikanischer Politiker
- Mitchell, John Joseph (1873–1925), US-amerikanischer Politiker
- Mitchell, John Kearsley (1798–1858), US-amerikanischer Arzt und Schriftsteller
- Mitchell, John L. (1842–1904), US-amerikanischer Politiker (Demokratische Partei)
- Mitchell, John M. (1858–1905), US-amerikanischer Jurist und Politiker
- Mitchell, John N. (1913–1988), US-amerikanischer Justizminister im Kabinett Nixon
- Mitchell, John Ridley (1877–1962), US-amerikanischer Politiker
- Mitchell, John W. (1917–2005), britischer Tontechniker
- Mitchell, Joni (* 1943), kanadische Musikerin und MalerinJoni Mitchell (* 1943)

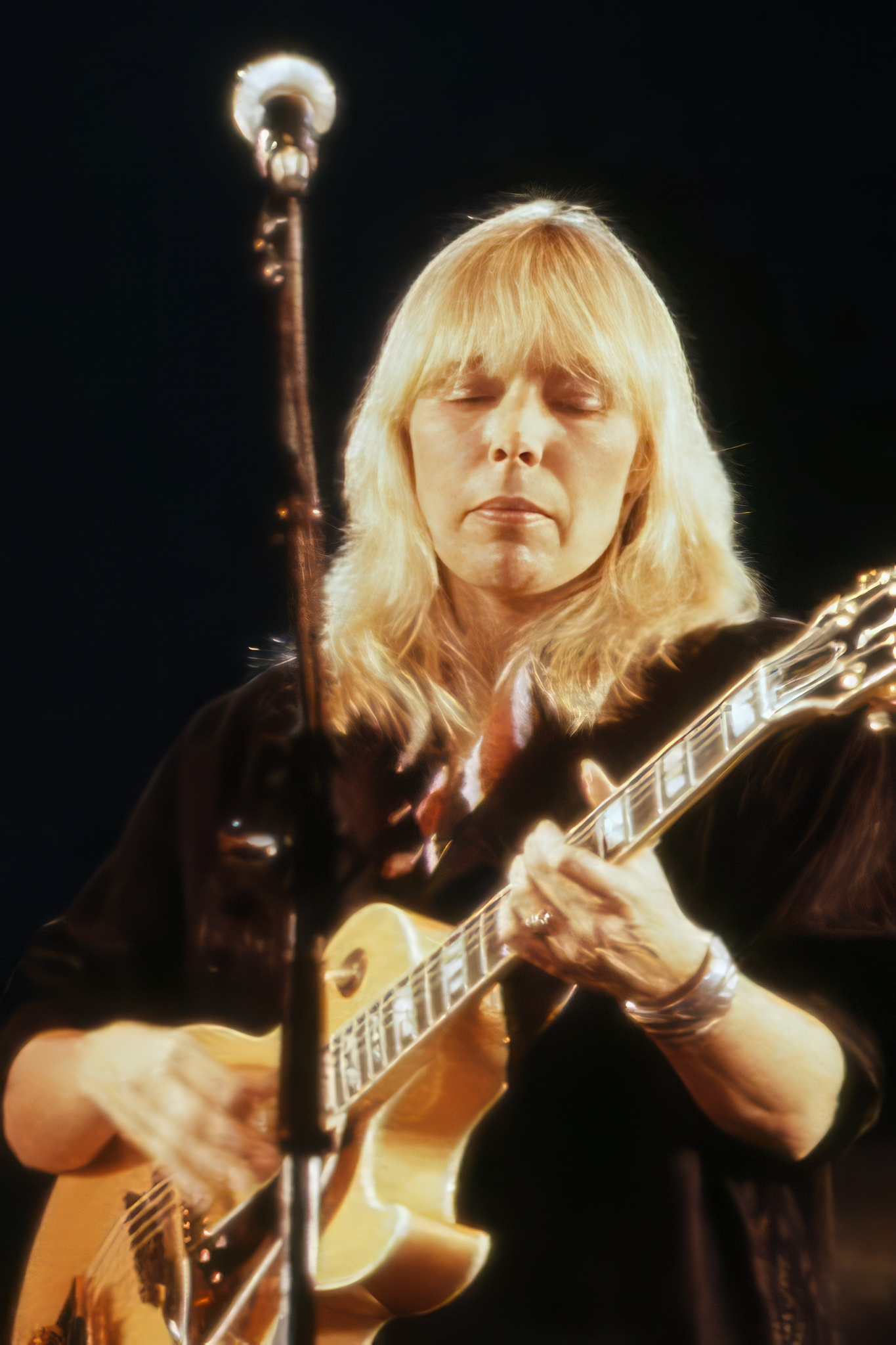
Joni Mitchell (* 1943)

- Mitchell, Joseph (1908–1996), US-amerikanischer Journalist und Schriftsteller
- Mitchell, Joseph S. B. (* 1959), US-amerikanischer Mathematiker und Informatiker
- Mitchell, Josephine (1912–2000), kanadisch-US-amerikanische Mathematikerin und Hochschullehrerin
- Mitchell, Juliet (* 1940), britische Feministin

###### Mitchell, K
- Mitchell, Kathryn (* 1982), australische Speerwerferin
- Mitchell, Katie (* 1964), britische Theater-, Film- und Opernregisseurin
- Mitchell, Keith Claudius (* 1946), grenadischer Politiker, Premierminister von Grenada
- Mitchell, Kel (* 1978), amerikanischer Schauspieler, Comedian, Tänzer, Musiker, Regisseur und ProduzentKel Mitchell (* 1978)

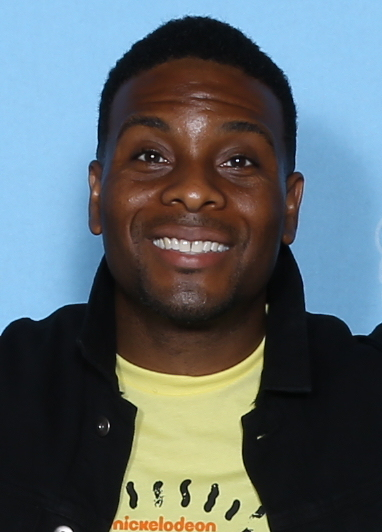
Kel Mitchell (* 1978)

- Mitchell, Kelsey (* 1993), kanadische Bahnradsportlerin
- Mitchell, Kelsey (* 1995), US-amerikanische Basketballspielerin
- Mitchell, Ken (* 1930), britischer Radrennfahrer
- Mitchell, Kenneth (1974–2024), kanadischer Schauspieler
- Mitchell, Kenny (* 1960), US-amerikanischer Boxer im Superbantamgewicht
- Mitchell, Kent (* 1939), US-amerikanischer Ruderer
- Mitchell, Kerri-Ann (* 1983), kanadische Sprinterin
- Mitchell, Kevin (* 1980), US-amerikanischer Eishockeyspieler
- Mitchell, Kevin (* 1984), britischer Boxer
- Mitchell, Kirk (* 1950), US-amerikanischer Science-Fiction-Autor
- Mitchell, Kirsty (* 1974), britische Schauspielerin

###### Mitchell, L
- Mitchell, Larry (* 1967), deutscher Eishockeyspieler, -trainer und -funktionär
- Mitchell, Laurence (1921–2009), britischer Autorennfahrer
- Mitchell, Lawrence A. (* 1941), US-amerikanischer Offizier, Brigadegeneral der US Air Force
- Mitchell, Leanne (* 1983), britische Popsängerin
- Mitchell, Lesley Anne (* 1988), australische Schauspielerin
- Mitchell, Leslie, britischer Historiker
- Mitchell, Lilias (1884–1940), schottisch-britische Suffragette
- Mitchell, Lisa (* 1990), australische Singer-Songwriterin
- Mitchell, Liz (* 1952), jamaikanische SängerinLiz Mitchell (* 1952)

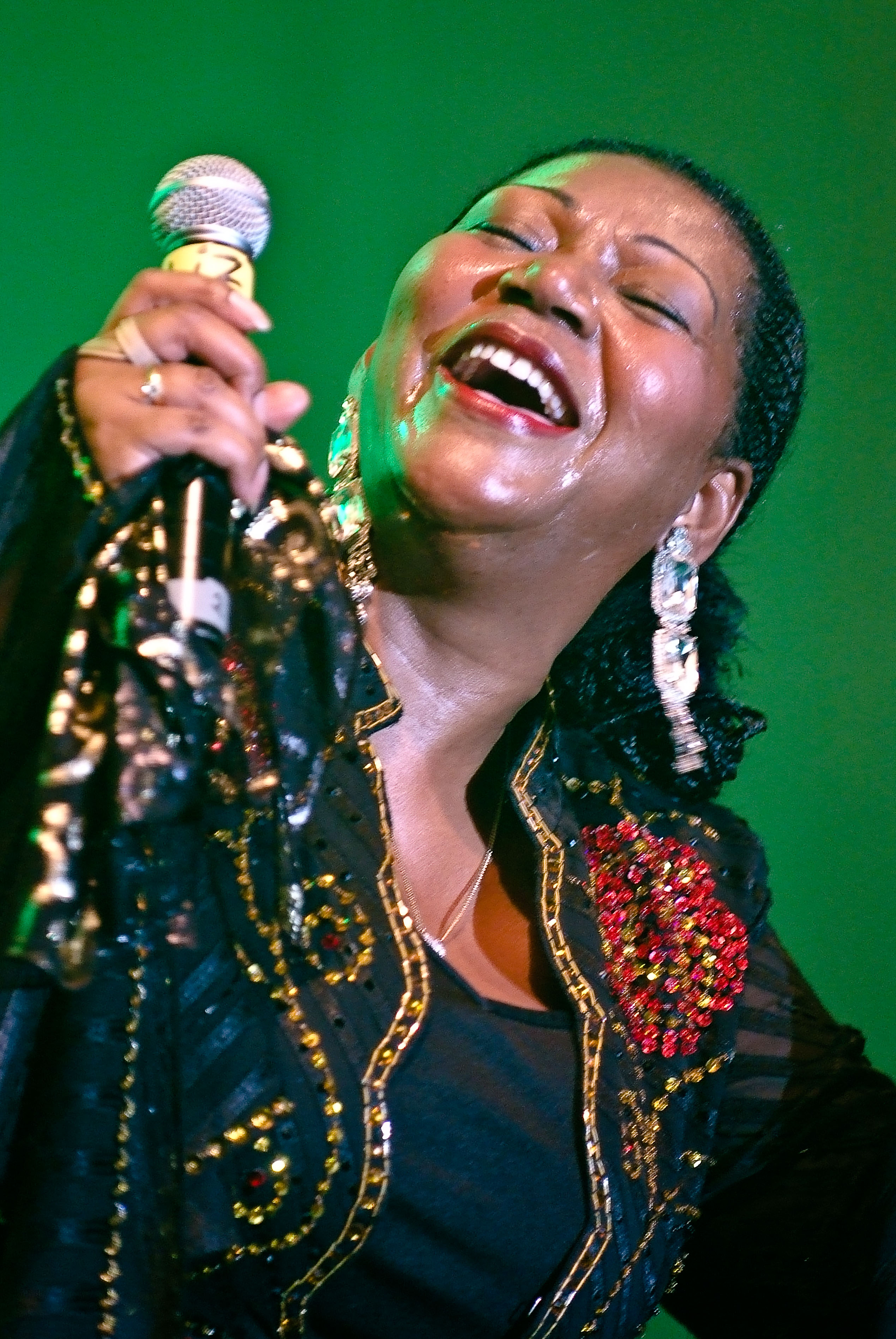
Liz Mitchell (* 1952)

- Mitchell, Lois (* 1939), kanadische Unternehmerin und Philanthropin, Vizegouverneurin von Alberta
- Mitchell, Louis (1885–1957), US-amerikanischer Jazz-Schlagzeuger und Bandleader
- Mitchell, Lucy Wright (1845–1888), US-amerikanische Klassische Archäologin
- Mitchell, Luke (* 1985), australischer Schauspieler

###### Mitchell, M
- Mitchell, Maia (* 1993), australische Schauspielerin
- Mitchell, Manteo (* 1987), US-amerikanischer Sprinter
- Mitchell, Margaret (1900–1949), US-amerikanische Schriftstellerin
- Mitchell, Margaret (* 1952), schottische Politikerin
- Mitchell, Margaret (* 1983), US-amerikanische Informatikerin
- Mitchell, Margaret H. (1901–1988), kanadische Ornithologin
- Mitchell, Maria (1818–1889), US-amerikanische Astronomin und Frauenrechtlerin
- Mitchell, Mark (* 1960), kanadischer Komponist
- Mitchell, Mark (* 1961), US-amerikanischer Eisschnellläufer
- Mitchell, Mark (* 1968), US-amerikanischer Eiskunstläufer
- Mitchell, Mark (* 1968), neuseeländischer Politiker der New Zealand National Party
- Mitchell, Matt (* 1957), US-amerikanischer Tennisspieler
- Mitchell, Matt (* 1975), US-amerikanischer Jazzpianist, Keyboarder, Arrangeur und Komponist
- Mitchell, Michele (* 1962), US-amerikanische Wasserspringerin
- Mitchell, Michelle (* 1982), australische Triathletin
- Mitchell, Mike (* 1967), US-amerikanisch-irischer Basketballspieler
- Mitchell, Mike (* 1970), US-amerikanischer Drehbuchautor, Filmregisseur Filmproduzent und Filmschauspieler
- Mitchell, Millard (1903–1953), US-amerikanisch-kubanischer Schauspieler
- Mitchell, Mitch (1946–2008), britischer Jazz- und Rock-SchlagzeugerMitch Mitchell (1946–2008)

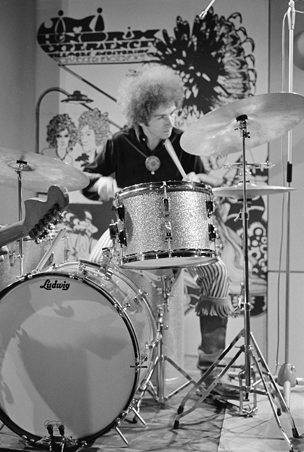
Mitch Mitchell (1946–2008)

- Mitchell, Moe (* 1983), deutscher Soul-Sänger und Rapper
- Mitchell, Morgan (* 1994), australische Sprinterin

###### Mitchell, N
- Mitchell, Nahum (1769–1853), US-amerikanischer Politiker
- Mitchell, Nathaniel (1753–1814), US-amerikanischer Politiker
- Mitchell, Nicole (* 1967), US-amerikanische Jazzmusikerin
- Mitchell, Nikole (* 1974), jamaikanische Sprinterin

###### Mitchell, O
- Mitchell, Olivia (* 1947), irische Politikerin
- Mitchell, Ollie (1927–2013), US-amerikanischer Studio- und Jazztrompeter (auch Posaune) und Bandleader

###### Mitchell, P
- Mitchell, Parren (1922–2007), US-amerikanischer Politiker
- Mitchell, Parry, Baron Mitchell (* 1943), britischer Politiker (Labour Party) und Life Peer
- Mitchell, Paul (1936–1989), US-amerikanischer Friseur
- Mitchell, Paul (1956–2021), US-amerikanischer Politiker
- Mitchell, Paul (* 1981), englischer Fußballspieler und Fußballscout
- Mitchell, Penelope (* 1991), australische SchauspielerinPenelope Mitchell (* 1991)

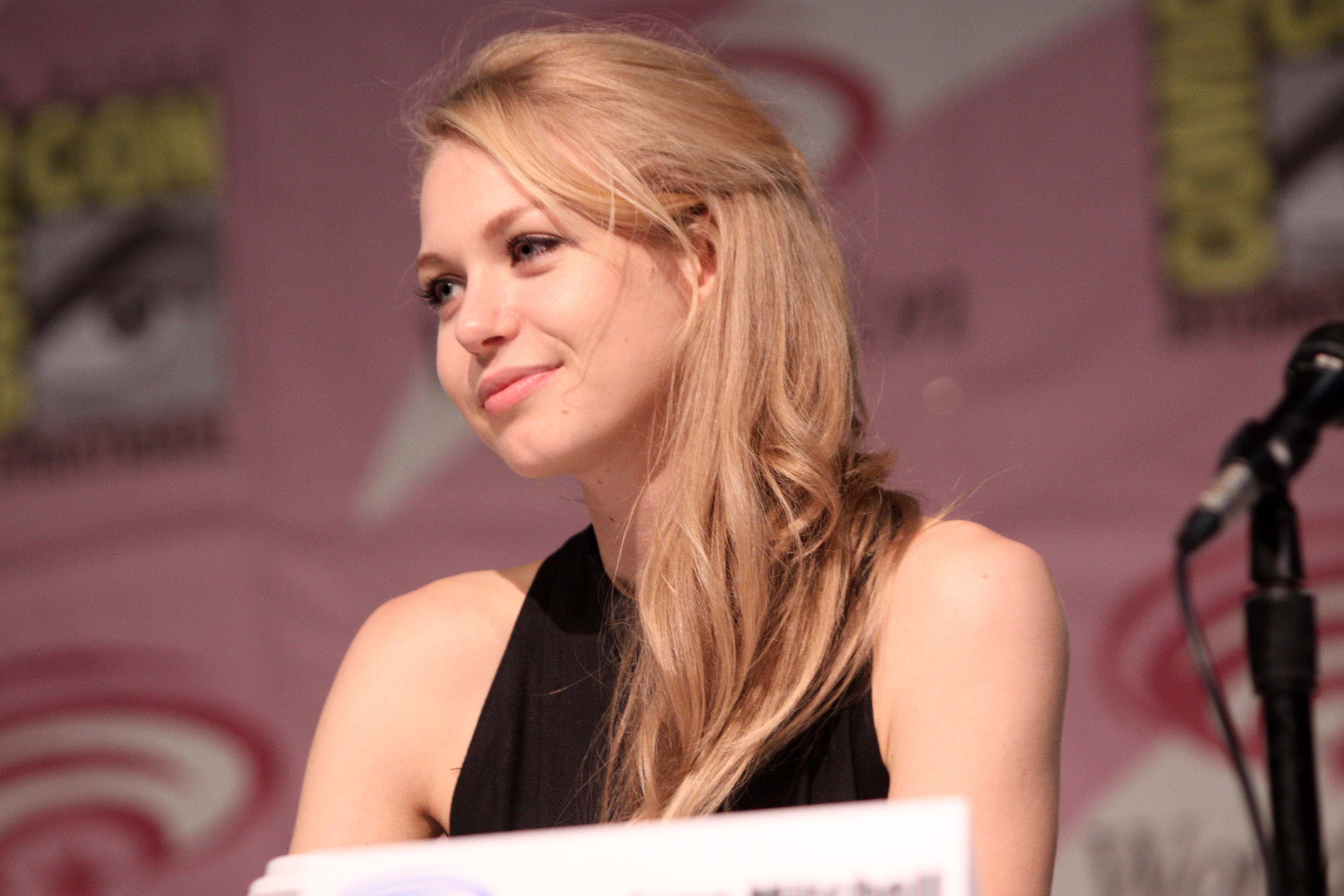
Penelope Mitchell (* 1991)

- Mitchell, Peter (* 1990), britischer Bahnradsportler
- Mitchell, Peter Chalmers (1864–1945), britischer Zoologe
- Mitchell, Peter D. (1920–1992), britischer Chemiker und Nobelpreisträger für Chemie
- Mitchell, Philip (1890–1964), britischer Kolonialgouverneur und Generalmajor der British Army
- Mitchell, Pinky (1899–1976), US-amerikanischer Boxer

###### Mitchell, Q
- Mitchell, Quinyon (* 2001), US-amerikanischer American-Football-Spieler

###### Mitchell, R
- Mitchell, R. J., irischer Astronom
- Mitchell, Radha (* 1973), australische Schauspielerin und FilmproduzentinRadha Mitchell (* 1973)

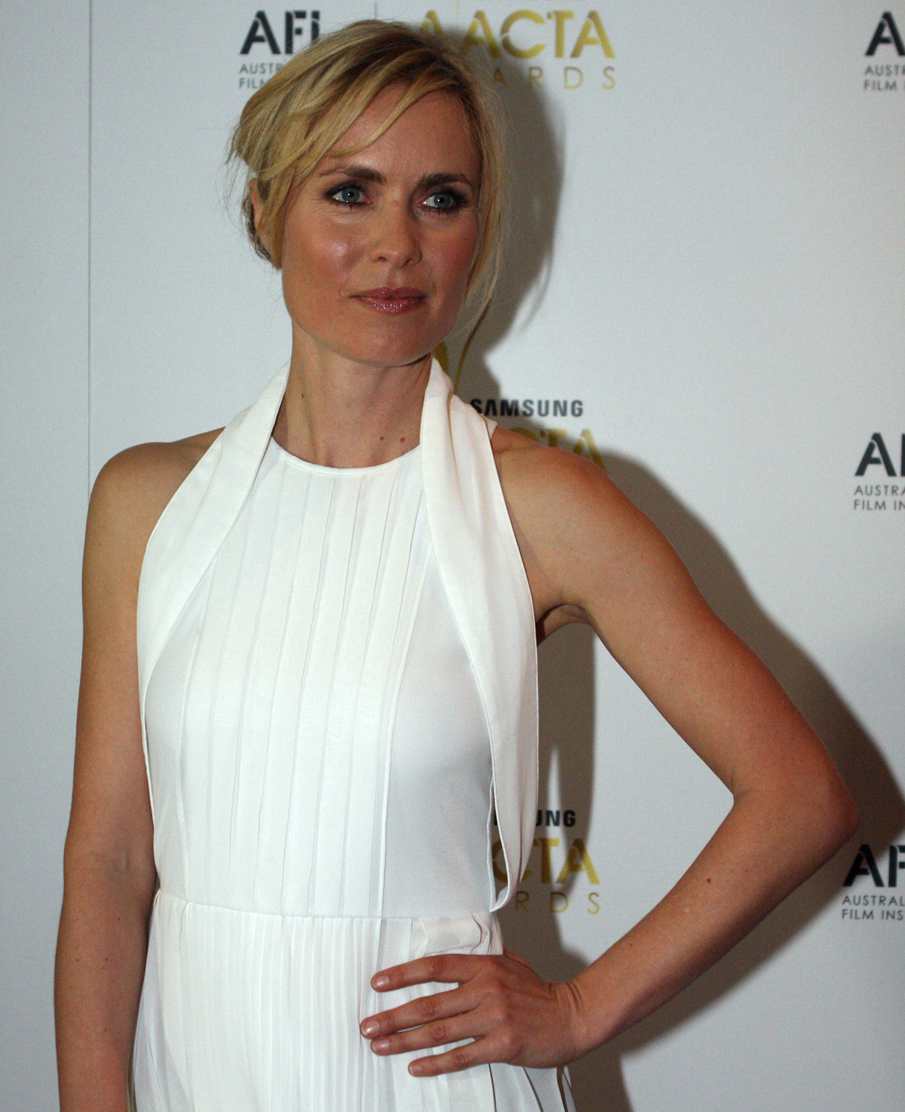
Radha Mitchell (* 1973)

- Mitchell, Red (1927–1992), US-amerikanischer Jazzbassist
- Mitchell, Reginald Joseph (1895–1937), britischer Luftfahrtingenieur
- Mitchell, Rick (1955–2021), australischer Sprinter
- Mitchell, Robert (1778–1848), US-amerikanischer Politiker
- Mitchell, Robert (1932–1985), US-amerikanischer Animator
- Mitchell, Robert (1972–2022), britischer Shorttracker und Eisschnellläufer
- Mitchell, Robert Byington (1823–1882), US-amerikanischer Politiker und Soldat
- Mitchell, Robin (* 1946), fidschianischer Arzt und IOC-Mitglied
- Mitchell, Roma (1913–2000), australische Richterin und Gouverneurin von South Australia
- Mitchell, Roscoe (* 1940), US-amerikanischer Jazzmusiker
- Mitchell, Roy (* 1955), britischer Weitspringer jamaikanischer Herkunft
- Mitchell, Russ (* 1985), US-amerikanischer Baseballspieler
- Mitchell, Rusty (* 1982), US-amerikanischer Automobilrennfahrer
- Mitchell, Ruth Comfort (1882–1954), US-amerikanische Schriftstellerin und politische Aktivistin
- Mitchell, Ryan (* 1977), australischer Schwimmer

###### Mitchell, S
- Mitchell, Sam (* 1963), US-amerikanischer Basketballtrainer und ehemaliger Spieler
- Mitchell, Sandra (* 1951), US-amerikanische Wissenschaftsphilosophin
- Mitchell, Sasha (* 1967), US-amerikanischer Schauspieler
- Mitchell, Scoey (1930–2022), US-amerikanischer Schauspieler, Regisseur, Auto und Produzent
- Mitchell, Scott (* 1970), englischer Dartspieler
- Mitchell, Shane, irischer Akkordeonist und Teilnehmer am Eurovision Song Contest
- Mitchell, Sha’rae (* 1985), US-amerikanische Basketballschiedsrichterin
- Mitchell, Sharmba (* 1970), US-amerikanischer Boxer
- Mitchell, Sharon (* 1956), US-amerikanische Pornodarstellerin, Sexualwissenschaftlerin, GesundheitswissenschaftlerinSharon Mitchell (* 1956)

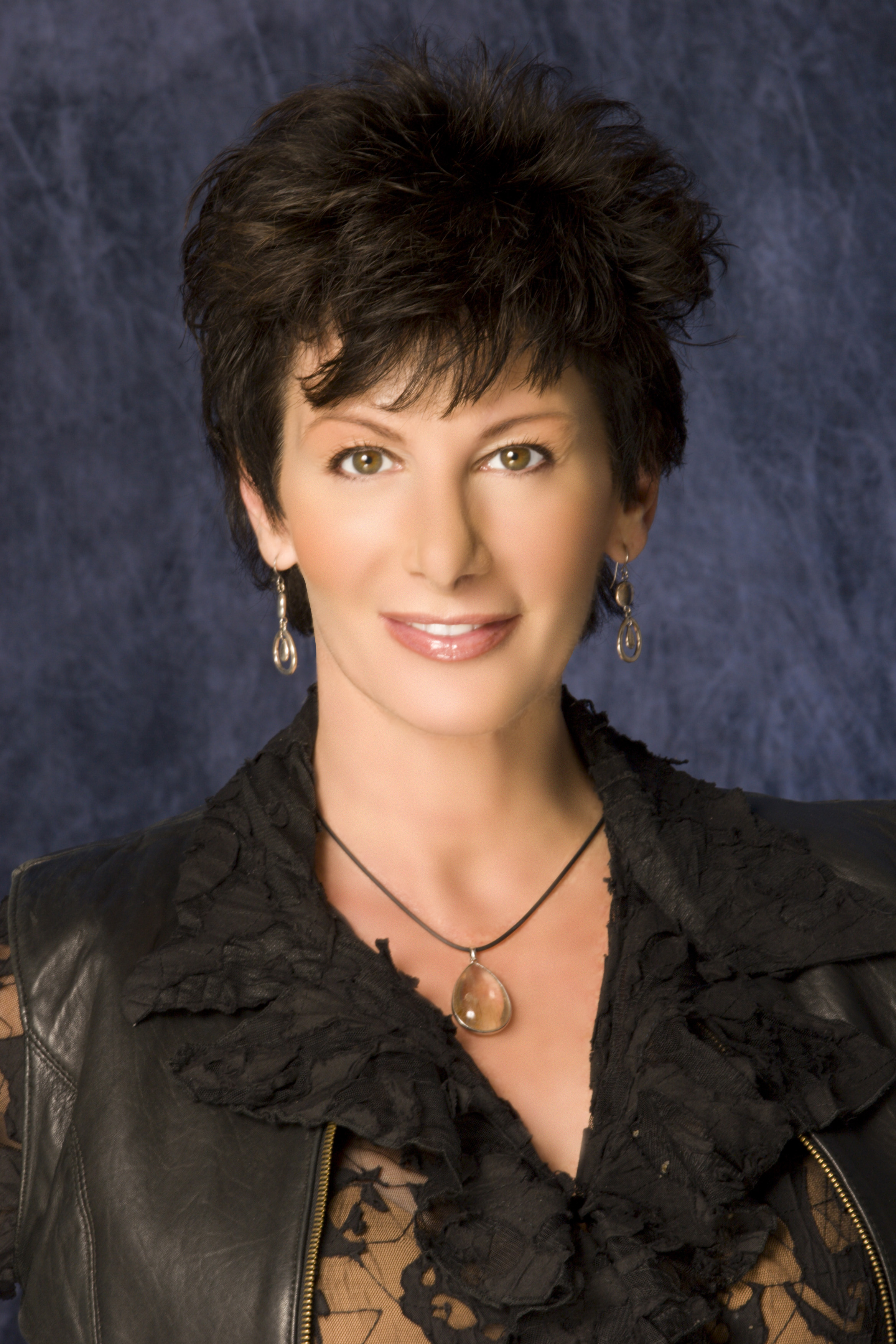
Sharon Mitchell (* 1956)

- Mitchell, Shay (* 1987), kanadische Schauspielerin und ModelShay Mitchell (* 1987)

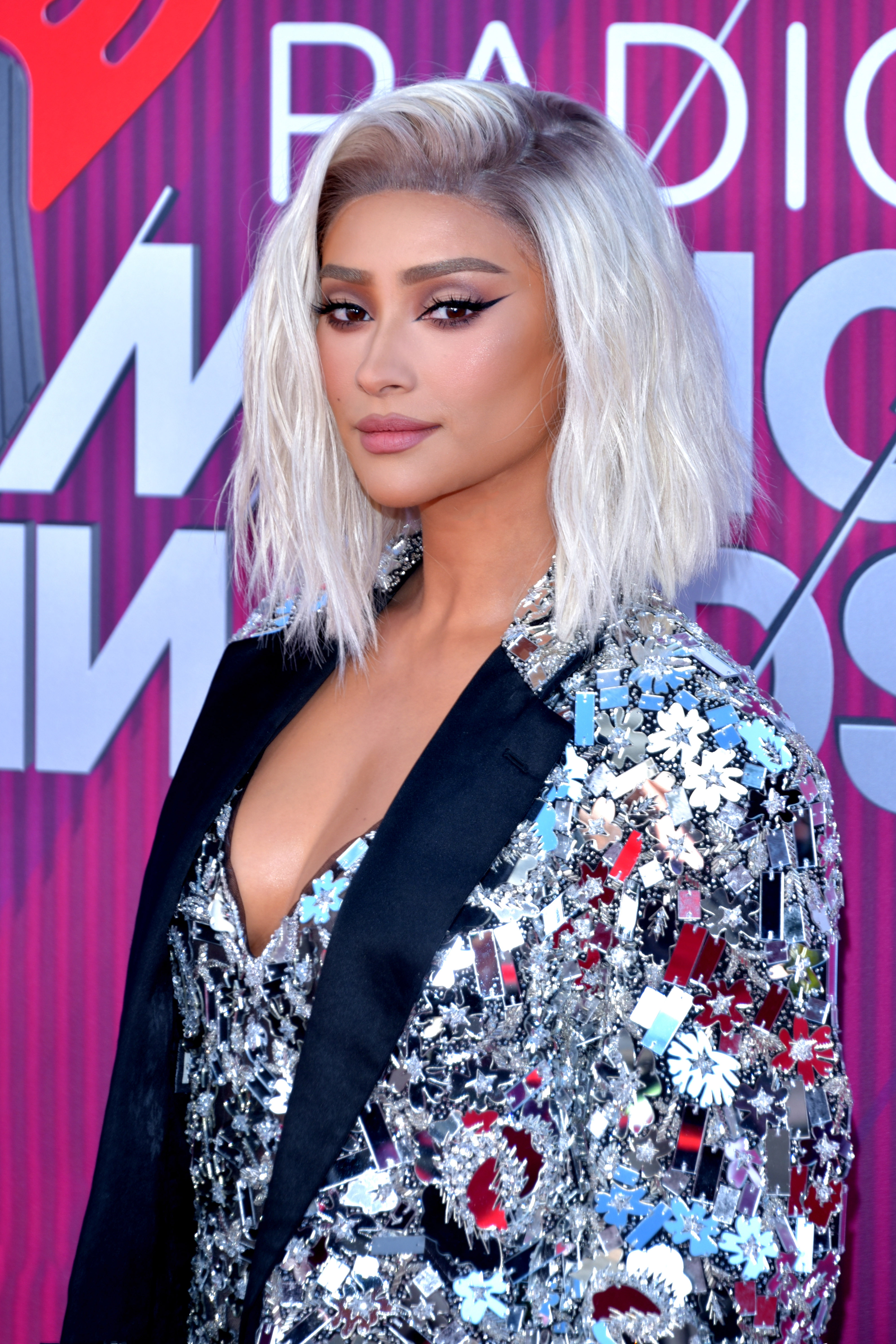
Shay Mitchell (* 1987)

- Mitchell, Sherman (1930–2013), US-amerikanischer Jazzmusiker
- Mitchell, Sidney (1888–1942), US-amerikanischer Filmkomponist und Liedtexter
- Mitchell, Silas Weir (1829–1914), US-amerikanischer Arzt und Autor
- Mitchell, Silas Weir, US-amerikanischer Schauspieler
- Mitchell, Stefano (* 1999), antiguanischer Schwimmer
- Mitchell, Stephen (1948–2024), britischer Althistoriker
- Mitchell, Stephen Mix (1743–1835), US-amerikanischer Politiker und Jurist
- Mitchell, Steve (* 1953), US-amerikanischer Comiczeichner
- Mitchell, Susan Langstaff (1866–1926), irische Autorin und Dichterin

###### Mitchell, T
- Mitchell, Taylor (1990–2009), kanadische Folksängerin
- Mitchell, Terence Frederick (1919–2007), britischer Linguist
- Mitchell, Thomas (1843–1921), schottischer Fußballtrainer
- Mitchell, Thomas (1892–1962), US-amerikanischer Schauspieler und Autor
- Mitchell, Thomas Livingstone (1792–1855), britischer Australienforscher
- Mitchell, Thomas R. (1783–1837), US-amerikanischer Politiker
- Mitchell, Tom (* 1951), US-amerikanischer Informatiker
- Mitchell, Tommy (1926–2003), US-amerikanischer Bassposaunist
- Mitchell, Tony (* 1961), britisch-kanadischer Regisseur für Film und Fernsehen
- Mitchell, Torrey (* 1985), kanadischer Eishockeyspieler
- Mitchell, Ty (* 1970), US-amerikanischer Schauspieler
- Mitchell, Tyler (* 1958), US-amerikanischer Jazzbassist
- Mitchell, Tyler (* 1995), US-amerikanischer Fotograf
- Mitchell, Tyrick (* 1999), englischer Fußballspieler

###### Mitchell, V
- Mitchell, Victoria (* 1982), australische Hindernis- und Langstreckenläuferin
- Mitchell, Viola (1911–2002), US-amerikanische Geigerin

###### Mitchell, W
- Mitchell, W. J. T. (* 1942), US-amerikanischer Anglist, Kunsthistoriker und Komparatist
- Mitchell, Warren (1926–2015), britischer SchauspielerWarren Mitchell (1926–2015)

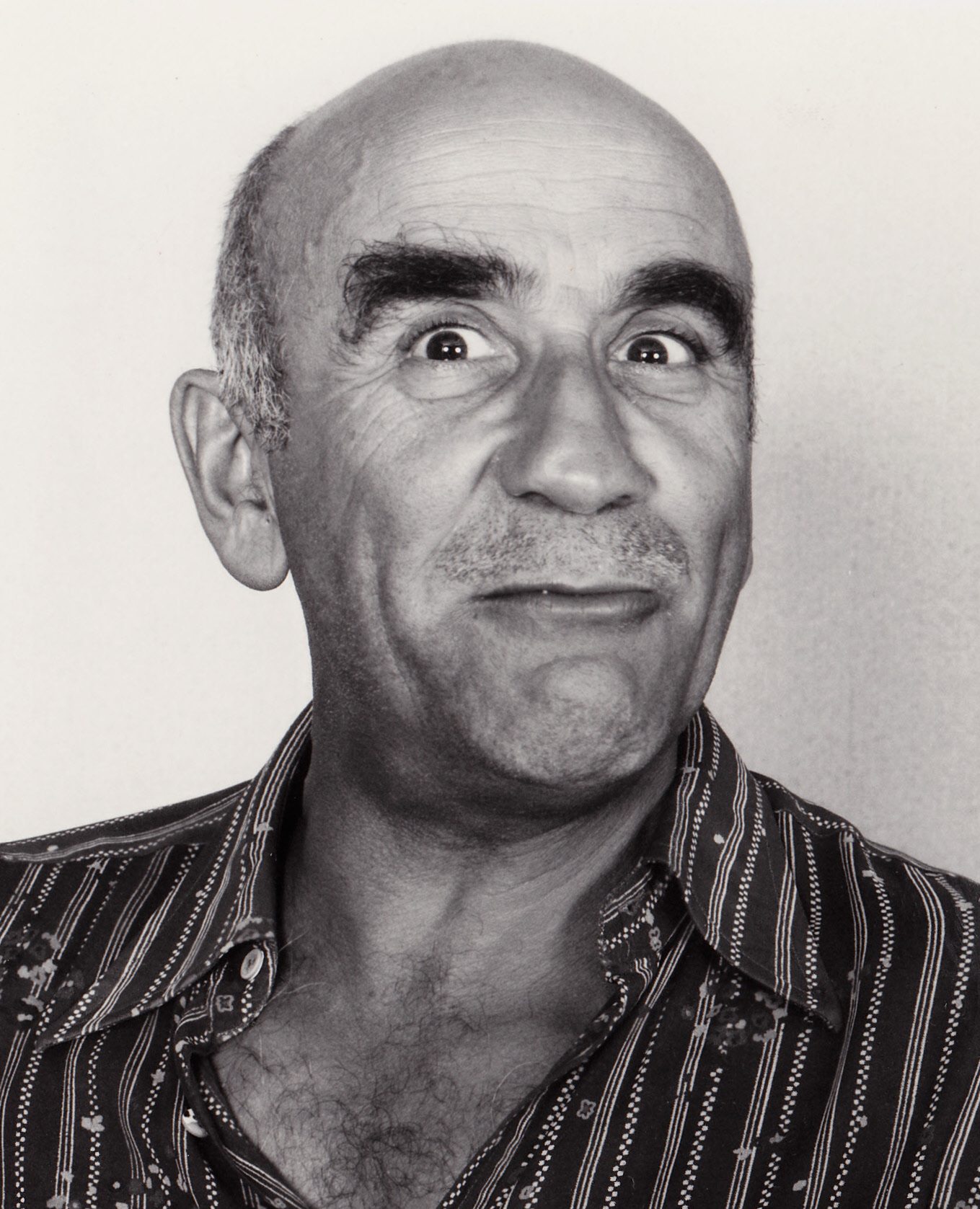
Warren Mitchell (1926–2015)

- Mitchell, Wesley Clair (1874–1948), US-amerikanischer Ökonom
- Mitchell, Whitey (1932–2009), US-amerikanischer Jazzbassist
- Mitchell, William (1807–1865), US-amerikanischer Politiker
- Mitchell, William, US-amerikanischer Mathematiker
- Mitchell, William B. (1832–1900), US-amerikanischer Jurist und Politiker
- Mitchell, William D. (1874–1955), US-amerikanischer Jurist und Justizminister
- Mitchell, William Foot (1859–1947), britischer Manager und Politiker (Conservative Party)
- Mitchell, William J. (1944–2010), US-amerikanischer Architekt
- Mitchell, William John (1906–1971), US-amerikanischer Musikwissenschaftler
- Mitchell, Willie (1928–2010), US-amerikanischer Soul-, R&B-, Pop- und Funk-Musikproduzent und Arrangeur
- Mitchell, Willie (* 1977), kanadischer Eishockeyspieler

###### Mitchell, Y
- Mitchell, Yvonne (1915–1979), britische Schauspielerin

###### Mitchell, Z
- Mitchell, Zack (* 1993), kanadischer Eishockeyspieler

###### Mitchell-B
- Mitchell-Blake, Nethaneel (* 1994), britischer Sprinter

###### Mitchell-I
- Mitchell-Innes, Alfred (1864–1950), britischer Diplomat, Wirtschaftswissenschaftler und Autor

###### Mitchell-S
- Mitchell-Smith, Ilan (* 1969), US-amerikanischer Schauspieler, Balletttänzer und ProfessorIlan Mitchell-Smith (* 1969)

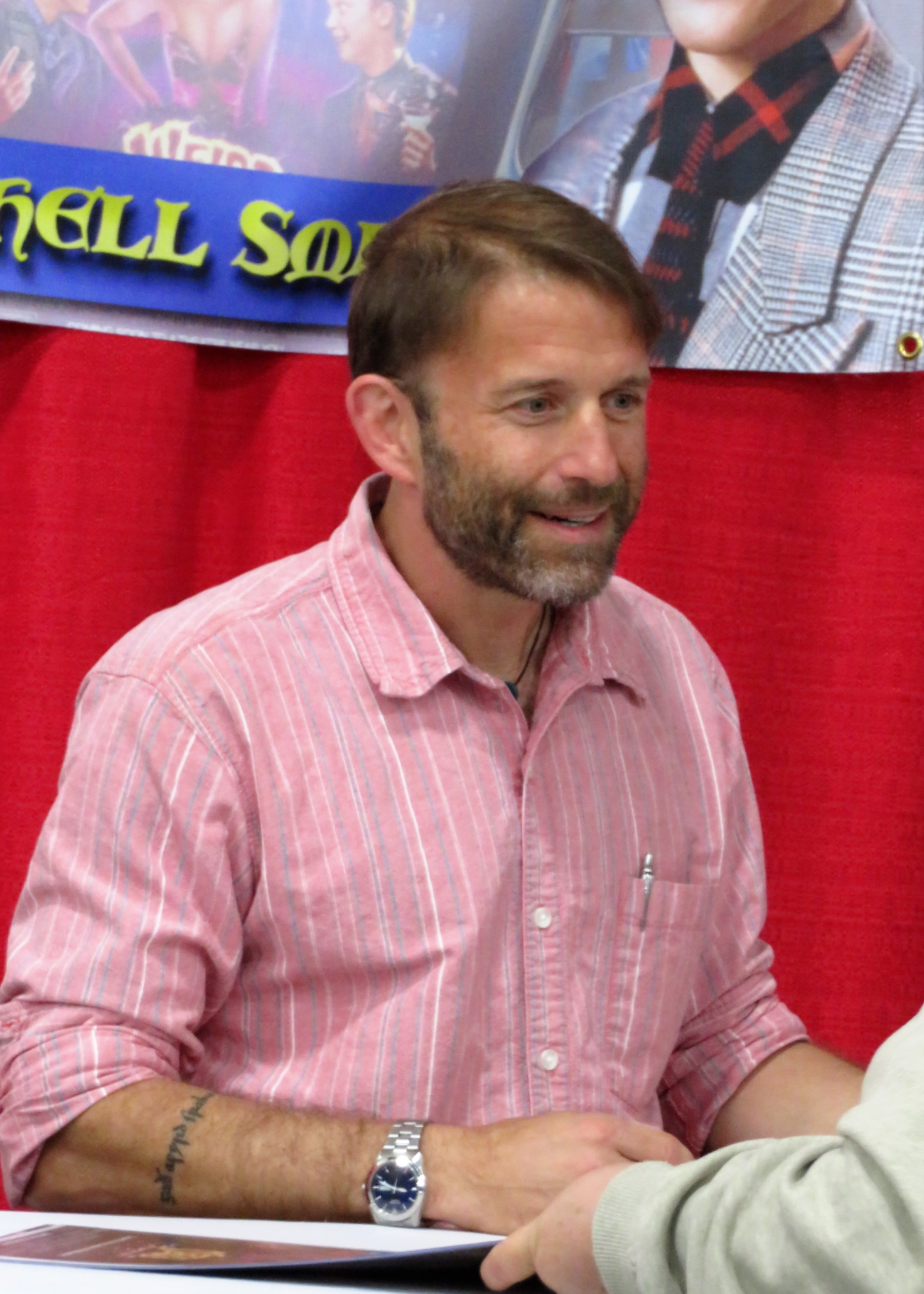
Ilan Mitchell-Smith (* 1969)

###### Mitchell-T
- Mitchell-Taverner, Claire (* 1970), australische Hockeyspielerin
- Mitchell-Thomson, Malcolm, 3. Baron Selsdon (1937–2024), britischer Peer, Politiker und Geschäftsmann
- Mitchell-Thomson, Patrick, 2. Baron Selsdon (1913–1963), britischer Peer und Autorennfahrer

###### Mitchelt
- Mitcheltree, Dennis (* 1964), US-amerikanischer Jazzmusiker (Tenorsaxophon) und Filmkomponist

##### Mitchi
- Mitchill, Samuel Latham (1764–1831), US-amerikanischer Physiker, Naturforscher und Politiker
- Mitchinson, Mark (* 1966), neuseeländischer Schauspieler
- Mitchison, Avrion (1928–2022), britischer Zoologe
- Mitchison, Gilbert, Baron Mitchison (1894–1970), britischer Offizier, Politiker (Labour), Mitglied des House of Commons und Rechtsanwalt
- Mitchison, Murdoch (1922–2011), britischer Zoologe und Zellbiologe
- Mitchison, Naomi (1897–1999), britische Science-Fiction- und Fantasy-Schriftstellerin
- Mitchison, Timothy J. (* 1958), britisch-amerikanischer Zellbiologe

##### Mitchu
- Mitchum, Bentley (* 1967), US-amerikanischer Schauspieler und Synchronsprecher
- Mitchum, Carrie (* 1965), US-amerikanische Schauspielerin
- Mitchum, Christopher (* 1943), US-amerikanischer FilmschauspielerChristopher Mitchum (* 1943)

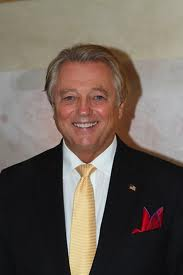
Christopher Mitchum (* 1943)

- Mitchum, James (* 1941), US-amerikanischer Schauspieler
- Mitchum, John (1919–2001), US-amerikanischer Schauspieler
- Mitchum, Orlando (* 1987), Fußballspieler von St. Kitts und Nevis
- Mitchum, Robert (1917–1997), US-amerikanischer SchauspielerRobert Mitchum (1917–1997)

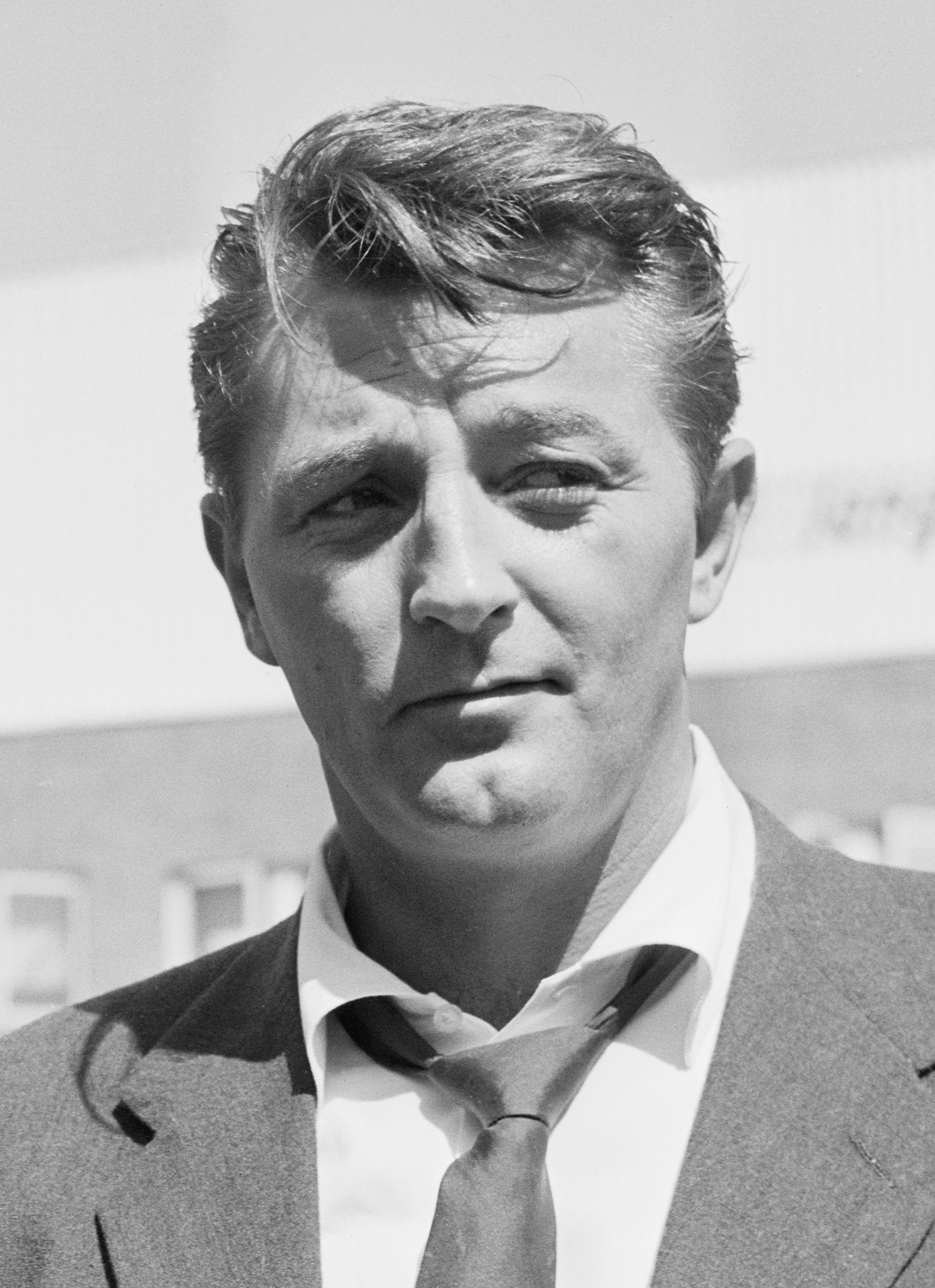
Robert Mitchum (1917–1997)

- Mitchum, Yohannes (* 1998), Fußballspieler von St. Kitts und Nevis

### Mitd
- Mitdank, Joachim (1931–2017), deutscher Diplomat, Botschafter der DDR in Finnland, Großbritannien und Irland

### Mite
- Mitea, Constantin (1920–2002), rumänischer Politiker (PCR) und Journalist
- Mitea, Nicolae (* 1985), rumänischer Fußballspieler
- Miteff, Fernando († 2020), US-amerikanischer Graffiti-Künstler
- Mitelli, Gabriele (* 1988), italienischer Jazzmusiker (Trompete, Komposition)
- Mitens, Edward (1889–1973), färöischer Schriftsteller, Beamter, Rechtsanwalt und Politiker des Sjálvstýrisflokkurin
- Mitera, Mark (* 1987), US-amerikanischer Eishockeyspieler
- Mitev, Marko (* 2003), nordmazedonischer Handballspieler
- Mitevska, Labina (* 1975), mazedonische Schauspielerin
- Mitevska, Teona Strugar (* 1974), nordmazedonische Regisseurin und Drehbuchautorin
- Mitew, Juri (1958–2022), bulgarischer Biathlet
- Mitew, Thomas (* 1968), deutscher Eishockeyspieler
- Mitewa, Elena (* 1992), bulgarische Leichtathletin

### Mitf
- Mitford, Algernon (1837–1916), britischer Autor, Linguist und Diplomat
- Mitford, Diana (1910–2003), britische Faschistin
- Mitford, Jessica (1917–1996), britisch-amerikanische Schriftstellerin
- Mitford, Mary Russell (1787–1855), britische Schriftstellerin und Dramatikerin
- Mitford, Nancy (1904–1973), britische Schriftstellerin und Biographin
- Mitford, Richard († 1407), englischer Prälat
- Mitford, Rupert, 6. Baron Redesdale (* 1967), britischer Politiker und Peer
- Mitford, Terence Bruce (1905–1978), schottischer Epigraphiker und Archäologe
- Mitford, Unity (1914–1948), britische Adlige, Nationalsozialistin und Verehrerin Adolf HitlersUnity Mitford (1914–1948)

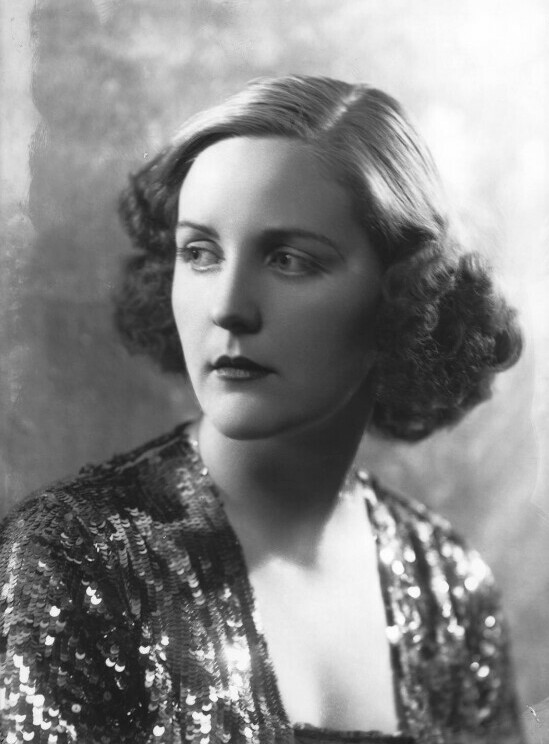
Unity Mitford (1914–1948)

- Mitford-Barberton, Ivan (1896–1976), südafrikanischer Bildhauer

### Mitg
- Mitgau, Hermann (1895–1980), deutscher Soziologe
- Mitgau, Louis (1831–1912), deutscher Ingenieur und Baurat
- Mitgutsch, Ali (1935–2022), deutscher Bilderbuchautor, Illustrator, Grafiker und Maler
- Mitgutsch, Anna (* 1948), österreichische Literaturwissenschaftlerin und Schriftstellerin
- Mitgutsch, Florian (* 1964), deutscher Illustrator und Kommunikations-Designer
- Mitgutsch, Konstantin (* 1980), österreichischer Medienpädagoge und Spielentwickler

### Mith
- Mithassel, Christian (* 1987), norwegischer Freestyle-Skisportler
- Mithen, Steven (* 1960), britischer Prähistoriker und Hochschullehrer
- Mithi, Mukut (* 1952), indischer Politiker
- Mithlinger, Johann (1898–1944), österreichischer Widerstandskämpfer
- Mithob, Hector (1600–1655), deutscher lutherischer Theologe, Superintendent
- Mithobius, Hector (1532–1607), deutscher Arzt und Astronom sowie Stadtphysikus in Hannover
- Mithobius, Hector (1561–1647), deutscher Jurist, Kanzler des Herzogtums Lauenburg
- Mithöfer, Tim (* 1974), deutscher Kommunalpolitiker
- Mithoff, Burkhard (1501–1564), deutscher Mediziner und Mathematiker
- Mithoff, Carl Friedrich Wilhelm (1766–1852), deutscher Oberlandbaumeister in Hannover
- Mithoff, Daniel (1595–1673), deutscher Jurist
- Mithoff, Johann Friedrich (1747–1795), deutscher lutherischer Theologe, Hofprediger, Generalsuperintendent
- Mithoff, Justus Friedrich (1774–1857), deutscher Kaufmann, Diakon, Kommunalpolitiker und Senator
- Mithoff, Theodor (1835–1892), deutscher Gymnasiallehrer, Ökonom und Parlamentarier
- Mithoff, Wilhelm (1811–1886), deutscher Architekt und „Kunstschriftsteller“ sowie Zeichner
- Mithouard, Fernand (1909–1993), französischer Radrennfahrer
- Mithrenes, Satrap von Armenien
- Mithridates I., Herrscher von Kios
- Mithridates I. († 266 v. Chr.), erster König von Pontos
- Mithridates I. († 70 v. Chr.), König von Kommagene
- Mithridates I. († 139 v. Chr.), König von Parthien
- Mithridates II., König von Pontos
- Mithridates II. († 20 v. Chr.), König von Kommagene
- Mithridates II. († 302 v. Chr.), Herrscher von Kios
- Mithridates II., parthischer KönigMithridates II.

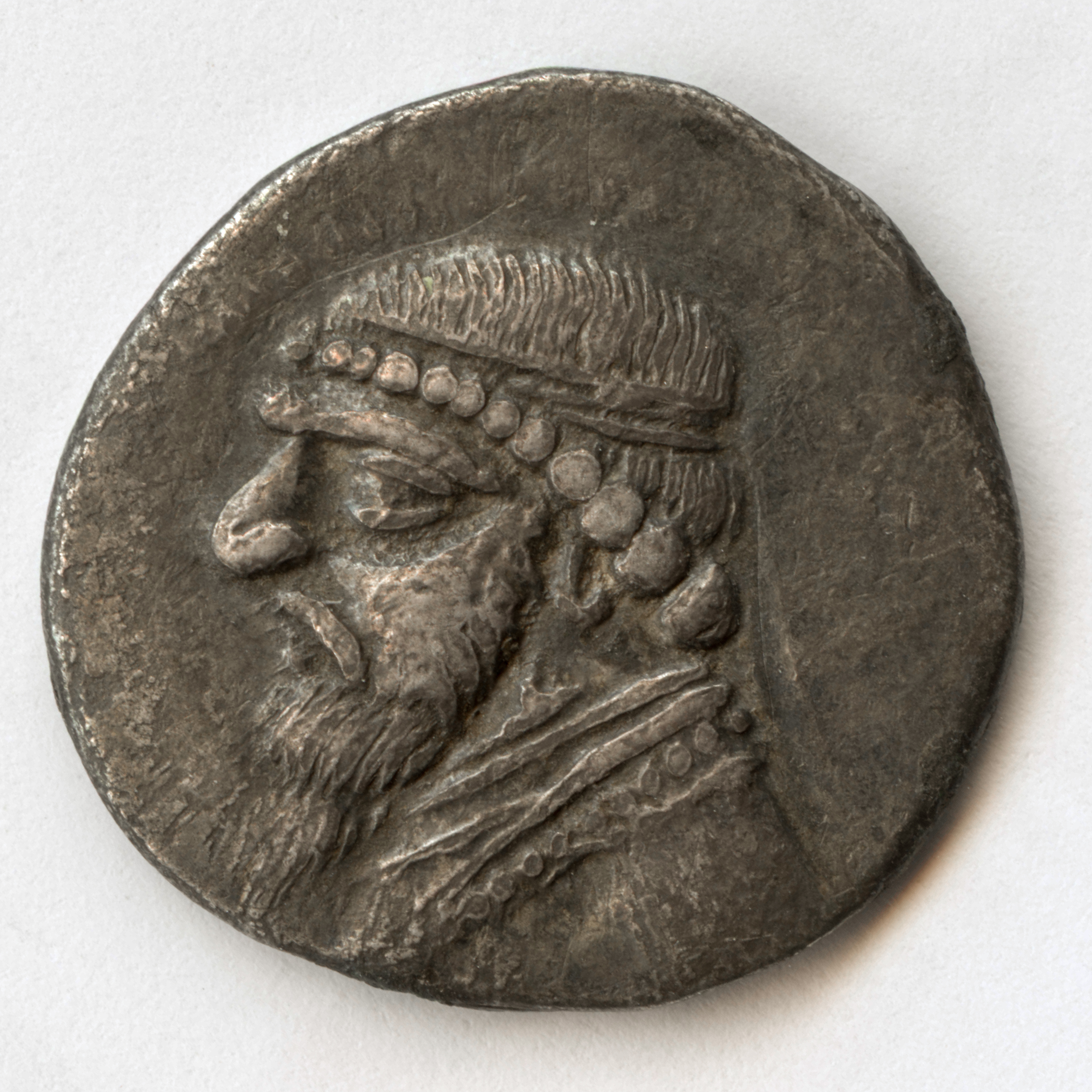
Mithridates II.

- Mithridates III., König von Pontos
- Mithridates III. († 80 v. Chr.), parthischer König
- Mithridates III. († 12 v. Chr.), König von Kommagene
- Mithridates IV., König von Pontos
- Mithridates IV., parthischer König
- Mithridates Sinnakes, parthischer Feldherr
- Mithridates V. († 120 v. Chr.), König von Pontos
- Mithridates V., parthischer König
- Mithridates VI. († 63 v. Chr.), König von Pontos
- Mithridates von Pergamon († 46 v. Chr.), hellenistischer Adliger, König des Bosporanischen Reiches
- Mithrobuzanes († 334 v. Chr.), Satrap von Kappadokien
- Mithrobuzanes, König der Sophene

### Miti
- Miti, Mwape (* 1973), sambischer Fußballspieler
- Miti, Ruggero (* 1945), italienischer Regisseur
- Miti-Drummond, Muluka, sambische Juristin, Menschenrechtsaktivistin und Expertin für Albinismus
- Mitič, Aleksandra (* 1991), serbische Fußballspielerin
- Mitić, Gojko (* 1940), serbisch-deutscher Schauspieler und RegisseurGojko Mitić (* 1940)

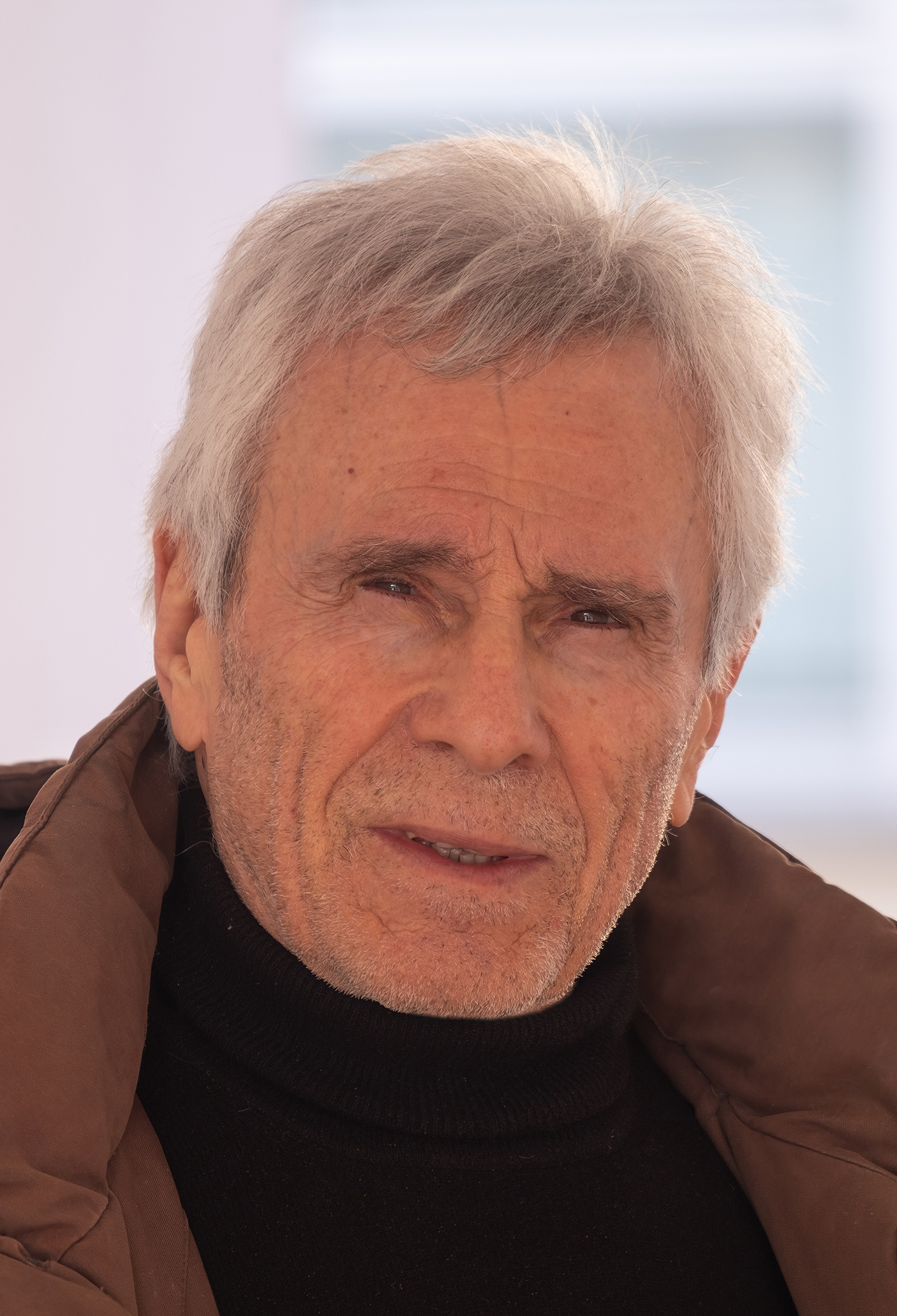
Gojko Mitić (* 1940)

- Mitić, Jug (* 1999), serbischer Eishockeytorwart
- Mitić, Mihajlo (* 1990), serbischer Volleyballspieler
- Mitić, Mihajlo (* 1997), serbischer Handballspieler
- Mitić, Miodrag (1959–2022), jugoslawischer Volleyballspieler
- Mitić, Nikola (1938–2019), jugoslawischer Opernsänger (Bassbariton)
- Mitić, Rajko (1922–2008), jugoslawischer Fußballspieler und -trainerRajko Mitić (1922–2008)

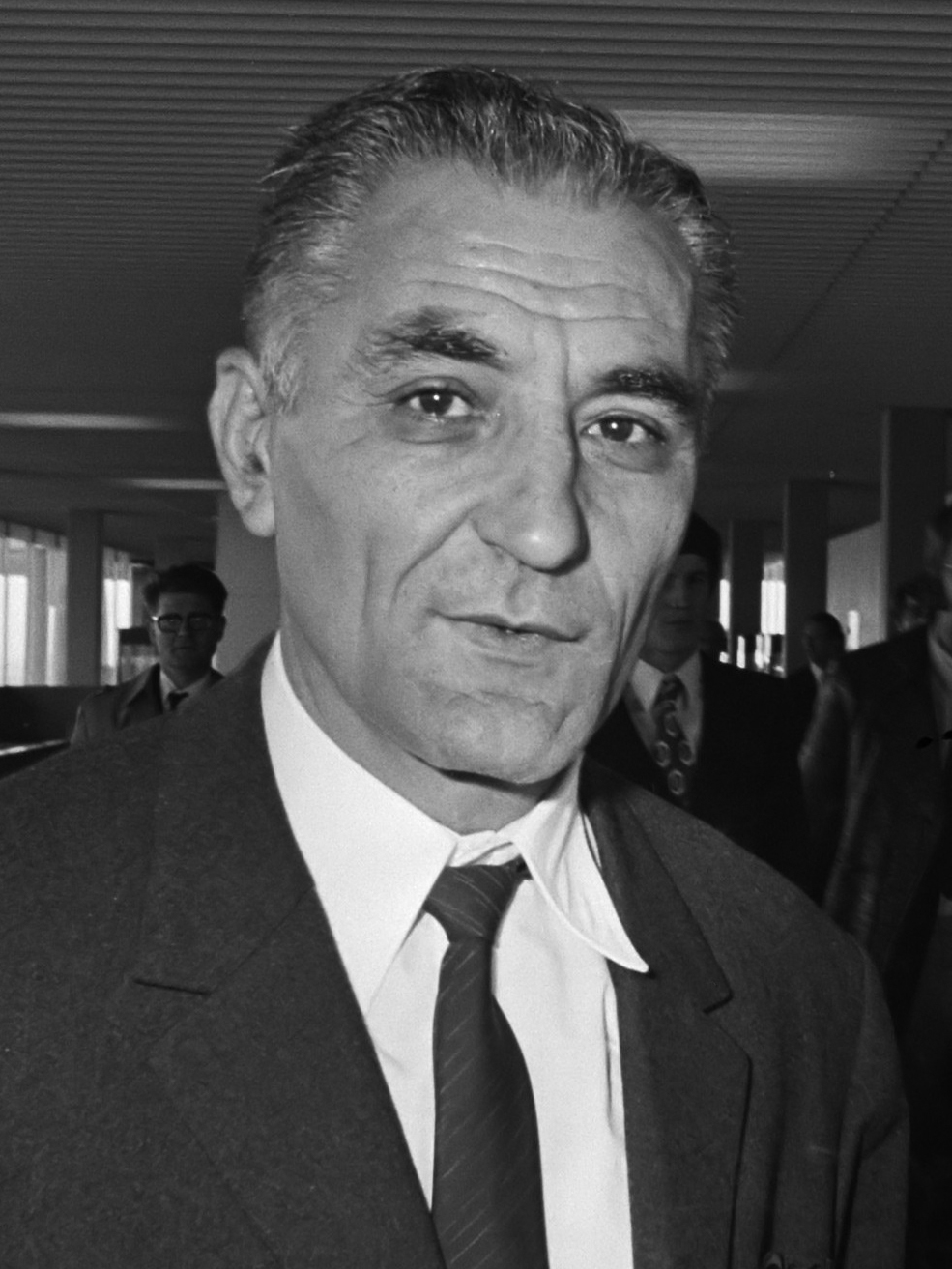
Rajko Mitić (1922–2008)

- Mitich, Sara (* 1990), kanadische Filmschauspielerin
- Mitidieri, Fábio (* 1977), brasilianischer Politiker
- Mitin, Mark Borissowitsch (1901–1987), sowjetischer Historiker und Philosoph
- Mitin, Stanislaw Michailowitsch (1950–2023), russischer Film- und Theaterregisseur sowie ein Drehbuchautor
- Mitin, Wolodymyr (* 1937), sowjetischer Radrennfahrer
- Mitis, Georg von (1810–1889), österreichischer Jurist und Politiker
- Mitis, Ignaz von (1771–1842), österreichischer Techniker und Eisenbahnpionier
- Mitis, Oskar von (1874–1955), österreichischer Historiker und Diplomatiker
- Mitis, Thomas (1523–1591), Dichter, Lehrer und Verleger
- Mititelu, Alexandrina (1886–1964), rumänische Romanistin und Rumänistin
- Mititelu, Damian (* 2001), rumänischer Leichtathlet
- Mitius, Otto (1865–1926), deutscher Bibliothekar

### Mitj
- Mitjagin, Boris Samuilowitsch (* 1937), russisch-US-amerikanischer Mathematiker
- Mitjajew, Oleg Jurjewitsch († 2022), russischer Generalmajor
- Mitjajewa, Galina (* 1991), tadschikische Hammerwerferin
- Mitjajewa, Olga Iwanowna (* 1929), sowjetisch-russische Historikerin und Hochschullehrerin
- Mitjana y Gordón, Rafael (1869–1921), spanischer Musikwissenschaftler, Komponist und Diplomat
- Mitjukow, Kallynyk (1823–1885), ukrainischer Hochschullehrer und Rektor

### Mitk
- Mitkas, Pericles A. (* 1962), griechisch-amerikanischer Hochschullehrer für Elektronik und Computer Ingenieurswesen
- Mitkewitsch, Wladimir Fjodorowitsch (1872–1951), russisch-sowjetischer Elektroingenieur und Hochschullehrer
- Mitko, Thimi (1820–1890), albanischer Volksliedsammler
- Mitkou, Maria (* 1994), griechische Fußballspielerin
- Mitkov, Nikola (* 1971), nordmazedonischer Schachspieler
- Mitkov, Vlatko (* 1981), mazedonischer Handballspieler
- Mitkova-Sınırtaş, Svetla (* 1964), türkische Kugelstoßerin und Diskuswerferin bulgarischer Herkunft
- Mitkow, Jewgeni Wiktorowitsch (* 1972), russischer Volleyballspieler
- Mitkow, Jordan (* 1956), bulgarischer Gewichtheber und Olympiasieger
- Mitkow, Stefan (* 1933), bulgarischer Skilangläufer
- Mitkowa, Milena (* 1990), bulgarische Weitspringerin
- Mitkowa, Plamena (* 2004), bulgarische Weitspringerin
- Mitku, Mattias (* 2001), schwedischer Fußballspieler
- Mitkus, Sigitas (* 1962), litauischer Ingenieur und Jurist

### Mitl
- Mitlöhner, Rudolf (* 1965), österreichischer Journalist

### Mitm
- Mitmannsgruber, Benedikt (* 1996), österreichischer Kabarettist
- Mitmasser, Stefan (* 1995), österreichischer Fußballtorhüter

### Mitn
- Mitnick, Kevin (1963–2023), US-amerikanischer Manager und ehemaliger HackerKevin Mitnick (1963–2023)

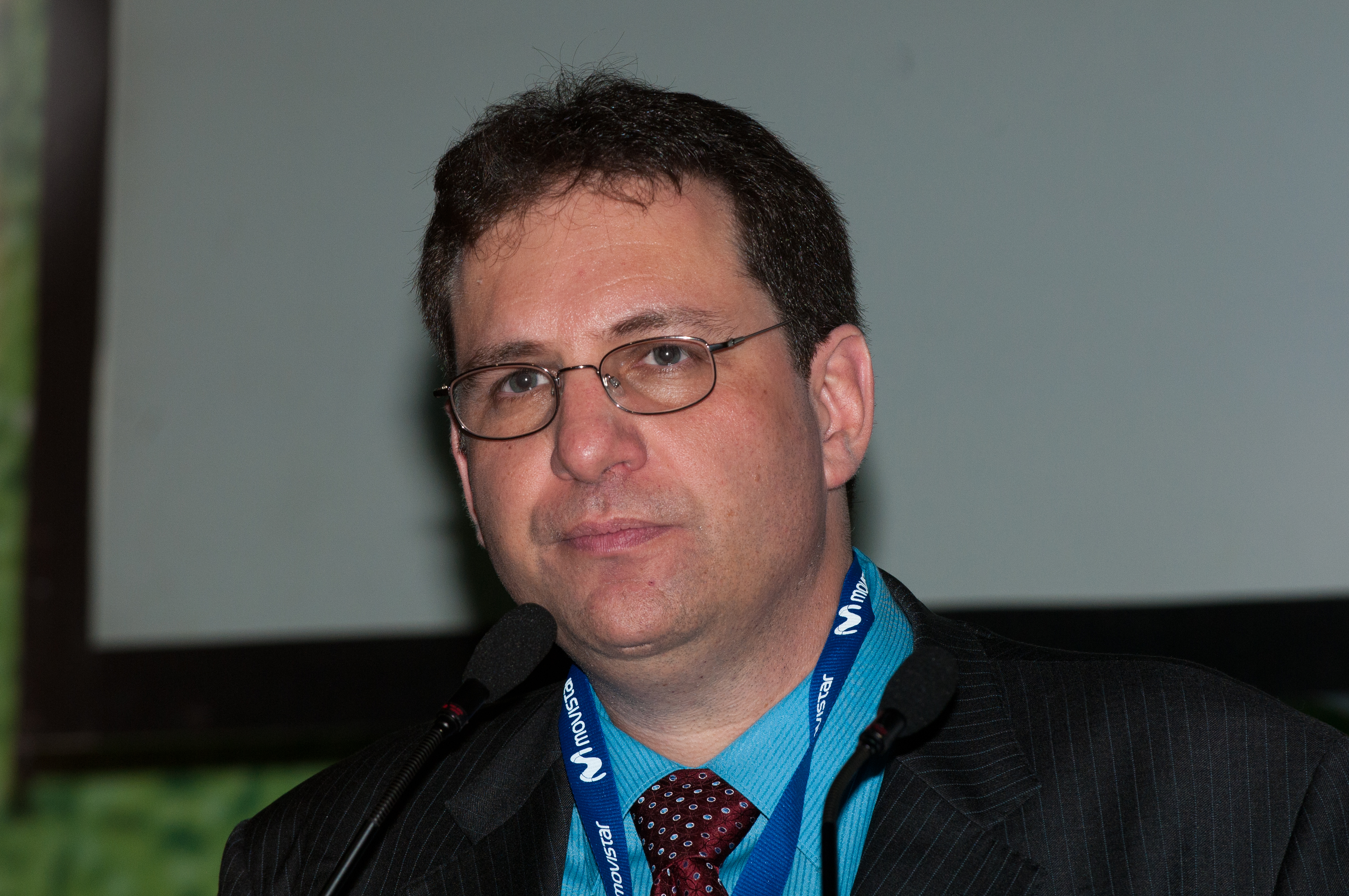
Kevin Mitnick (1963–2023)

### Mito
- Mito, Rin (* 2002), japanischer Fußballspieler
- Mito, Shigeo, japanischer Lautenist, Theorbist und Vihuelista
- Mito, Shunsuke (* 2002), japanischer Fußballspieler
- Mitoglou, Konstantinos (* 1996), griechischer Basketballspieler
- Mitolo, Andrea (1914–1991), italienischer Politiker (Südtirol), Mitglied der Camera dei deputati
- Mitolo, Pietro (1921–2010), italienischer Politiker (Südtirol), Mitglied der Camera dei deputati, MdEP
- Mitoma, Kaoru (* 1997), japanischer Fußballspieler
- Mitoń, Kamil (* 1984), polnischer Schachspieler
- Mitoraj, Igor (1944–2014), polnischer Bildhauer
- Mitow, Daniel (* 1977), bulgarischer Politiker
- Mitow, Dimitar (* 1997), bulgarischer Fußballspieler
- Mitowa, Polina (* 1993), bulgarische Stabhochspringerin

### Mitr
- Mitra, Debala (1925–2005), indische Archäologin
- Mitra, Nandini (* 1975), deutsche Fernsehmoderatorin
- Mitra, Naresh (1888–1968), bengalischer, indischer Schauspieler und Filmregisseur
- Mitra, Ramon junior (1928–2000), philippinischer Politiker und prodemokratischer Aktivist zu Zeiten des Diktators Ferdinand Marcos
- Mitra, Rhona (* 1976), britische SchauspielerinRhona Mitra (* 1976)

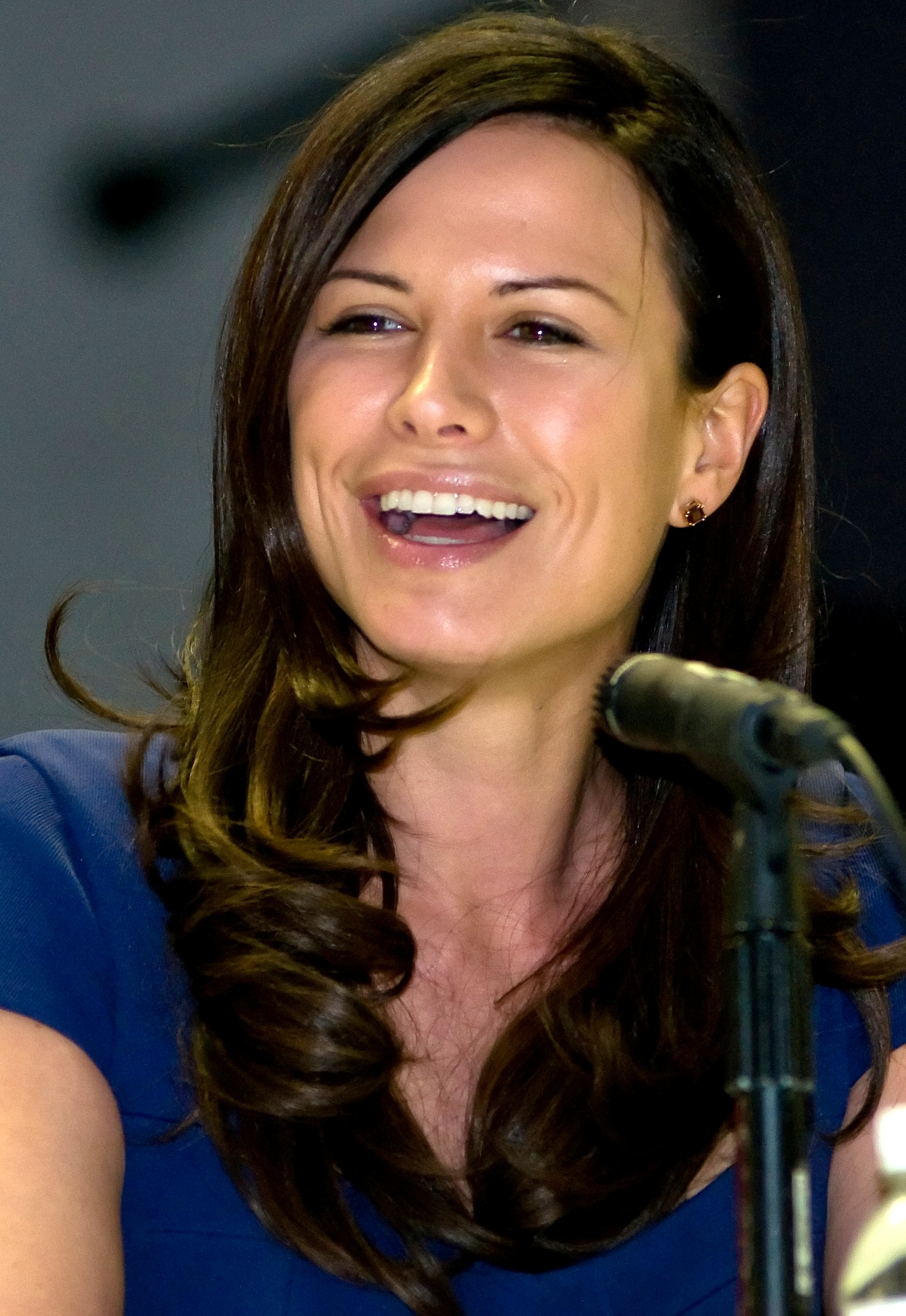
Rhona Mitra (* 1976)

- Mitra, Sombhu (1915–1997), indischer Regisseur und Schauspieler
- Mitra, Subrata (1930–2001), indischer Kameramann
- Mitra, Subrata K. (* 1949), französischer Politologe
- Mitra, Sugata (* 1952), indischer Erziehungswissenschaftler und Informatiker
- Mitra, Sumita (* 1949), indisch-amerikanische Chemikerin, Erfinderin und Hochschullehrerin
- Mitracu, Iancu (1961–2014), rumänischer Fußballspieler
- Mitraković, Željko (* 1972), slowenischer Fußballspieler
- Mitrănescu, Florea (1886–1944), rumänischer General
- Mitrani, Joseph (1568–1639), Talmudist und Großrabbiner in Konstantinopel
- Mitrany, David (1888–1975), britischer Politologe
- Mitre, Bartolomé (1821–1906), argentinischer Staatsmann, militärischer Führer und ZeitungsherausgeberBartolomé Mitre (1821–1906)

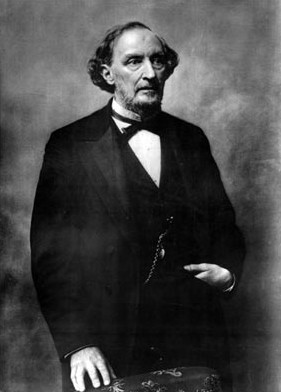
Bartolomé Mitre (1821–1906)

- Mitre, Eduardo (* 1943), bolivianischer Dichter, Essayist, Kritiker und Literaturübersetzer
- Mitre, Santiago (* 1980), argentinischer Filmemacher
- Mitrea, Bogdan (* 1987), rumänischer Fußballspieler
- Mitrecey, Ilona (* 1993), französische Sängerin
- Mitredat, Gegner des Wiederaufbaus des jüdischen Tempels nach der Rückkehr aus dem Babylonischen Exil
- Mitrenga, Dieter (1940–2017), deutscher Internist, Rheumatologe, Nephrologe und AIDS-Spezialist
- Mitrenga-Wagner, Urszula (1948–2004), polnische Pianistin, Opernsängerin (Alt) sowie Gesangs- und Klavierpädagogin
- Mitreski, Aleksandar (* 1980), mazedonischer Fußballspieler
- Mitreski, Igor (* 1979), mazedonischer Fußballspieler
- Mitreva, Ilinka (1950–2022), mazedonische Politikerin
- Mitrevski, Chris (* 1996), australischer Weitspringer
- Mitrevski, Nikola (* 1985), nordmazedonischer Handballspieler
- Mitrew, Boschidar (* 1987), bulgarischer Fußballtorhüter
- Mitri, Gassem (* 1968), deutscher Leistungssportler
- Mitri, Tarek (* 1950), libanesischer Staatsmann und Hochschullehrer
- Mitri, Tiberio (1926–2001), italienischer Boxer und Schauspieler
- Mitrici, Julia (* 1982), deutsche Schauspielerin
- Mitrinović, Dragoslav (1908–1995), serbischer Mathematiker
- Mitrione, Daniel A. (1920–1970), italienisch-US-amerikanischer Polizeibeamter
- Mitrjuschkin, Anton Wladimirowitsch (* 1996), russischer Fußballspieler
- Mitró, György (1930–2010), ungarischer Schwimmer
- Mitrochin, Nikolai Alexandrowitsch (* 1972), russischer Journalist und Historiker
- Mitrochin, Sergei Sergejewitsch (* 1963), russischer Politiker
- Mitrochin, Wassili Nikititsch (1922–2004), russischer Oberst des KGB der Sowjetunion
- Mitrofan, Nicolae Sorin (* 1999), rumänischer Skispringer
- Mitrofanovas, Vitalijus (* 1971), litauischer Politiker, Bürgermeister von Akmenė
- Mitrofanow, Leopold Adamowitsch (1932–1992), russischer Studienkomponist
- Mitrofanowa, Eleonora Walentinowna (* 1953), russische Diplomatin und Botschafterin
- Mitrofanowicz, Basil (1831–1888), ruthenischer Theologe der griechisch-orthodoxen Kirche
- Mitroglou, Konstantinos (* 1988), deutsch-griechischer FußballspielerKonstantinos Mitroglou (* 1988)

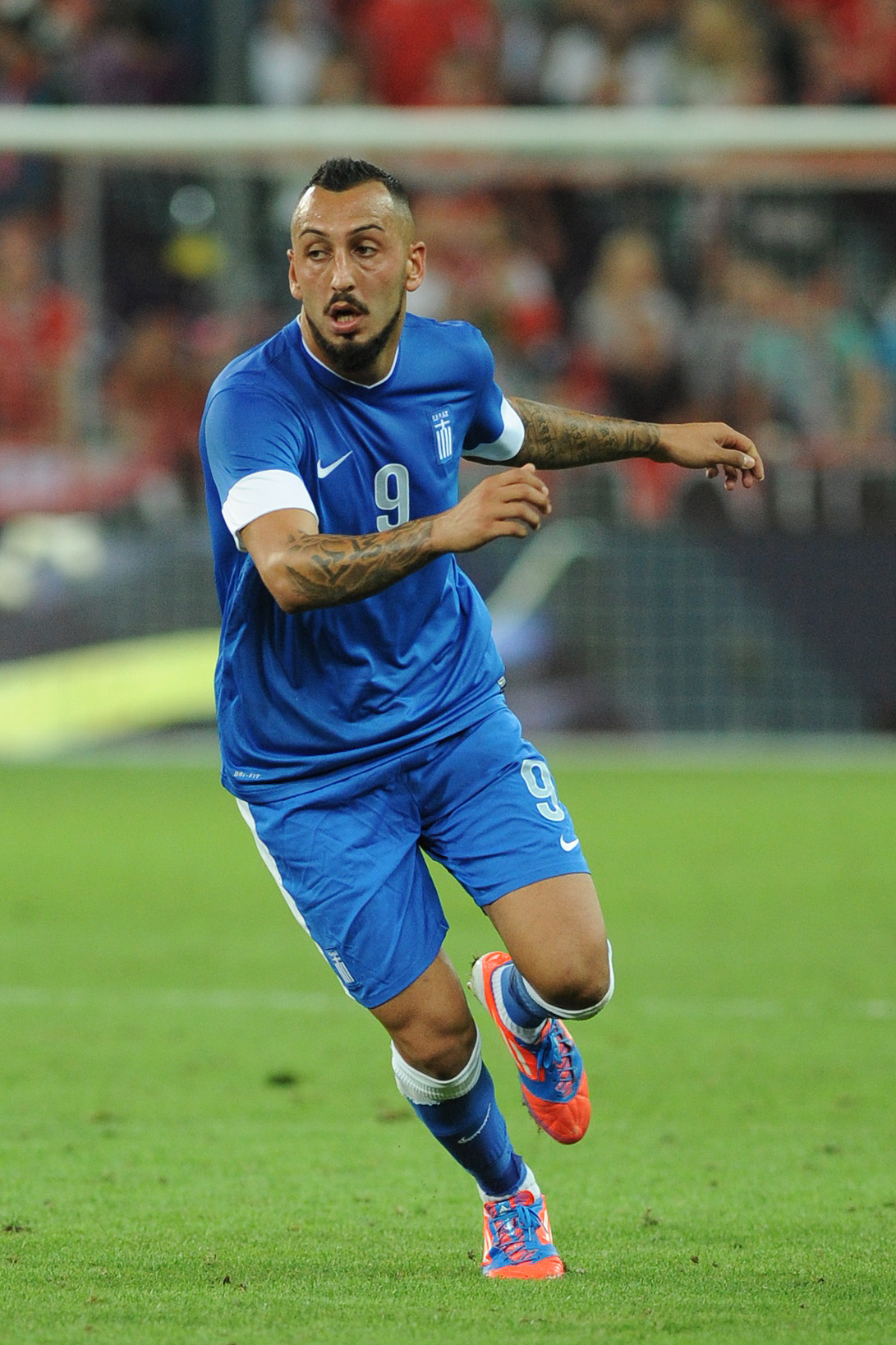
Konstantinos Mitroglou (* 1988)

- Mitroi, Ștefan (* 1956), rumänischer Schriftsteller und Journalist
- Mitropanos, Dimitris (1948–2012), griechischer Sänger und Komponist
- Mitropolski, Juri Alexejewitsch (1917–2008), ukrainisch-sowjetischer Mathematiker
- Mitropolski, Konstantin Dmitrijewitsch (1893–1983), sowjetischer Bildungswissenschaftler
- Mitropoulos, Dimitri (1896–1960), griechischer Dirigent
- Mitropoulos, Efthimios (* 1939), griechischer Diplomat, ehemaliger Direktor der Internationalen Seeschifffahrts-Organisation
- Mitropoulos, Ioannis (* 1874), griechischer Turner
- Mitropoulou, Kostoula (1933–2004), griechische Autorin, Dramatikerin und Lyrikerin
- Mitrosz, Joanna (* 1988), polnische Rhythmische Gymnastin
- Mitrou, Viktor (* 1973), griechischer Gewichtheber
- Mitrou-Long, Naz (* 1993), kanadischer Basketballspieler
- Mitrović, Aleksandar (* 1994), serbischer FußballspielerAleksandar Mitrović (* 1994)

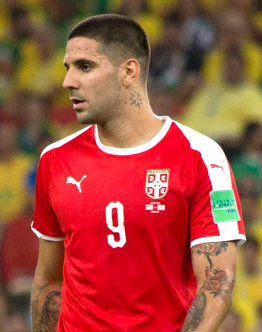
Aleksandar Mitrović (* 1994)

- Mitrović, Aleksandar (* 1998), serbischer Fußballspieler
- Mitrović, Aleksandrija (* 2004), serbische Leichtathletin
- Mitrović, Andrej (1937–2013), jugoslawischer bzw. serbischer Neuzeithistoriker
- Mitrović, Borisa (* 1961), jugoslawischer Fußballspieler
- Mitrović, Branislav (* 1985), serbischer Wasserballer
- Mitrović, Danilo (* 2001), serbischer Fußballspieler
- Mitrović, Gordana (* 1996), deutsch-serbische Handballspielerin
- Mitrović, Luka (* 1993), serbischer Basketballspieler
- Mitrović, Matej (* 1993), kroatischer Fußballspieler
- Mitrović, Mihajlo (1922–2018), jugoslawischer bzw. serbischer Architekt
- Mitrović, Milan (* 1988), serbischer Fußballspieler
- Mitrović, Radovan (* 1992), österreichischer Fußballspieler
- Mitrović, Stefan (* 1988), serbischer Wasserballer
- Mitrović, Stefan (* 1990), serbischer Fußballspieler
- Mitrović, Uroš (* 1984), serbischer Handballspieler
- Mitrović, Zvezdan (* 1970), montenegrinischer Basketballtrainer
- Mitrovica, Rexhep († 1967), albanischer Politiker
- Mitrovits, Miklós (* 1978), ungarischer Historiker
- Mitrulevičius, Albinas (* 1953), litauischer Politiker (Seimas)
- Mitry, Antoine de (1857–1924), französischer General

### Mits
- Mits, Mārtiņš (* 1972), lettischer Jurist und Richter am Europäischen Gerichtshof für Menschenrechte
- Mitsakis, Kariophilis (1932–2013), griechischer Byzantinist und Neogräzist
- Mitsch, Alexander (* 1967), deutscher Politiker (Werteunion, CDU)Alexander Mitsch (* 1967)

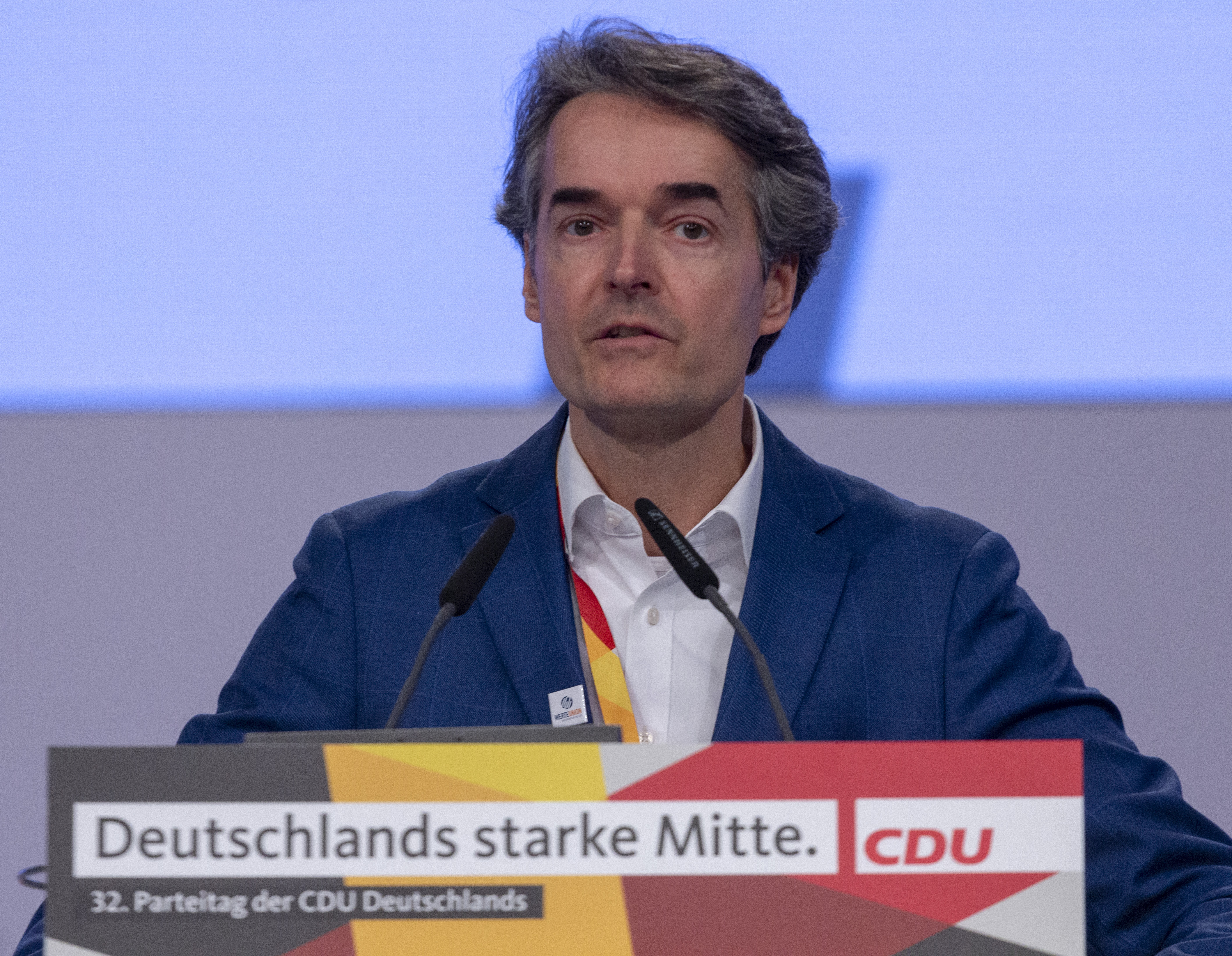
Alexander Mitsch (* 1967)

- Mitsch, Heinrich (1826–1903), österreichischer Unternehmer
- Mitsch, Melani (* 1983), deutsch-italienische Handballspielerin
- Mitsch, Werner (1936–2009), deutscher Aphoristiker
- Mitsch, Wolfgang (* 1955), deutscher Rechtswissenschaftler und Hochschullehrer
- Mitscha-Eibl, Claudia (* 1958), österreichische Lehrerin und Liedermacherin
- Mitscha-Märheim, Herbert (1900–1976), österreichischer Prähistoriker
- Mitsche, Roland (1903–1978), österreichischer Montanist und Hochschullehrer
- Mitschele, Benjamin (* 1983), deutscher Koch
- Mitscher, Clemens (1955–2024), deutscher Künstler und Fotograf
- Mitscher, Marc Andrew (1887–1947), US-amerikanischer Marineflieger und AdmiralMarc Andrew Mitscher (1887–1947)

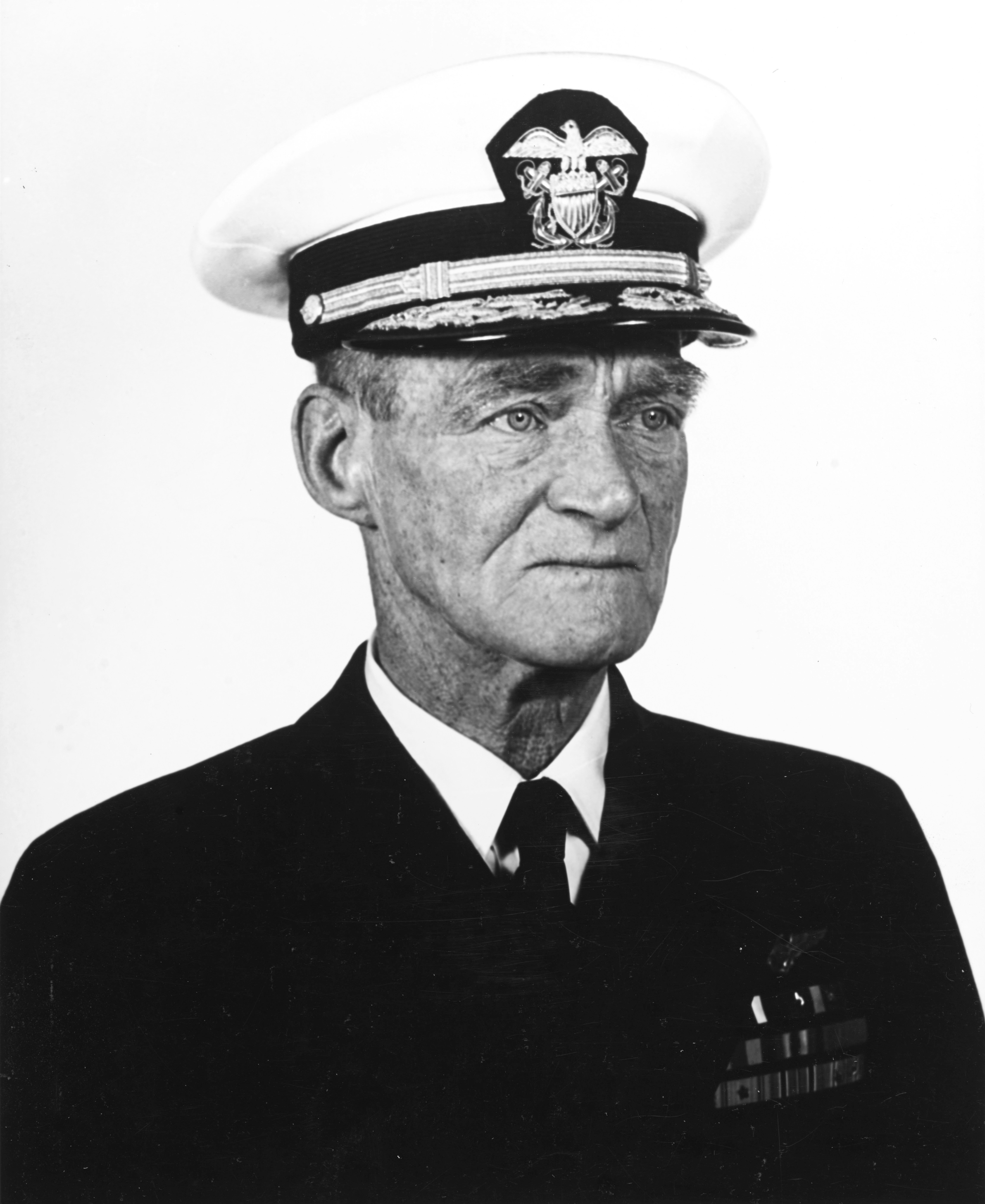
Marc Andrew Mitscher (1887–1947)

- Mitscherlich, Alexander (1836–1918), deutscher Chemiker
- Mitscherlich, Alexander (1908–1982), deutscher Psychoanalytiker und Schriftsteller
- Mitscherlich, Christoph Wilhelm (1760–1854), deutscher Klassischer Philologe
- Mitscherlich, Eilhard (1794–1863), deutscher Chemiker, Mineraloge und Hochschullehrer
- Mitscherlich, Eilhard (1913–2002), deutscher Tierarzt und Hochschulprofessor
- Mitscherlich, Eilhard Alfred (1874–1956), deutscher Pflanzenbauwissenschaftler und Bodenkundler
- Mitscherlich, Frieda (1880–1970), deutsche Malerin und Bildhauerin
- Mitscherlich, Gerhard (1911–2007), deutscher Forstwissenschaftler
- Mitscherlich, Immeke (1899–1985), deutsche Textilkünstlerin
- Mitscherlich, Karl Gustav (1805–1871), deutscher Pharmakologe und Hochschullehrer
- Mitscherlich, Margarete (1917–2012), deutsche Psychoanalytikerin und Autorin
- Mitscherlich, Melitta (1906–1992), deutsche Medizinerin, Pionierin der Psychosomatik
- Mitscherlich, Thomas (1942–1998), deutscher Filmregisseur und Autor
- Mitscherlich, Waldemar (1877–1961), deutscher Staatswissenschaftler
- Mitscherlich-Schönherr, Olivia (* 1973), deutsche Philosophin
- Mitscherling, Walter (1901–1969), deutscher evangelisch-lutherischer Pfarrer und Schriftsteller
- Mitschke, Alfred (1847–1905), deutscher Reichsgerichtsrat
- Mitschke, Andreas, deutscher Opernsänger (Bass)
- Mitschke, Friedrich Wilhelm (1789–1839), sorbischer lutherischer Geistlicher
- Mitschke, Gerhard (* 1948), deutscher Politiker (CDU), MdL
- Mitschke, Herbert A. (* 1954), deutscher Musiker und Komponist
- Mitschke, Jelena (* 1978), deutsche Schauspielerin und SynchronsprecherinJelena Mitschke (* 1978)

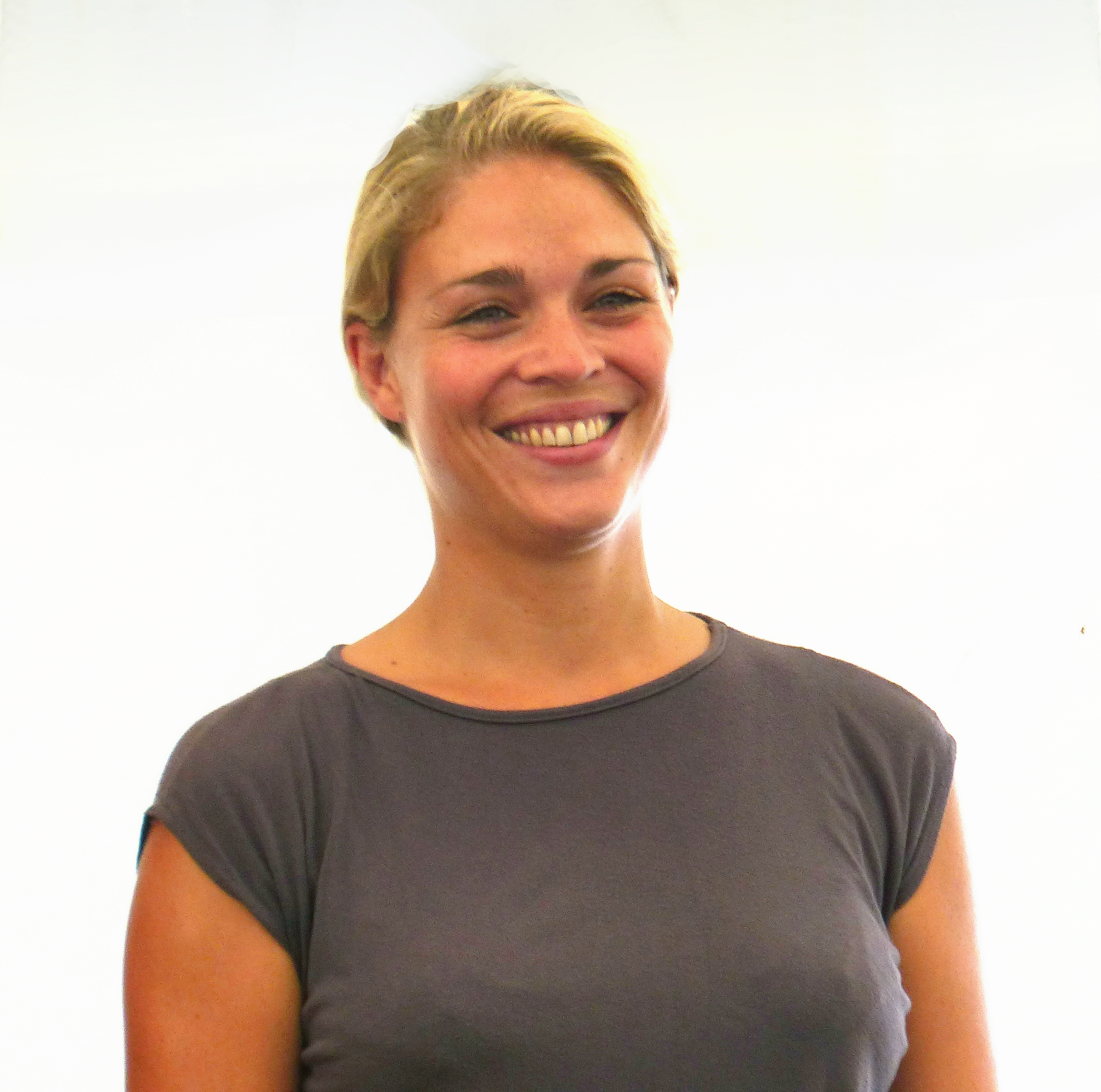
Jelena Mitschke (* 1978)

- Mitschke, Rudolf (* 1916), deutscher Maschinenbauer und Politiker (SED), MdV
- Mitschke, Wolfgang (* 1957), deutscher Jazzmusiker und Komponist
- Mitschke-Collande, August von (1810–1877), preußischer Landrat und Politiker
- Mitschke-Collande, Constantin von (1884–1956), deutscher Porträtmaler, Figurenmaler, Holzschneider und Lithograf
- Mitschke-Collande, Thomas von (* 1950), deutscher Unternehmensberater und Kommunalpolitiker
- Mitschke-Collande, Verena von (* 1949), deutsche Erbin, Multimillionärin und Firmeneignerin
- Mitschker, Lea (* 1993), deutsche Boulespielerin
- Mitschurin, Iwan Fjodorowitsch (1700–1763), russischer Architekt des Barock
- Mitschurin, Iwan Wladimirowitsch (1855–1935), russischer Botaniker und Pflanzenzüchter
- Mitschurina-Samoilowa, Wera Arkadjewna (1866–1948), russische bzw. sowjetische Theaterschauspielerin und Theaterpädagogin
- Mitsi, Efthalia (* 1980), griechische Fußballschiedsrichterin
- Mitsis, Phillip (* 1950), griechisch-US-amerikanischer Altphilologe und Philosophiehistoriker
- Mitski (* 1990), amerikanisch-japanische Indie-Rock-Musikerin und Singer-SongwriterinMitski (* 1990)

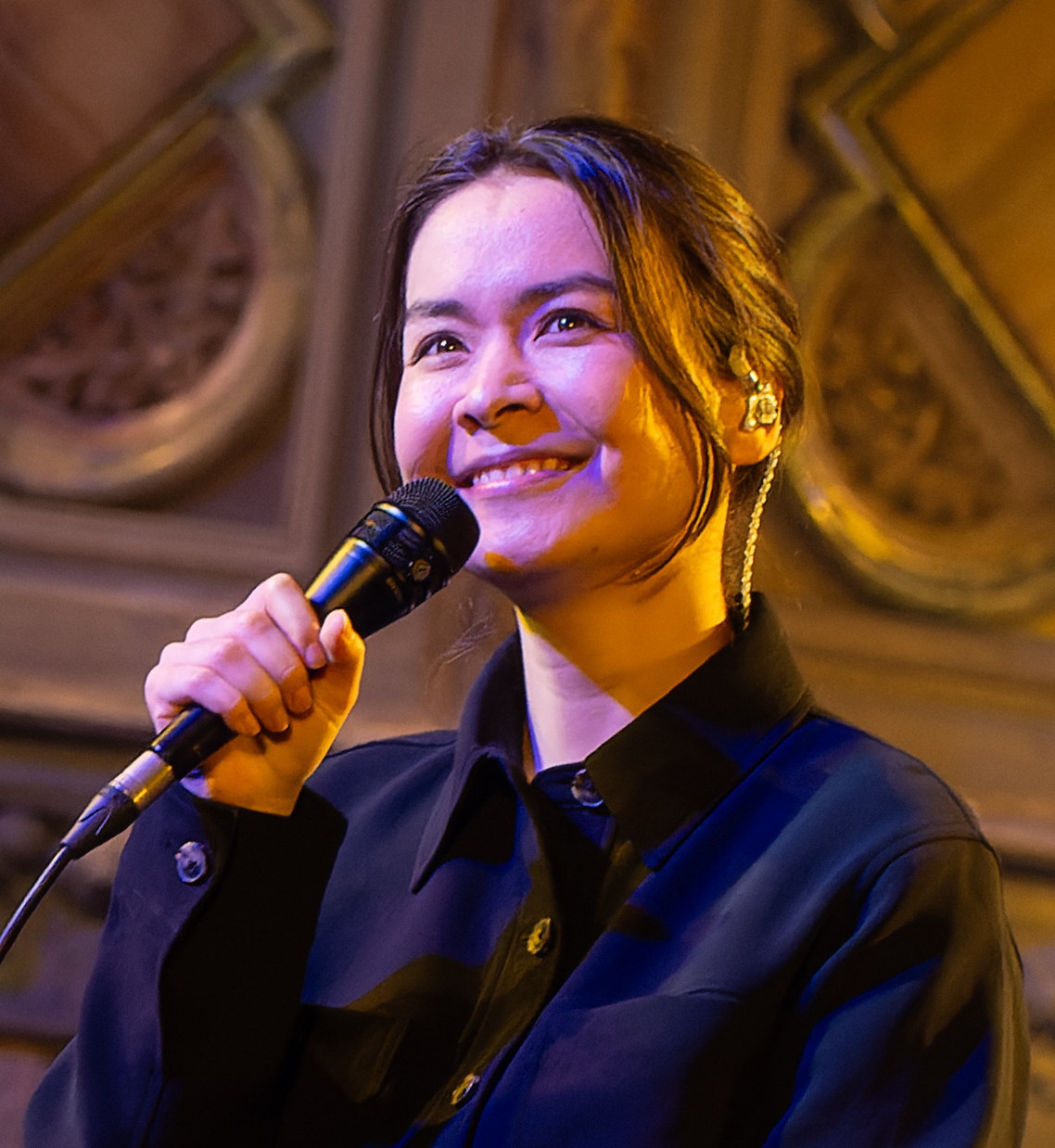
Mitski (* 1990)

- Mitsopoulos, Tasos (1965–2014), zyprischer Politiker
- Mitsopoulos-Leon, Veronika (1936–2023), österreichische Klassische Archäologin
- Mitsos, Alexander (* 1976), deutscher Chemieingenieur und Hochschullehrer
- Mitsotakis, Ioannis (1839–1905), griechischer Neugräzist
- Mitsotakis, Konstantinos (1918–2017), griechischer Politiker; Ministerpräsident Griechenlands (1990–1993)
- Mitsotakis, Kyriakos (* 1968), griechischer PolitikerKyriakos Mitsotakis (* 1968)

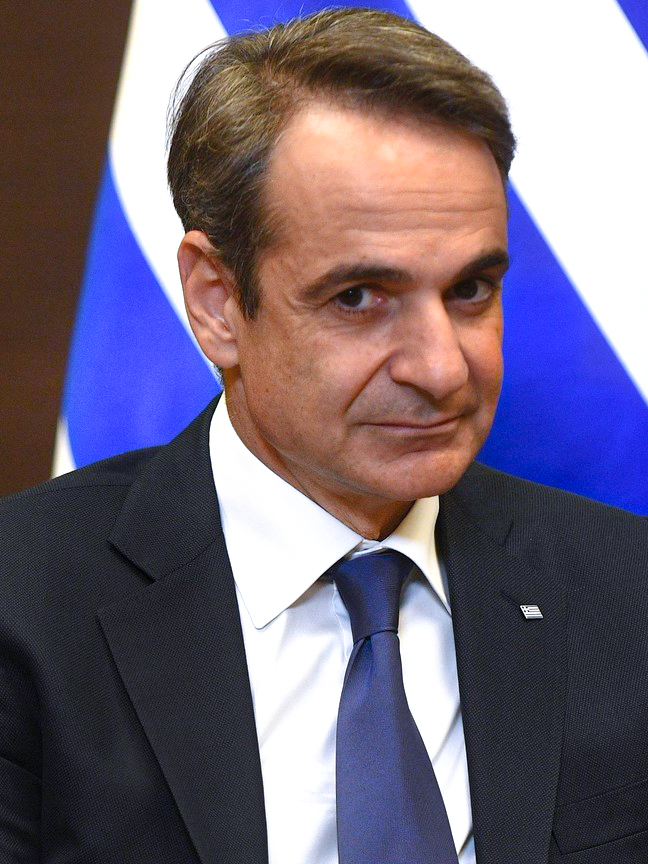
Kyriakos Mitsotakis (* 1968)

- Mitsou (* 1970), kanadische Popsängerin, Moderatorin und Schauspielerin
- Mitsou, Marilisa (* 1953), griechische Neogräzistin
- Mitsuchi, Chūzō (1871–1948), japanischer Politiker
- Mitsuda, Haruki (* 1997), japanischer Fußballspieler
- Mitsuda, Hisateru (1914–2006), japanischer Agrarwissenschaftler
- Mitsuda, Kensuke (1876–1964), japanischer Leprologe
- Mitsuda, Yasunori (* 1972), japanischer Komponist und Musiker
- Mitsuhashi, Jun (1932–2024), japanischer Entomologe, Virologe, Pflanzenpathologe und Hochschullehrer
- Mitsuhashi, Rina (* 1990), japanische Biathletin
- Mitsuhashi, Shūhei (* 1994), japanischer Fußballspieler
- Mitsuhashi, Susumu (1917–1997), japanischer Mikrobiologe und Biochemiker
- Mitsuhashi, Takajo (1899–1972), japanische Haiku-Dichterin
- Mitsuhira, Kazushi (* 1988), japanischer Fußballspieler
- Mitsui, Aika (* 1993), japanische Musikerin
- Mitsui, Risako (* 1993), japanische Synchronschwimmerin
- Mitsui, Takatoshi (1622–1694), japanischer Unternehmer
- Mitsui, Wakio (1942–2021), japanischer Politiker
- Mitsuishi, Kotono (* 1967), japanische Synchronsprecherin (Seiyuu), Schauspielerin und Sängerin
- Mitsuko Takara (1935–2020), japanische Schauspielerin
- Mitsukuri, Gempachi (1862–1919), japanischer Historiker
- Mitsukuri, Gempo (1799–1863), japanischer Mediziner
- Mitsukuri, Kakichi (1858–1909), japanischer Zoologe
- Mitsukuri, Rinshō (1846–1897), japanischer Jurist und Politiker
- Mitsukuri, Shūkichi (1895–1971), japanischer Komponist
- Mitsukuri, Takashi (* 1939), japanischer Kunstturner
- Mitsumaru, Hiromu (* 1993), japanischer Fußballspieler
- Mitsunaga, Hoshirō (1866–1945), japanischer Unternehmer
- Mitsunaga, Yūya (* 1995), japanischer Fußballspieler
- Mitsunobu Tōyō (1897–1944), Admiral der Kaiserlichen Japanischen Marine und Flottenattachè in Italien
- Mitsunobu, Oyo (1934–2003), japanischer Chemiker
- Mitsunobu, Takakeishō (* 1996), japanischer SumoringerTakakeishō Mitsunobu (* 1996)

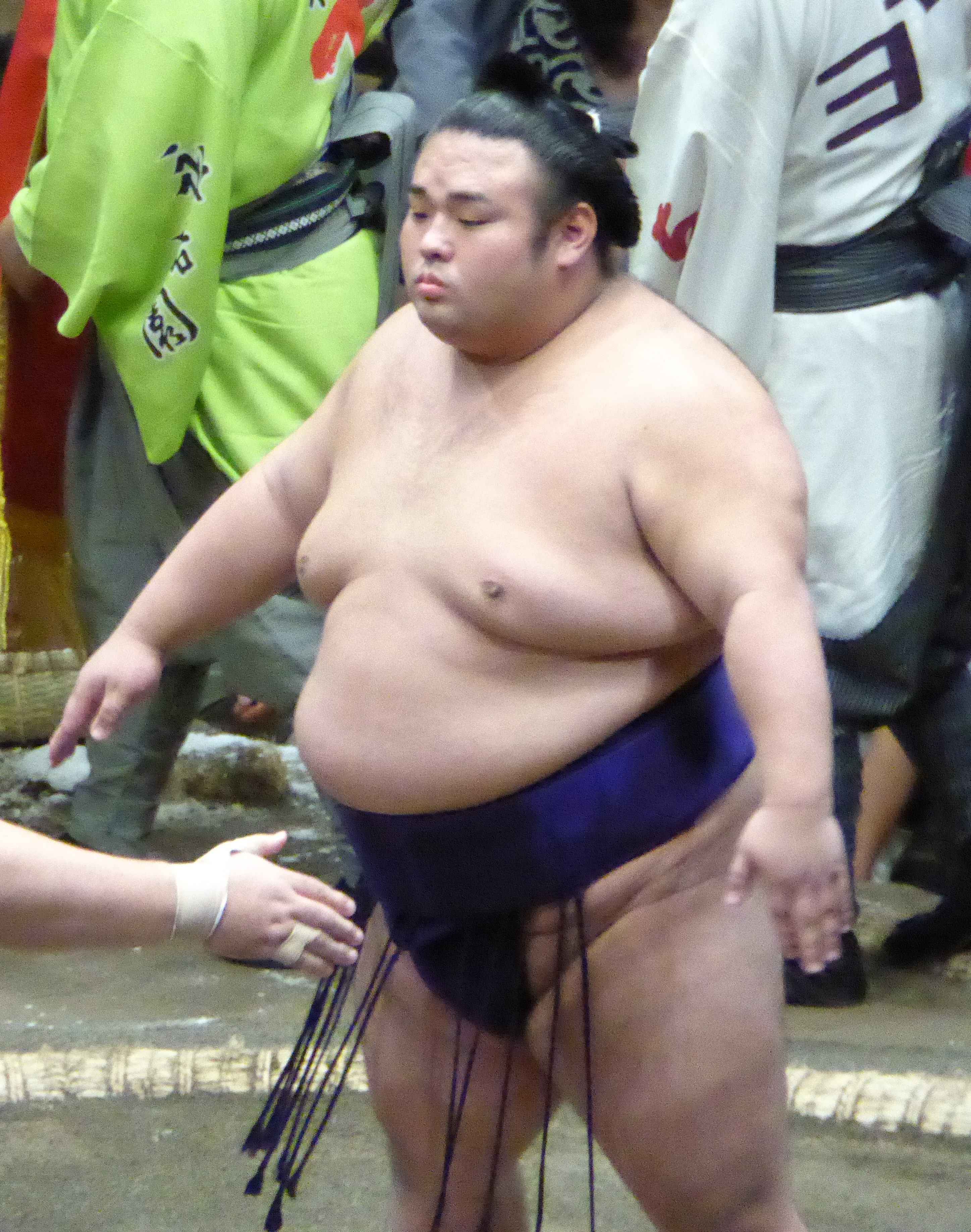
Takakeishō Mitsunobu (* 1996)

- Mitsuoka, Shin’ya (* 1976), japanischer Fußballspieler
- Mitsusada, Hidetoshi (* 1970), japanischer Rennfahrer
- Mitsuse, Ryū (1928–1999), japanischer Science-Fiction-Autor
- Mitsushima, Hikari (* 1985), japanische Schauspielerin
- Mitsuta, Makoto (* 1999), japanischer Fußballspieler
- Mitsutake, Kurando (* 1973), japanischer Filmregisseur und -schauspieler
- Mitsutani, Kunishirō (1874–1936), japanischer Maler
- Mitsuya, Hiroaki (* 1950), japanischer Virologe
- Mitsuya, Seinosuke, japanischer Karate-Meister
- Mitsuyoshi, Takahiro, japanischer Dokumentarfilmer
- Mitsuzuka, Ryūya (* 1999), japanischer Fußballspieler

### Mitt
- Mitt, Aleksander (1903–1942), estnischer Eisschnellläufer

#### Mitta
- Mitta, Alexander Naumowitsch (1933–2025), sowjetischer Filmregisseur, Drehbuchautor, Schauspieler
- Mitta, Francesco (* 1662), italienischer Barockarchitekt in Niedersachsen
- Mittag, Achim (* 1958), deutscher Sinologe
- Mittag, Adolf (1833–1920), deutscher Unternehmer und Mäzen
- Mittag, Andreas (* 1960), deutscher Fußballspieler
- Mittag, Anja (* 1985), deutsche Fußballspielerin
- Mittag, Arthur (1906–1946), deutscher Psychiater und Euthanasietäter
- Mittag, Gabriele (* 1962), deutsche Publizistin und Literaturwissenschaftlerin
- Mittag, Günter (1926–1994), deutscher Politiker (SED, KPD), MdV, Mitglied des ZK der SEDGünter Mittag (1926–1994)

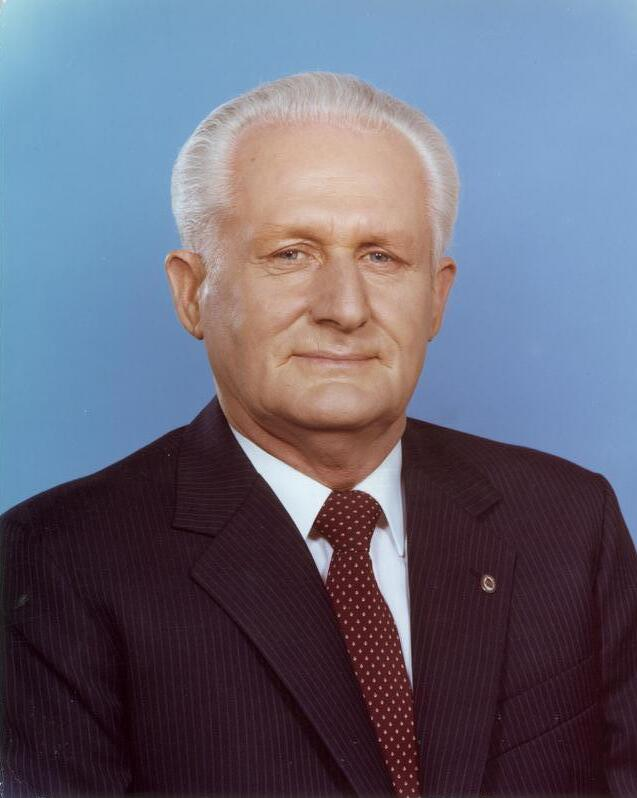
Günter Mittag (1926–1994)

- Mittag, Heinrich (1859–1920), deutscher Maler und Gebrauchsgrafiker
- Mittag, Jürgen (* 1970), deutscher Politikwissenschaftler und Historiker
- Mittag, Karl Wilhelm (1813–1864), deutscher Lehrer und Organist, Stadtchronist von Bischofswerda
- Mittag, Lothar (* 1956), deutscher Restaurator und Autor
- Mittag, Martin (* 1982), deutscher Politiker (CSU), MdL
- Mittag, Peter Franz (* 1966), deutscher Althistoriker und Hochschullehrer
- Mittag, Robert (1886–1957), deutscher Politiker (CDU der DDR)
- Mittag, Rudolf (1929–2012), deutscher Generalleutnant des Ministeriums für Staatssicherheit
- Mittag, Susanne (* 1958), deutsche Politikerin (SPD), MdB
- Mittag, Viktor (1896–1962), österreichischer Architekt
- Mittag-Leffler, Magnus Gösta (1846–1927), schwedischer Mathematiker
- Mittagsmörder (* 1940), deutscher Serienmörder
- Mittal, Aditya (* 1976), indischer Manager
- Mittal, Anuradha, indisch-US-amerikanische Leiterin einer Umweltforschungseinrichtung
- Mittal, Lakshmi (* 1950), indischer Unternehmer und IndustriemilliardärLakshmi Mittal (* 1950)

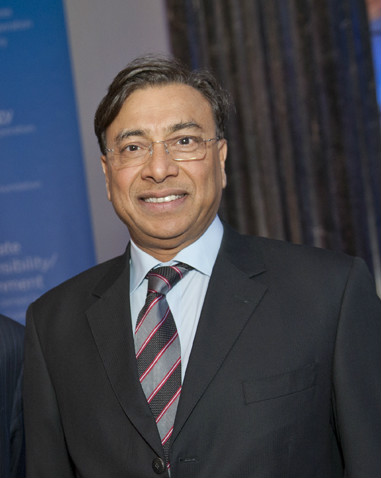
Lakshmi Mittal (* 1950)

- Mittal, Madhur (* 1987), indischer Schauspieler
- Mittal, Megha (* 1976), indische Investorin, Eigentümerin der deutschen Luxusmodemarke Escada
- Mittal, Sunil (* 1957), indischer Unternehmer
- Mittank, Lars (* 1986), vermisste Person
- Mittasch, Alwin (1869–1953), deutscher Chemiker
- Mittasch, Arthur (1855–1935), deutscher Bankier und Kommerzienrat
- Mittasch, Kurt (* 1900), deutscher Polizeibeamter
- Mittasch, Theodor (1882–1945), deutscher Jurist, Amtshauptmann und Ministerialrat
- Mittathany, Joseph (1931–2022), indischer Geistlicher, römisch-katholischer Erzbischof von Imphal

#### Mitte
- Mitte von Caprariis, Petrus († 1479), französischer Präzeptor des Antoniter-Ordens
- Mitte, RJ (* 1992), US-amerikanischer SchauspielerRJ Mitte (* 1992)

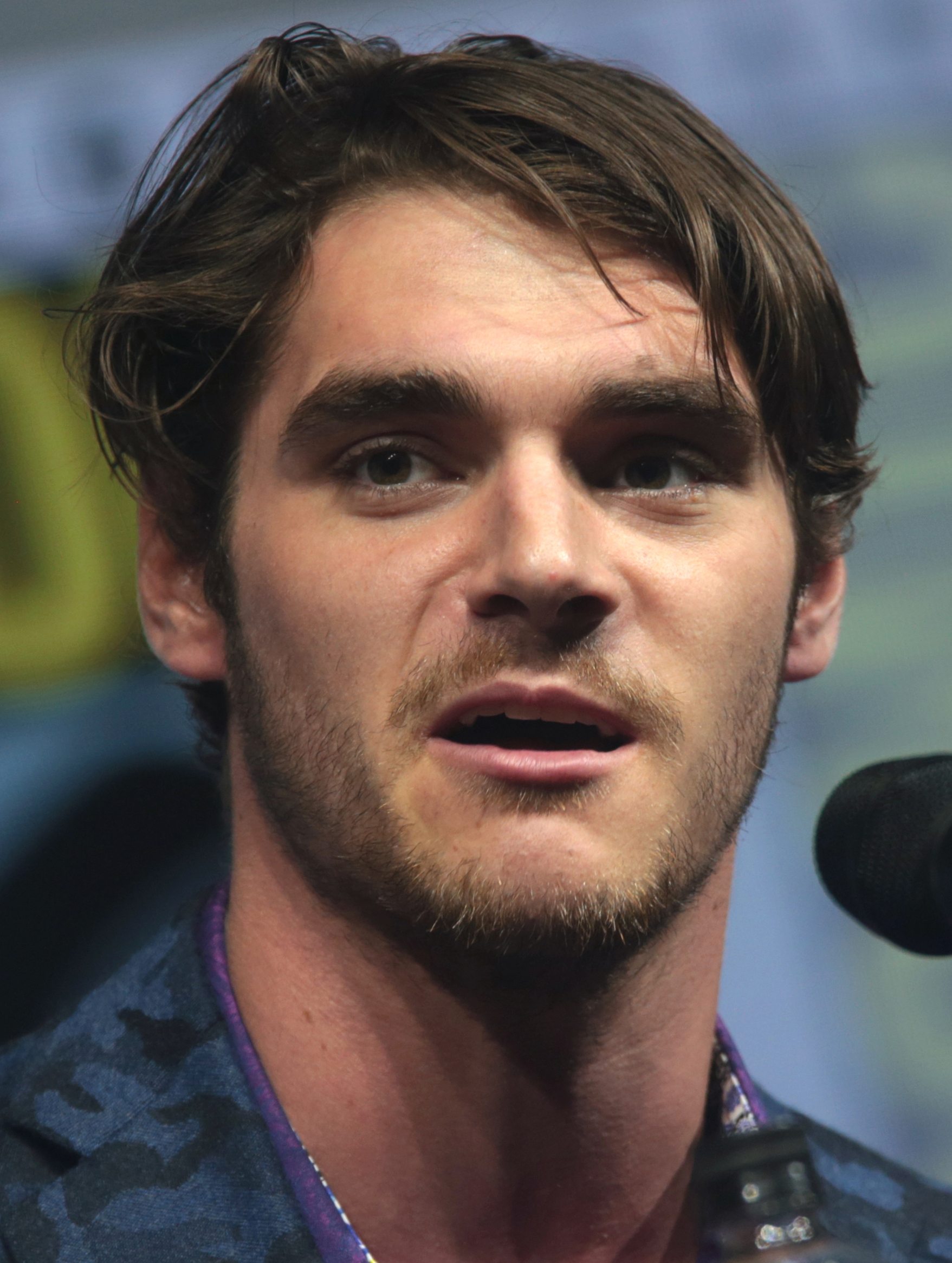
RJ Mitte (* 1992)

- Mittéï (1932–2001), belgischer Comicautor und -zeichner
- Mitteis, Heinrich (1889–1952), deutscher Rechtshistoriker
- Mitteis, Ludwig (1859–1921), österreichischer Rechtshistoriker
- Mittelacher, Joachim (1938–2017), deutscher Posaunist und Hochschullehrer
- Mittelbach, Ernst (1903–1944), deutscher Gewerbelehrer in Hamburg und Widerstandskämpfer gegen den Nationalsozialismus
- Mittelbach, Franz (1882–1967), deutscher Verleger
- Mittelbach, Hans (1903–1986), deutscher Jurist
- Mittelbach, Inge, deutsche Tischtennisspielerin
- Mittelbach, Marcel (* 1989), deutscher Kommunalpolitiker (SPD) und designierter Bürgermeister von Waltrop
- Mittelbach, Robert (1855–1916), deutscher Topograf und Verleger kartografischer Werke
- Mittelberg, Ekkehart (* 1938), deutscher Germanist und Sachbuchautor
- Mittelberger, Gottlieb (* 1715), schwäbischer Schulmeister und Amerikafahrer
- Mittelberger, Hilmar von (1878–1953), deutscher General der Infanterie
- Mittelberger, Johann Josef (1879–1963), österreichischer Politiker (CSP), Landtagsabgeordneter
- Mittelberger, Martina (* 1967), österreichische Schriftstellerin
- Mitteldorf, Franz Wilhelm (1895–1990), deutscher Kaufmann, Manager, Verbandsfunktionär und Rundfunkpionier
- Mitteldorf, Kai (* 1968), deutscher Badmintonspieler
- Mitteldorf, Katja (* 1985), deutsche Politikerin (Die Linke), MdL
- Mitteldorf, Klaus (* 1953), brasilianischer Fotograf, Dokumentarfilmer, Filmregisseur
- Mittelham, Nina (* 1996), deutsche TischtennisspielerinNina Mittelham (* 1996)

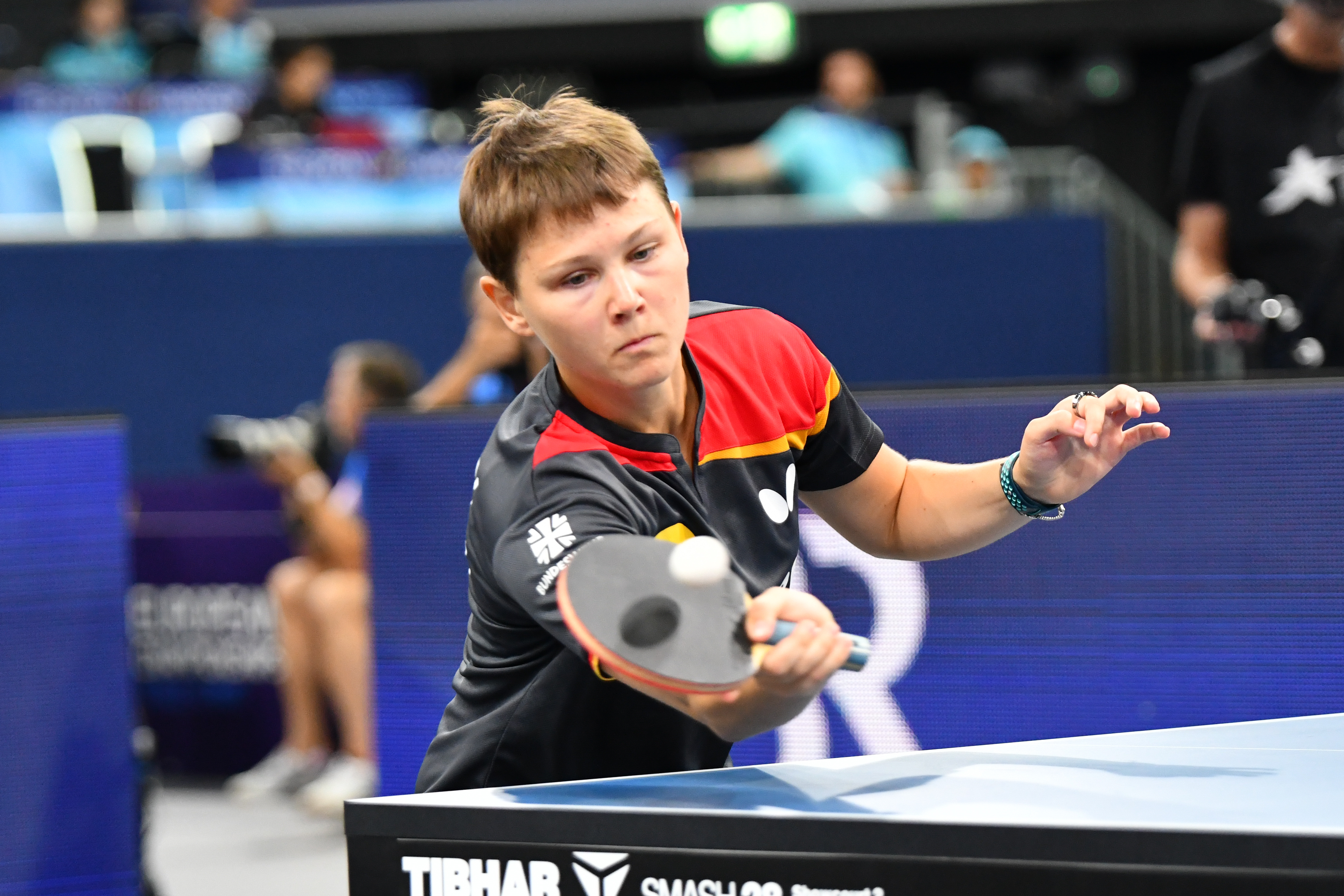
Nina Mittelham (* 1996)

- Mittelhammer, Ludwig (* 1988), deutscher Opernsänger (Bariton)
- Mittelhaus, Karl (1877–1946), deutscher Klassischer Philologe
- Mittelhauser, Eugène (1873–1949), französischer General
- Mittelhäuser, Lebrecht Christoph Daniel (1727–1801), Arzt
- Mittelheisser, Gaëtan (* 1993), französischer Badmintonspieler
- Mittelholzer, Edgar (1909–1965), guyanischer Schriftsteller
- Mittelholzer, Marianne (* 1941), schweizerische Textilkünstlerin und Malerin
- Mittelholzer, Roman (* 1992), Schweizer Unihockeyspieler
- Mittelholzer, Thomas (* 1991), Schweizer Unihockeyspieler auf der Position des Verteidigers
- Mittelholzer, Walter (1894–1937), Schweizer LuftfahrtpionierWalter Mittelholzer (1894–1937)

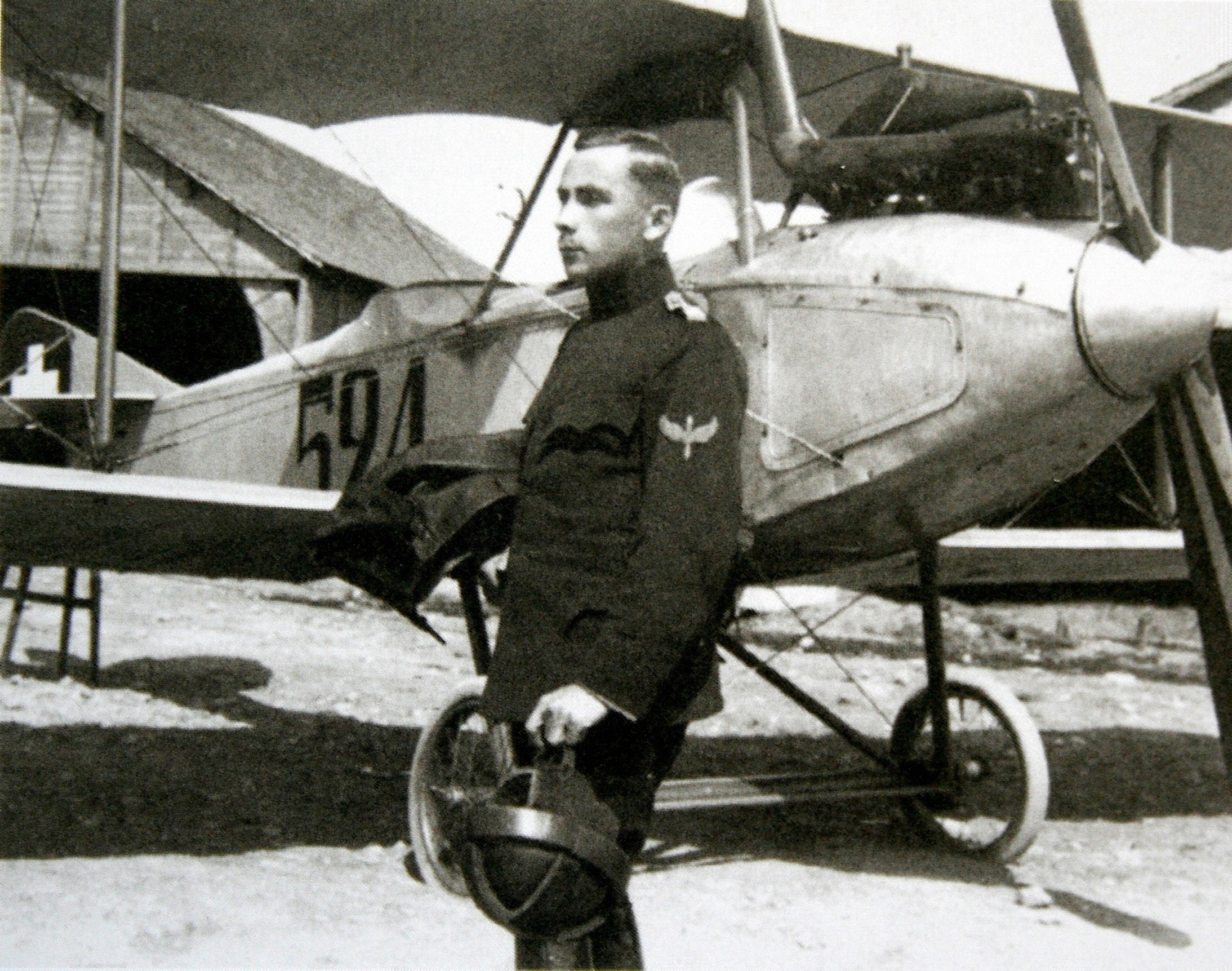
Walter Mittelholzer (1894–1937)

- Mittell, Amalie († 1885), Theaterschauspielerin
- Mittell, Carl (1824–1889), österreichischer Theaterschauspieler
- Mittell, Elisabeth (1835–1909), Theaterschauspielerin
- Mittell, Karl (1800–1873), österreichischer Theaterschauspieler
- Mittell, Margarethe (1864–1948), deutsche Schulleiterin
- Mittell, Peter (1769–1824), deutscher Theaterschauspieler und -regisseur
- Mittelmann, Fritz (1886–1932), deutscher Schriftsteller und Politiker (DVP), MdR
- Mittelmeier, Heinz (1927–2023), deutscher Orthopäde
- Mittelmeier, Wolfram (* 1959), deutscher Orthopäde und Hochschullehrer
- Mittelsdorf, Harald (* 1950), deutscher Archivar und Historiker
- Mittelstadt, Bryan (* 1992), US-amerikanischer Schauspieler
- Mittelstadt, Casey (* 1998), US-amerikanischer Eishockeyspieler
- Mittelstädt, Egbert (* 1963), deutscher Medienkünstler
- Mittelstädt, Elisabeth (* 1946), ungarische Redakteurin, Publizistin, Herausgeberin und Gründerin der christlichen Frauenzeitschrift Lydia
- Mittelstädt, Fritz-Gerd (* 1948), deutscher Hochschullehrer
- Mittelstädt, Hanka (* 1987), deutsche Politikerin (SPD), MdL
- Mittelstädt, Hanna (* 1951), deutsche Autorin, Verlegerin und Begründerin der Edition Nautilus
- Mittelstädt, Hendrik (* 1999), deutscher Fußballspieler
- Mittelstädt, Holger (* 1970), deutscher Autor pädagogischer Literatur und Schulleiter
- Mittelstadt, Jennifer (* 1970), Historikerin und Hochschullehrerin
- Mittelstädt, Karola, deutsche Filmeditorin
- Mittelstädt, Kuno (1930–2016), deutscher Verleger und Kunsthistoriker
- Mittelstädt, Maximilian (* 1997), deutscher FußballspielerMaximilian Mittelstädt (* 1997)

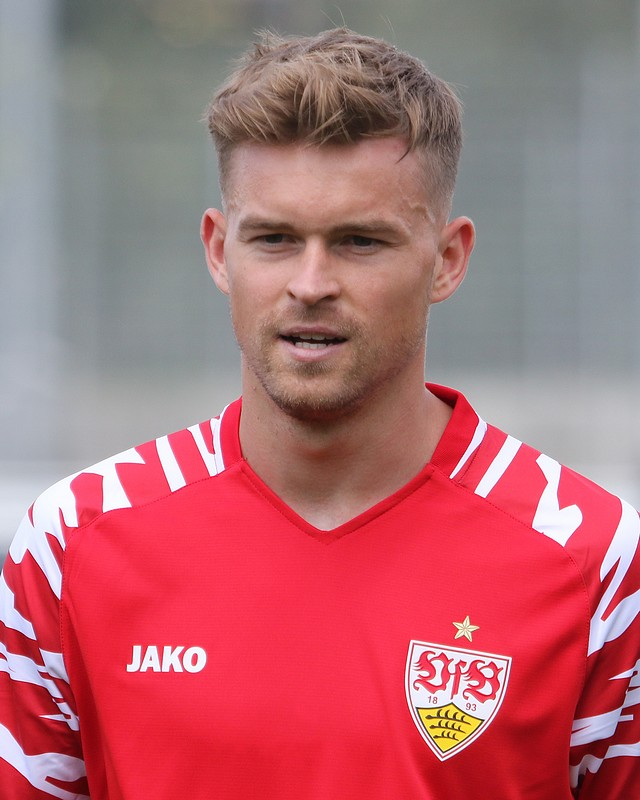
Maximilian Mittelstädt (* 1997)

- Mittelstädt, Sandrine (* 1977), deutsche Schauspielerin, Sängerin, Hörbuch- und Synchronsprecherin
- Mittelstädt, Ute (* 1940), deutsche Tischtennisspielerin
- Mittelstädt, Willi (* 1947), deutscher Politiker (AfD), MdL
- Mittelstaedt, Horst (1922–2023), deutscher Ministerialbeamter und Staatssekretär (Nordrhein-Westfalen)
- Mittelstaedt, Horst (1923–2016), deutscher Kybernetiker und Biologe
- Mittelstaedt, Johannes (1869–1931), deutscher Jurist
- Mittelstaedt, Otto (1834–1899), deutscher Reichsgerichtsrat und Journalist
- Mittelstaedt, Peter (1929–2014), deutscher Physiker, Philosoph und Wissenschaftstheoretiker
- Mittelstaedt, Tessa (* 1974), deutsche FernsehschauspielerinTessa Mittelstaedt (* 1974)

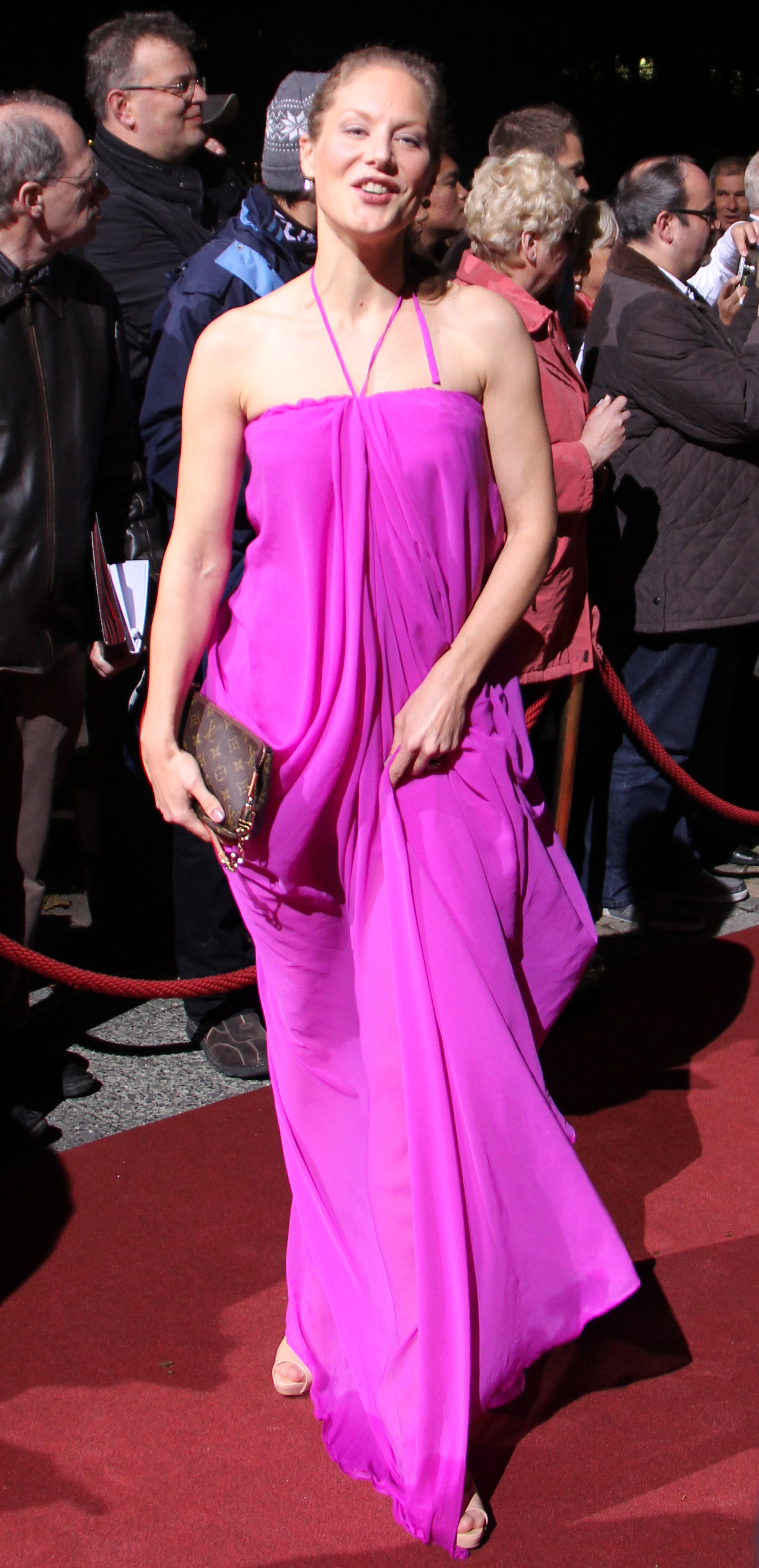
Tessa Mittelstaedt (* 1974)

- Mittelstaedt, Werner (* 1954), deutscher Zukunftsforscher und Zukunftsphilosoph
- Mittelstedt, Christian (* 1972), deutscher Bauingenieur
- Mittelstedt, Paul (* 1988), deutscher Kanute
- Mittelstein, Max (1861–1927), deutscher Jurist und Politiker, MdHB
- Mittelsten Scheid, August (1871–1955), deutscher Unternehmer
- Mittelsten Scheid, Erich (1907–1993), deutscher Unternehmer
- Mittelsten Scheid, Jens (* 1941), deutscher Mäzen
- Mittelsten Scheid, Jörg (* 1936), deutscher Unternehmer
- Mittelstraß, Jürgen (* 1936), deutscher Philosoph
- Mitten, David Gordon (1935–2022), US-amerikanischer Klassischer Archäologe
- Mitten, Mark (* 1958), US-amerikanischer Filmproduzent
- Mitten, Worth (1884–1940), US-amerikanischer Radrennfahrer
- Mittenaere, Iris (* 1993), französisches Model und Miss Universe 2017Iris Mittenaere (* 1993)

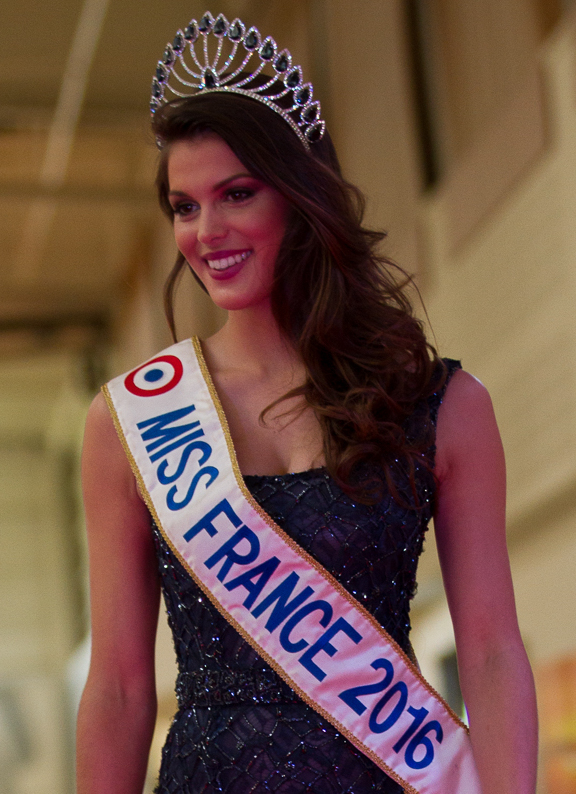
Iris Mittenaere (* 1993)

- Mittenberger-Huber, Ariane (* 1961), deutsche Richterin am Bundespatentgericht
- Mittendorf, Alexej (* 1980), deutscher American-Football-Spieler
- Mittendorf, Henning (* 1938), deutscher Künstler
- Mittendorf, Hubert (1934–1983), deutscher Schauspieler, Musicaldarsteller und Hörspielsprecher
- Mittendorf, Madeleine-Rita (* 1950), deutsche Politikerin (SPD), MdL
- Mittendorf, Wolfgang (* 1953), deutscher Fußballspieler und -trainer
- Mittendorfer, Bettina (* 1970), deutsche Schauspielerin
- Mittendorfer, Franz (1909–1942), österreichischer Widerstandskämpfer gegen den Nationalsozialismus
- Mittendorfer, Hans (1875–1961), österreichischer Jurist und Heimatdichter
- Mittendorfer, Josef (1902–1990), österreichischer Salinenmeister und Politiker (CS, ÖVP), Abgeordneter zum Nationalrat
- Mittendorfer, Maximilian (* 1944), österreichischer römisch-katholischer Priester und Generalvikar der Diözese Linz
- Mittendorfer, Moritz (* 1996), österreichischer Handballspieler
- Mittendorfer, Wolfgang (* 1972), deutscher Komponist und Filmkomponist
- Mittendorff, Christoph Gustav (1822–1847), deutscher Historiker
- Mittendorp, Reinhold (1596–1657), deutsch-baltischer Mediziner und Stadtphysikus von Riga
- Mittendrein, Georg (* 1950), österreichischer Schauspieler, Regisseur und Intendant
- Mittenecker, Erich (1922–2018), österreichischer Psychologe
- Mittenzwei, Ingo (* 1938), deutscher Rechtswissenschaftler
- Mittenzwei, Ingrid (1929–2012), deutsche Historikerin
- Mittenzwei, Werner (1927–2014), deutscher Theater- und Literaturwissenschaftler
- Mittenzweig, Hugo (1839–1904), deutscher Mediziner, Gerichtsarzt in Berlin
- Mittenzwey, Eduard (1843–1936), deutscher Richter, Landesgerichtspräsident in Eisenach, Abgeordneter im Thüringer Landtag
- Mitter, Adam (* 1993), englischer Fußballspieler
- Mitter, Andreas (* 1981), österreichischer Skisprungtrainer
- Mitter, Armin (* 1953), deutscher Historiker
- Mitter, Gerhard (1935–1969), deutscher Motorrad- und AutomobilrennfahrerGerhard Mitter (1935–1969)

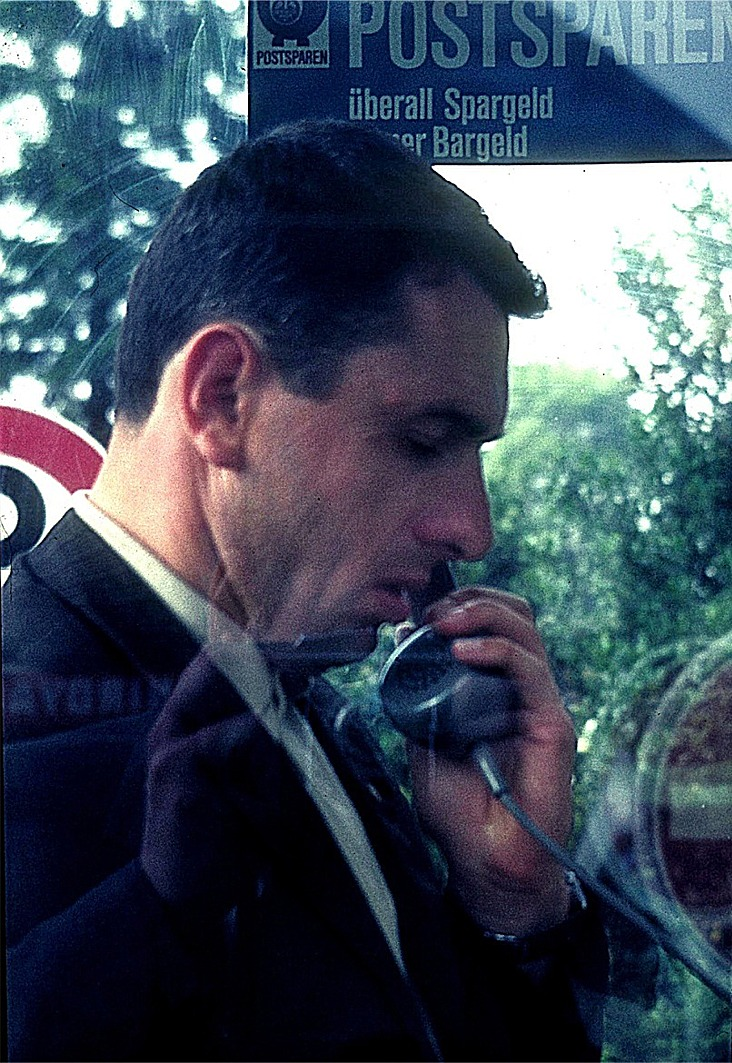
Gerhard Mitter (1935–1969)

- Mitter, Heinrich (* 1929), österreichischer theoretischer Physiker
- Mitter, Hubert (* 1960), österreichischer Hochschullehrer und Autor
- Mitter, Wolfgang (1927–2014), deutscher Pädagoge
- Mitterand, Henri (1928–2021), französischer Romanist und Herausgeber
- Mitterauer, Michael (1937–2022), österreichischer Wirtschafts- und Sozialhistoriker
- Mitterbacher, Bernhard (1767–1839), böhmischer Badearzt
- Mitterbauer, Günther (* 1944), österreichischer Sportwissenschaftler und Hochschullehrer
- Mitterbauer, Leopold (1912–1971), österreichischer Politiker (NSDAP), MdR
- Mitterbauer, Manfred (* 1941), österreichischer Offizier, General des Österreichischen Bundesheeres
- Mitterbauer, Peter (* 1942), österreichischer Unternehmer
- Mitterbauer, Sepp (1946–2015), österreichischer Trompeter und Pianist
- Mitterbichler, Max (* 1947), deutscher Ringer
- Mitterdorfer, Daniel (* 1989), österreichischer Eishockeyspieler
- Mitterdorfer, Karl (1920–2017), italienischer Politiker (Südtirol), Mitglied der Camera dei deputati, MdEP
- Mitterdorfer, Wilhelm (1815–1896), österreichischer Rechtsanwalt und Politiker, Landtagsabgeordneter
- Mitterecker, Sabine (* 1963), österreichische Regisseurin und Theaterproduzentin
- Mitteregger, Clemens (* 2000), österreichischer Trial-Motorrad-Fahrer
- Mitteregger, Herwig (* 1953), österreichischer Schlagzeuger und Sänger
- Mitteregger, Niklas (* 1991), österreichischer Schauspieler und Musiker
- Mitteregger, René (* 1977), österreichischer Fußballspieler
- Mitteregger, Rudolf (1944–2024), österreichischer Radrennfahrer
- Mitterer, Alexander (* 1968), österreichischer Schauspieler, Regisseur und Bühnenautor
- Mitterer, Erika (1906–2001), österreichische Schriftstellerin
- Mitterer, Fabian Mair (* 2001), italienischer Schauspieler
- Mitterer, Felix (* 1948), österreichischer Schriftsteller, Dramatiker und SchauspielerFelix Mitterer (* 1948)

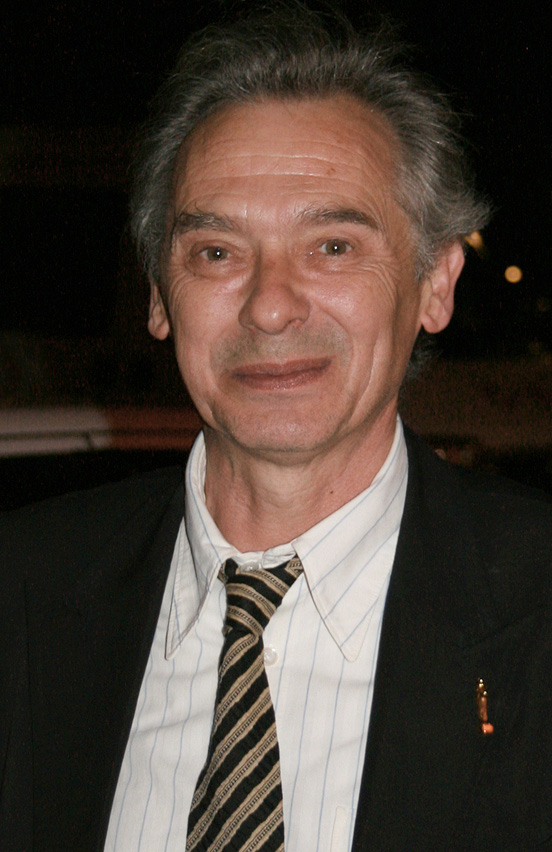
Felix Mitterer (* 1948)

- Mitterer, Hermann (1762–1829), deutscher Zeichenlehrer
- Mitterer, Holger (* 1973), deutscher Psychologe
- Mitterer, Ignaz (1850–1924), österreichischer Komponist und Kirchenmusiker
- Mitterer, Josef (* 1948), österreichischer Philosoph
- Mitterer, Joseph († 1844), österreichischer Orgelbauer
- Mitterer, Ludwig (1883–1943), deutscher römisch-katholischer Geistlicher und Märtyrer
- Mitterer, Max (1887–1960), deutscher Rechtswissenschaftler und Kirchenrechtler
- Mitterer, Otto (1911–1994), österreichischer Kaufmann und Politiker (ÖVP), Abgeordneter zum Nationalrat, Mitglied des Bundesrates
- Mitterer, Peter (1946–2013), österreichischer Politiker (FPK, FPÖ, BZÖ), Landtagsabgeordneter, Abgeordneter zum Nationalrat, Mitglied des Bundesrates
- Mitterer, Peter (* 1947), österreichischer Bogenschütze
- Mitterer, Sebastian (* 1942), österreichischer Politiker (ÖVP), Landesrat in Tirol
- Mitterer, Sigisbert (1891–1968), deutscher Geistlicher und der zweite Abt der Benediktinerabtei Schäftlarn
- Mitterer, Wolfgang (* 1958), österreichischer Musiker und Komponist
- Mitterfellner, Andreas (* 1981), österreichischer Judoka
- Mittergradnegger, Günther (1923–1992), österreichischer Komponist und Chorleiter
- Mitterhammer, Marion (* 1965), österreichische SchauspielerinMarion Mitterhammer (* 1965)

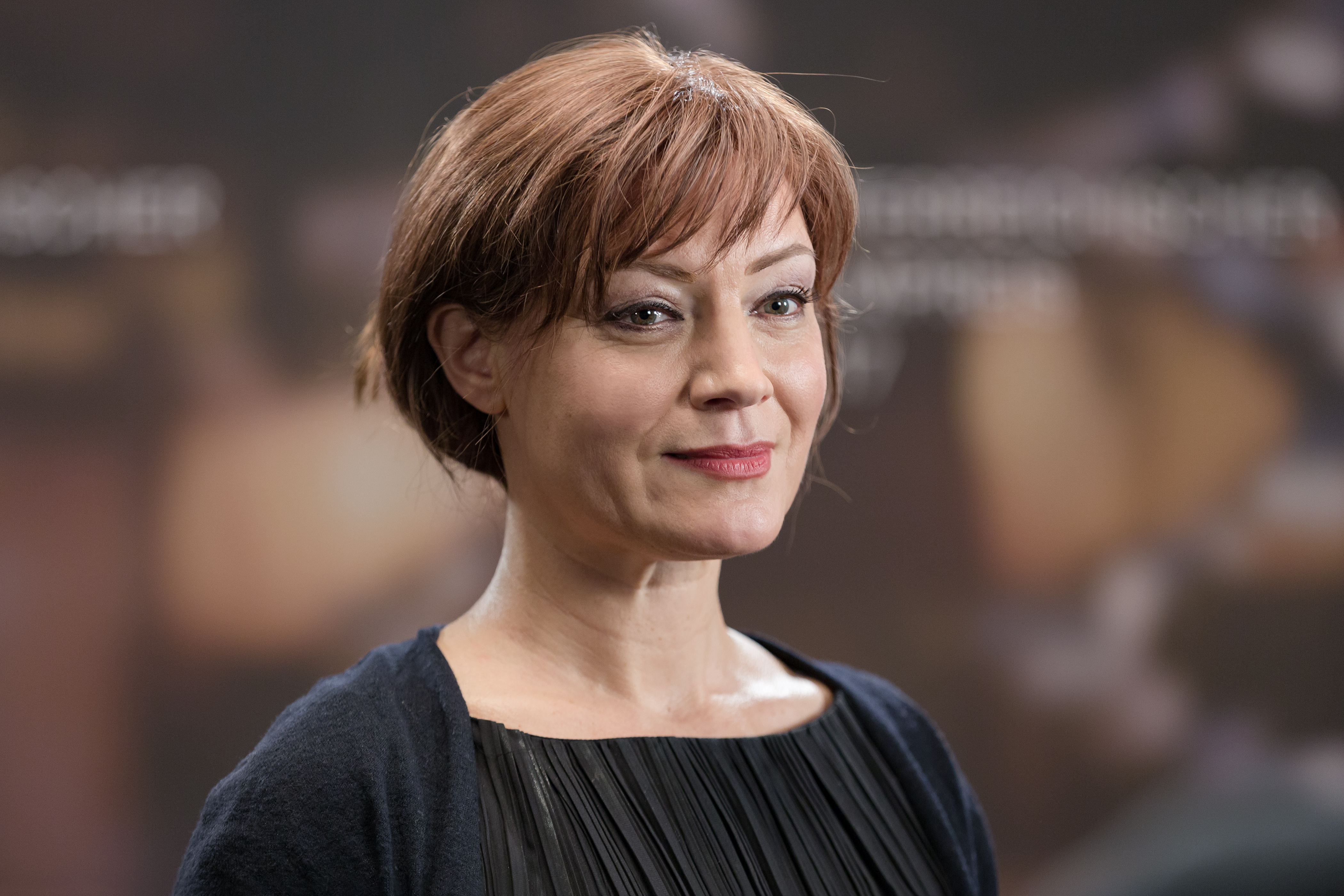
Marion Mitterhammer (* 1965)

- Mitterhauser, Fritz (1895–1959), österreichischer Politiker (ÖVP), Landtagsabgeordneter
- Mitterhofer, Alfred (1940–1999), österreichischer Organist, Cembalist und Komponist
- Mitterhöfer, Jakob (* 1936), österreichischer katholischer Geistlicher und Missionswissenschaftler
- Mitterhofer, Marlina (* 1998), deutsche Schauspielerin
- Mitterhofer, Peter (1822–1893), österreichischer Zimmermann und Erfinder
- Mitterhuber, Alois (* 1932), österreichischer Choreograf
- Mitterhuber, Markus (* 1967), österreichischer Schauspieler
- Mitterhuber, Sebastian (* 1988), deutscher Fußballspieler
- Mitterhuber, Willy (1927–2004), deutscher Lyriker
- Mitterlehner, Andreas (1960–2019), österreichischer Bankmanager
- Mitterlehner, Daniela (* 1984), österreichische Schauspielerin, Autorin und Regisseurin
- Mitterlehner, Reinhold (* 1955), österreichischer Politiker (ÖVP), Abgeordneter zum Nationalrat a. D., Vizekanzler (ÖVP)
- Mittermaier, Carl Joseph Anton (1787–1867), deutscher Jurist, Hochschullehrer, Publizist und Politiker
- Mittermaier, Evi (* 1953), deutsche Skirennläuferin
- Mittermaier, Heidi (* 1941), deutsche Skirennläuferin
- Mittermaier, Karl (* 1956), italienischer Autor, Journalist und Musiker (Südtirol)
- Mittermaier, Ludwig (1827–1864), deutscher Autor, Zeichner und Glasmaler
- Mittermaier, Richard (1897–1983), deutscher Hals-Nasen-Ohren-Arzt
- Mittermaier, Rosi (1950–2023), deutsche Skirennläuferin und OlympiasiegerinRosi Mittermaier (1950–2023)

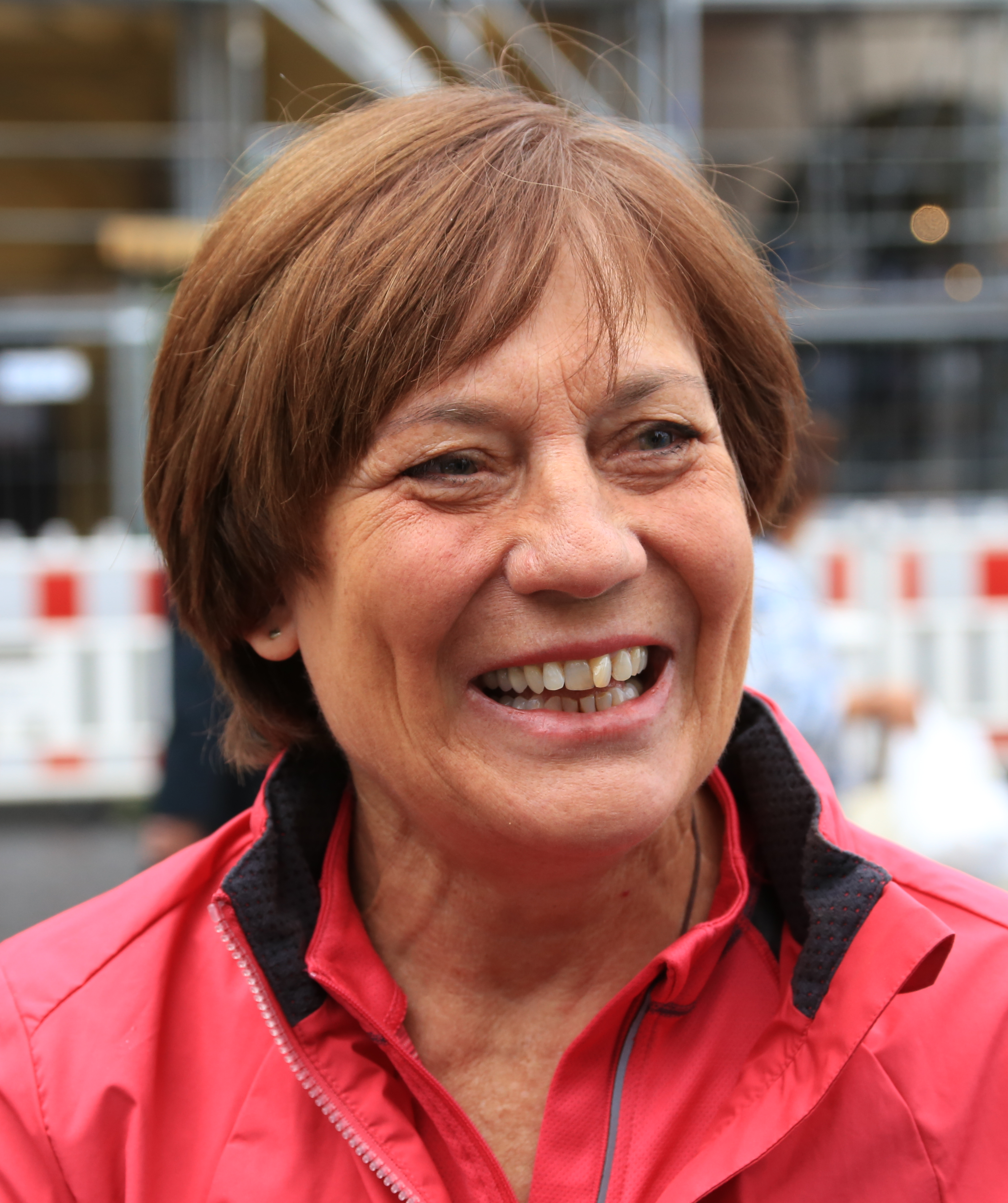
Rosi Mittermaier (1950–2023)

- Mittermaier, Stephanie, deutsche Lebensmitteltechnologin
- Mittermaier, Wolfgang (1867–1956), deutscher Rechtswissenschaftler
- Mittermair, Veronika (1963–2003), italienische Historikerin (Südtirol)
- Mittermann, Viktor (1878–1938), österreichischer Politiker (GDVP, CS)
- Mittermayer, Catherine (* 1975), Schweizer Altorientalistin
- Mittermayer, Hans (* 1912), österreichischer Politiker (NSDAP), Landtagsabgeordneter
- Mittermayer, Tatjana (* 1964), deutsche Skisportlerin
- Mittermayer, Wolfgang (1911–1969), österreichischer Kunstmaler
- Mittermayr, Franz Paul von (1766–1836), Bürgermeister von München
- Mittermayr, Georg (1783–1858), deutscher Opernsänger (Bariton, Bass), Theaterschauspieler und Gesangspädagoge
- Mittermayr, Peter (* 1942), österreichischer Beamter
- Mittermeier, Alfred (* 1964), deutscher Schauspieler und KabarettistAlfred Mittermeier (* 1964)

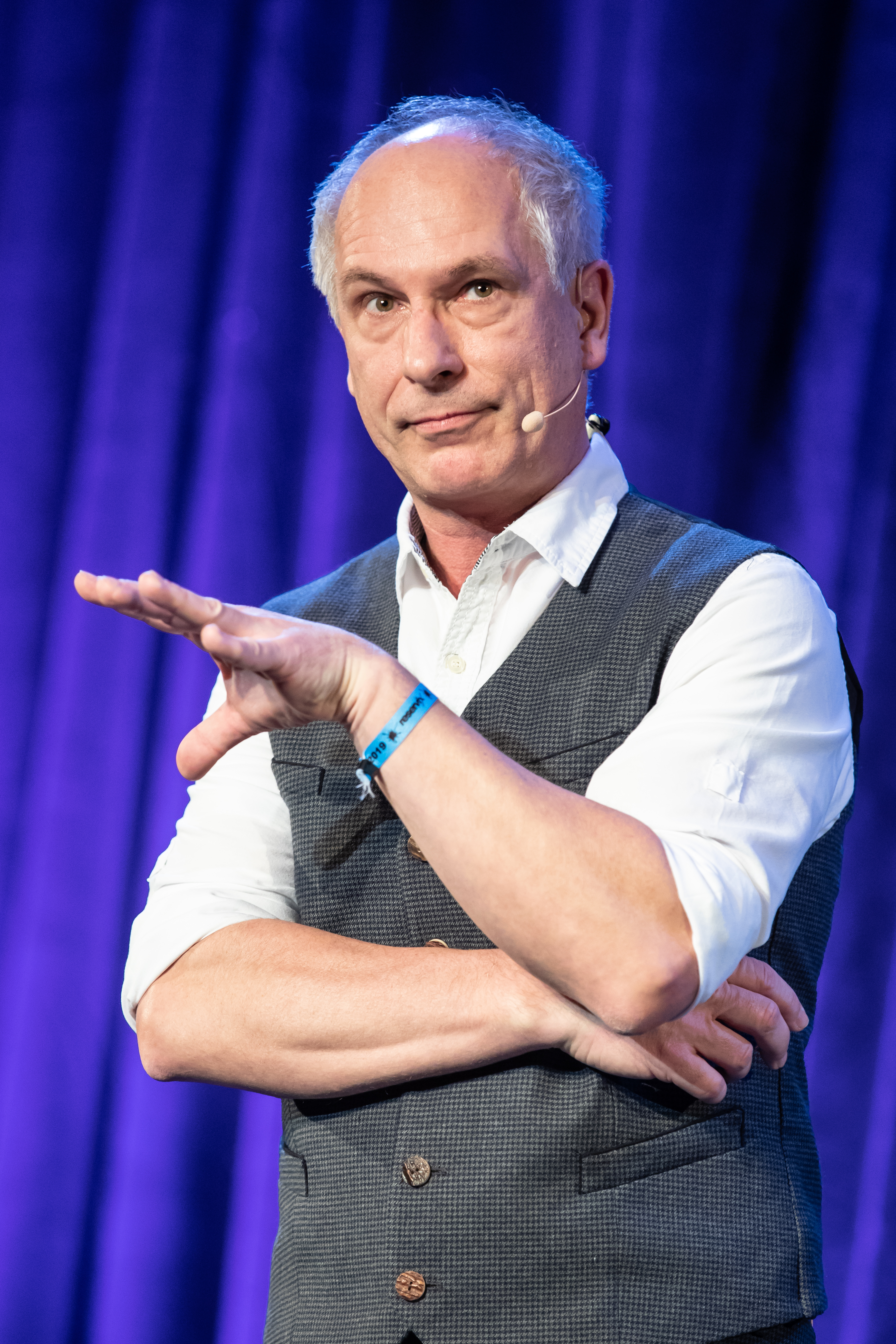
Alfred Mittermeier (* 1964)

- Mittermeier, Christian (* 1965), deutscher Koch
- Mittermeier, Cristina (* 1966), mexikanisch-amerikanische Umweltfotografin und Gründerin der ILCP
- Mittermeier, Hänslin († 1529), täuferischer Sendbote und Märtyrer
- Mittermeier, Jakob (* 1939), deutscher Politiker (CSU), MdL
- Mittermeier, Katharina (* 1977), deutsche Musicaldarstellerin und Texterin
- Mittermeier, Konrad (* 1961), deutscher Boxer und Boxtrainer
- Mittermeier, Marcus (* 1969), deutscher Schauspieler und Regisseur
- Mittermeier, Matthäus (1864–1939), deutscher Gutsbesitzer, Brauereibesitzer, Bürgermeister und Politiker (BBB), MdR
- Mittermeier, Michael (* 1966), deutscher KomikerMichael Mittermeier (* 1966)

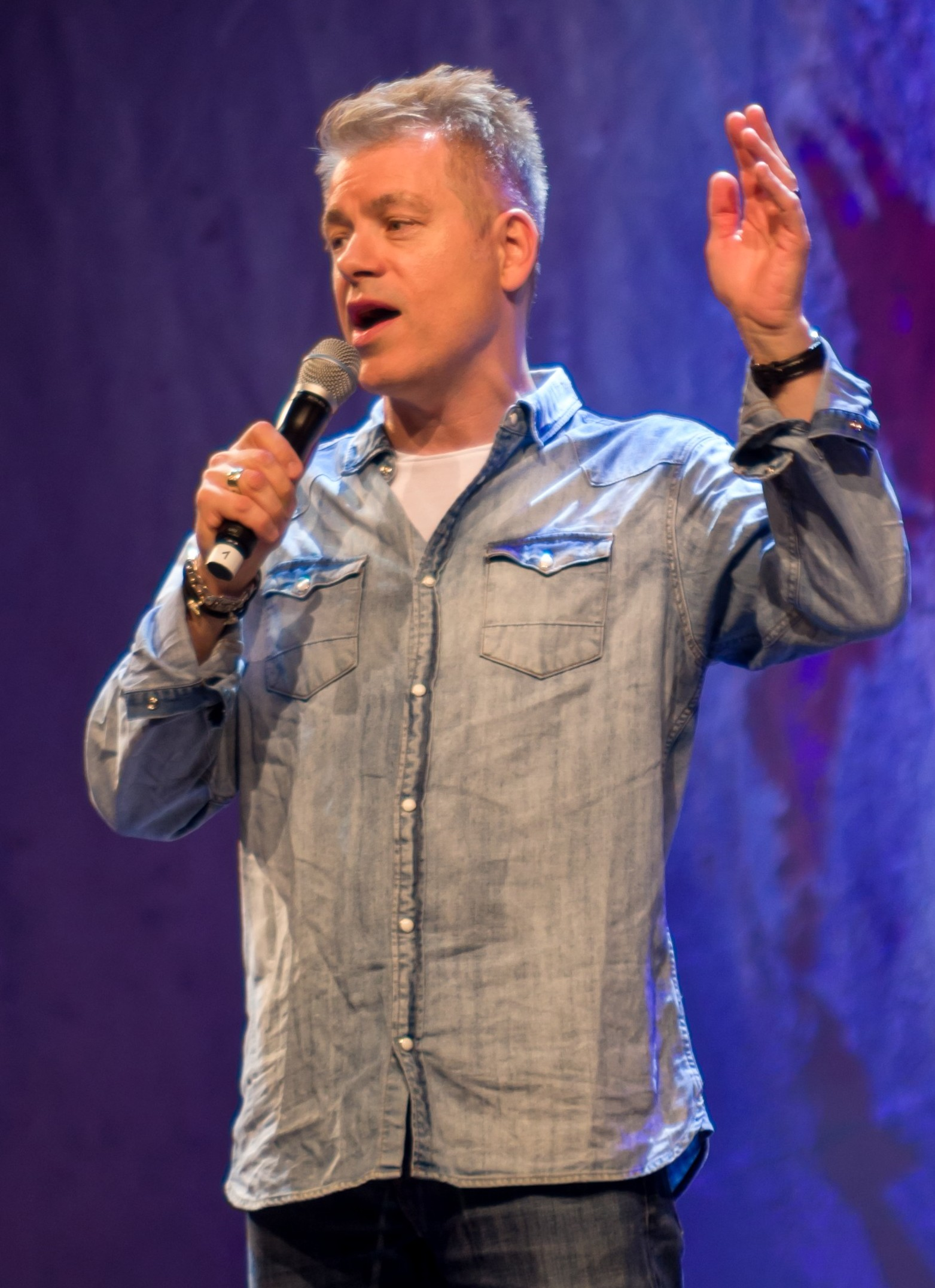
Michael Mittermeier (* 1966)

- Mittermeier, Russell (* 1949), US-amerikanischer Anthropologe, Zoologe und Naturschützer
- Mittermeir, Roland (1950–2014), österreichischer Informatiker
- Mittermüller, Alois (* 1940), deutscher Gewerkschaftsfunktionär und Politiker, bayerischer Landtagsabgeordneter (SPD)
- Mittermüller, Hans (1943–2019), deutscher Off-, Hörspiel- und Werbesprecher sowie Jazzmusiker
- Mittermüller, Marialuise (* 1952), österreichische Politikerin (FPK, FPÖ, BZÖ), Abgeordnete zum Nationalrat
- Mittermüller, Rupert (1814–1893), deutscher Historiker und Benediktinermönch
- Mittermüller, Silvia (* 1983), deutsche Snowboarderin
- Mitternacht, Johann Sebastian (1613–1679), deutscher Theologe, Rhetoriker, Pädagoge, Dramatiker und Barockdichter
- Mitterndorfer, Kurt (* 1951), österreichischer Schriftsteller und Kabarettist
- Mitteröcker, Philipp (* 1976), österreichischer Anthropologe und Biologe
- Mitterrand, Danielle (1924–2011), französische Widerstandskämpferin und Autorin, Ehefrau von François Mitterrand
- Mitterrand, François (1916–1996), französischer Politiker, Staatspräsident von Frankreich (1981–1995)François Mitterrand (1916–1996)

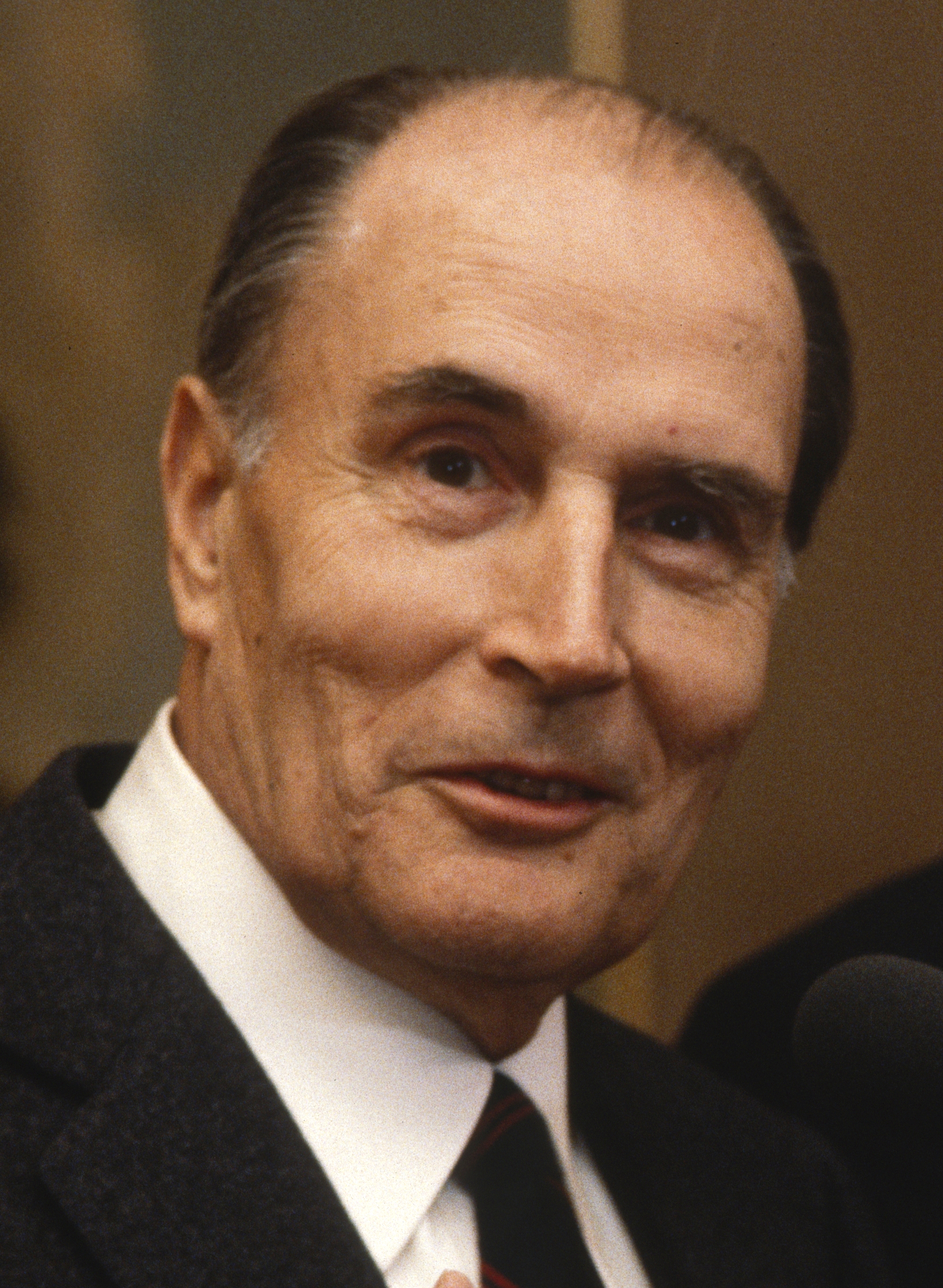
François Mitterrand (1916–1996)

- Mitterrand, Frédéric (1947–2024), französischer Autor, Filmregisseur, Filmproduzent, Schauspieler und Politiker
- Mitterrand, Gilbert (* 1949), französischer Politiker (PS), Mitglied der Nationalversammlung und Produzent
- Mitterrand, Jean-Christophe (* 1946), französischer Präsidentensohn und Berater
- Mitterrand, Robert (1915–2002), französischer Manager und Menschenrechtsaktivist
- Mitterreither, Andreas (1688–1765), österreichischer Orgelbauer
- Mitterreither, Johann Georg († 1747), österreichischer Orgelbauer
- Mitterreither, Johannes (1732–1800), österreichischer Orgelbauer
- Mitterreither, Kaspar († 1779), österreichischer Orgelbauer
- Mitterrutzner, Christian (* 2001), italienischer Handball- und Beachhandballspieler
- Mitterrutzner, Martin (* 1984), österreichischer Opern- und Operettensänger der Stimmlage Tenor
- Mitterrutzner, Peter (* 1942), italienischer Schauspieler (Südtirol)
- Mitterstieler, Esther (* 1968), italienische Journalistin und Buchautorin (Südtirol)
- Mitterstieler, Irene (* 1974), italienische Naturbahnrodlerin
- Mitterwallner, Christiane (* 1974), österreichische Skirennläuferin
- Mitterwallner, Gritli von (1925–2012), deutsche Indologin
- Mitterwallner, Mona (* 2002), österreichische MountainbikerinMona Mitterwallner (* 2002)

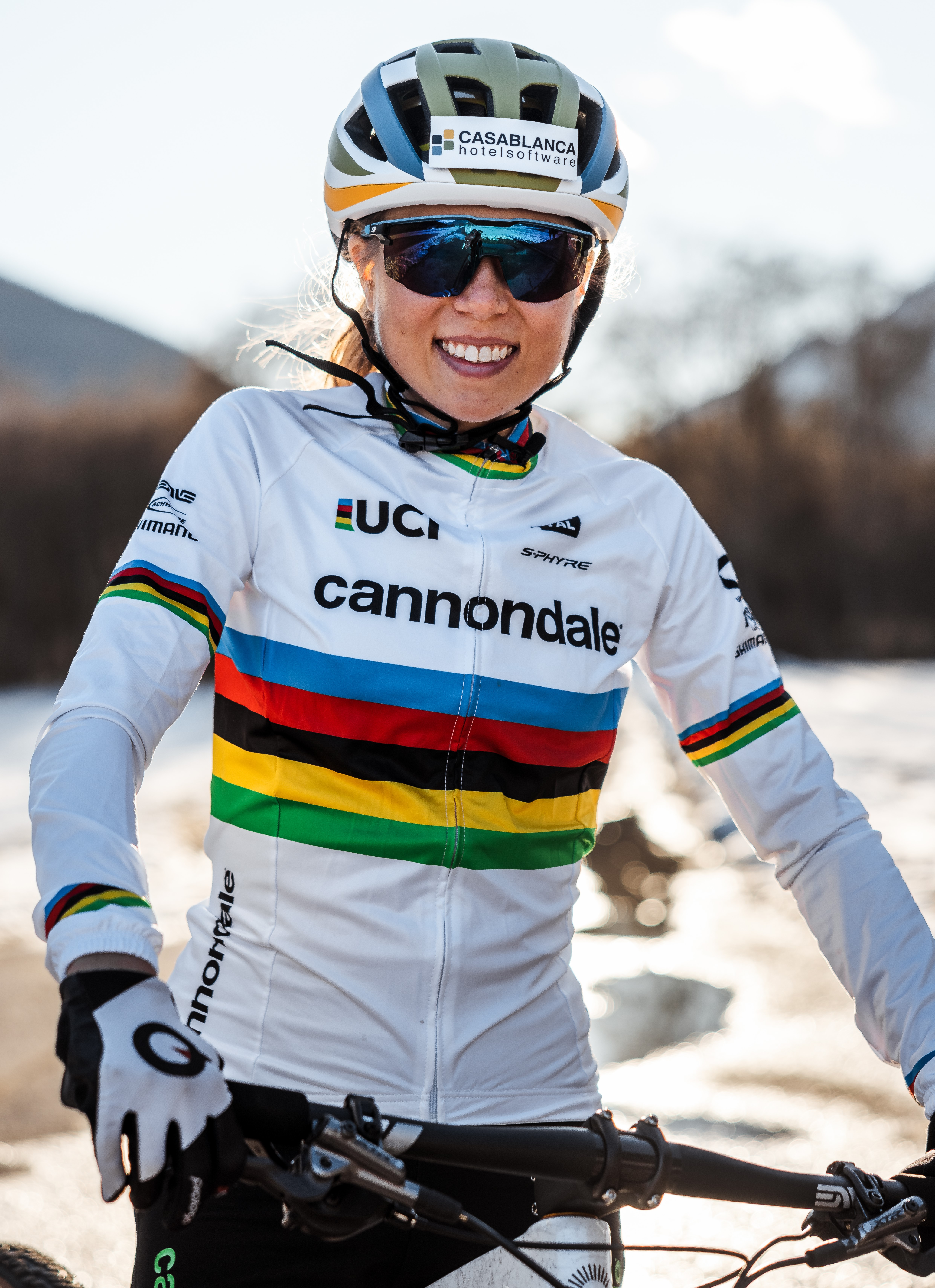
Mona Mitterwallner (* 2002)

- Mitterwieser, Alois (1876–1943), deutscher Archivar und Historiker
- Mitterwurzer, Anton (1818–1876), österreichischer Opernsänger (Bariton) und Theaterschauspieler
- Mitterwurzer, Anton (* 1870), österreichischer Schauspieler und Bierbrauer
- Mitterwurzer, Friedrich (1844–1897), deutsch-österreichischer Schauspieler
- Mitterwurzer, Wilhelmine (1848–1909), deutsch-österreichische Schauspielerin
- Mittet, Maria (* 1979), norwegische Sängerin
- Mittet, Theodore (1941–2024), US-amerikanischer Ruderer

#### Mitth
- Mitthof, Fritz (* 1964), deutscher Althistoriker und Papyrologe

#### Mitti
- Mittich, Erwin (1899–1983), deutscher Politiker (GB/BHE), MdL Bayern
- Mittich, Waltraud (* 1946), Südtiroler Autorin
- Mittig, Hans-Ernst (1933–2014), deutscher Hochschullehrer für Kunstgeschichte
- Mittig, Rudi (1925–1994), deutscher stellvertretender Minister für Staatssicherheit der DDR und Mitglied des ZK der SED

#### Mittl
- Mittl, Stefan, Glockenfachmann
- Mittler, Barbara (* 1968), deutsche Sinologin
- Mittler, Daniel (* 1973), deutscher Aktivist
- Mittler, Elmar (* 1940), deutscher Bibliothekar
- Mittler, Ernst Siegfried (1785–1870), deutscher Verleger
- Mittler, Franz (1893–1970), österreichischer Musiker und Schriftsteller
- Mittler, Franz Ludwig (1819–1891), deutscher Jurist und Minister des Kurfürstentums Hessen
- Mittler, Gernot (* 1940), deutscher Politiker (SPD), MdL
- Mittler, Jasna (* 1975), deutsche Schriftstellerin
- Mittler, Leo (1893–1958), österreichischer Filmregisseur und Drehbuchautor
- Mittler, Mauritius (1921–2013), deutscher Benediktiner, Historiker sowie Autor und Herausgeber
- Mittler, Max (1924–2004), Schweizer Autor und Verleger
- Mittler, Otto (1890–1970), Schweizer Historiker
- Mittler, Placidus (1928–2016), deutscher Benediktiner und Abt von Michaelsberg
- Mittler, Wolf (1918–2002), deutscher Journalist und Radiomoderator
- Mittler-Solak, Fatma (* 1977), deutsche FernsehmoderatorinFatma Mittler-Solak (* 1977)

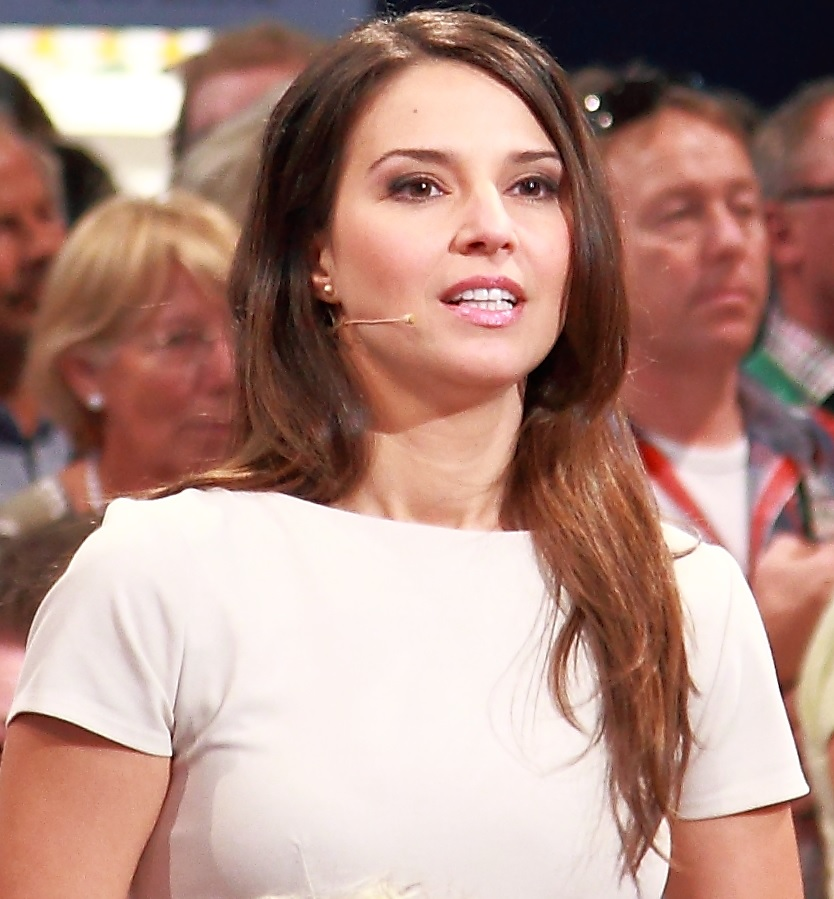
Fatma Mittler-Solak (* 1977)

- Mittlöhner, Jan (* 1902), tschechoslowakischer Soldat und Skisportler

#### Mittm
- Mittmann, Jörg-Peter (* 1962), deutscher Komponist
- Mittmann, Nils (* 1979), deutscher Basketballspieler
- Mittmann, Otfrid (* 1908), deutscher Biostatistiker
- Mittmann, Paul (1868–1920), deutscher Kirchenmusiker und Komponist
- Mittmann, Siegfried (1933–2022), deutscher evangelisch-lutherischer Theologe
- Mittmann, Ulrike (* 1961), deutsche evangelische Theologin
- Mittmann, Volker (* 1967), deutscher Radiomoderator und DJVolker Mittmann (* 1967)

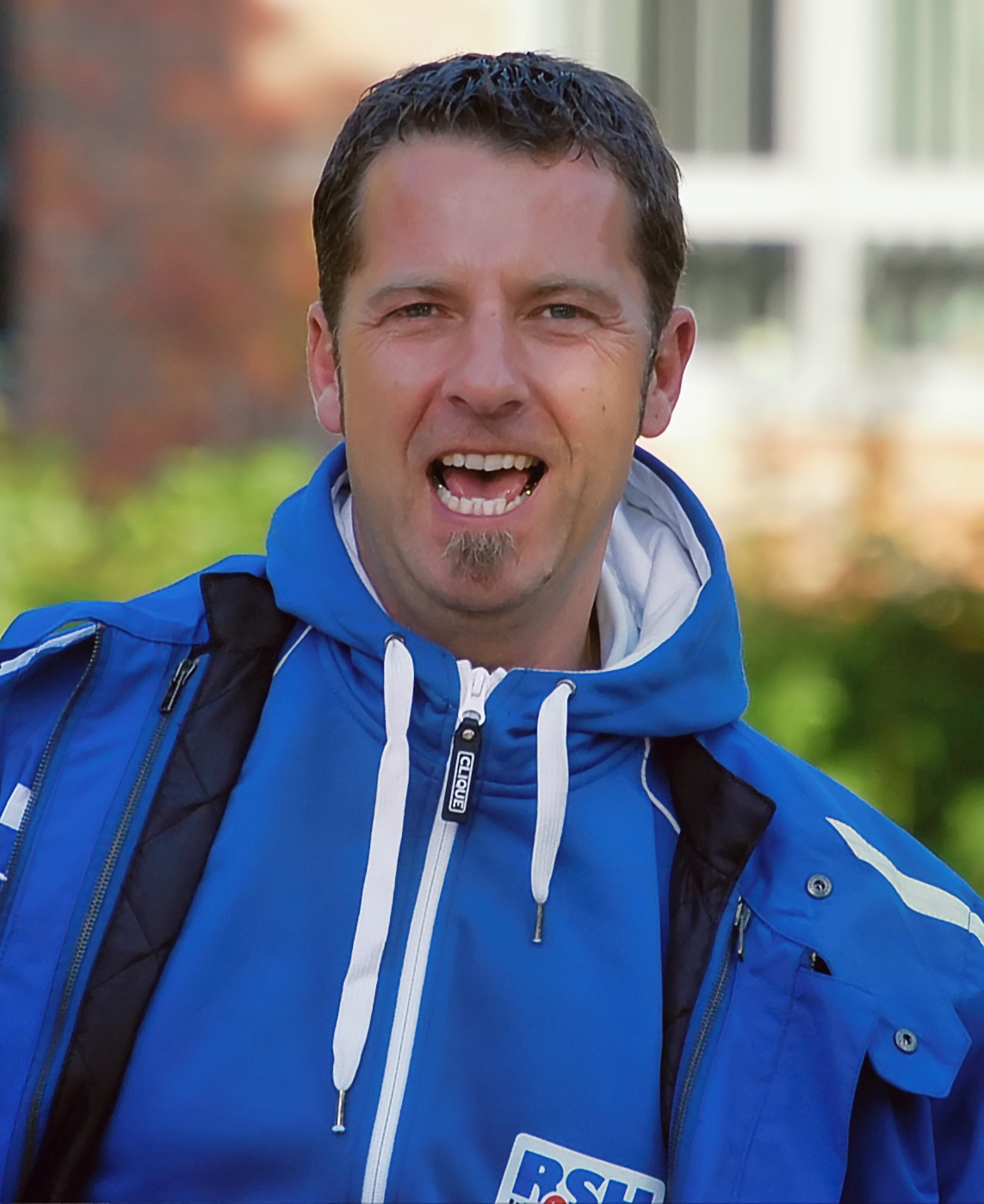
Volker Mittmann (* 1967)

- Mittmann, Wolfgang (1939–2006), deutscher Autor

#### Mittn
- Mittnacht, August († 1884), deutscher Landwirt und Beamter
- Mittnacht, Hermann von (1825–1909), deutscher Politiker, erster Ministerpräsident des Königreichs Württemberg
- Mittner, Ladislao (1902–1975), italienischer Germanist und Sprachwissenschaftler
- Mittner, Lina (1919–2013), Schweizer Skirennläuferin
- Mittnik, Philipp, österreichischer Politikwissenschaftler

#### Mitto
- Mitton, Bernard (1954–2017), südafrikanischer Tennisspieler
- Mitton, Damien (1618–1690), französischer Moralist
- Mitton, David (1938–2008), britischer Fernsehproduzent und Regisseur
- Mitton, Sarah (* 1996), kanadische Kugelstoßerin
- Mittoo, Jackie (1948–1990), jamaikanischer Keyboarder und Komponist

#### Mittr
- Mittring, Gert (* 1966), deutscher RechenkünstlerGert Mittring (* 1966)

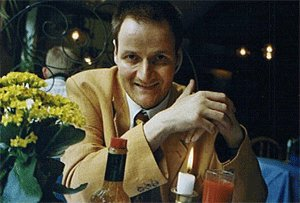
Gert Mittring (* 1966)

- Mittringer, Robert (1943–2018), österreichischer Maler, Bildhauer und Grafiker
- Mittrowski, Winfried (* 1938), deutscher Fußballspieler
- Mittrowsky von Mittrowitz und Nemischl, Anton Friedrich (1770–1842), Oberster Kanzler der k. k. vereinigten Hofkanzlei, Präsident der Studienhofkommission
- Mittrowsky, Anton Ernst von (1735–1813), mährischer Adliger, Gutsbesitzer, k. k. Kämmerer und Generalmajor
- Mittrowsky, Ernst Mathias von (1676–1748), mährischer Adliger, Gutsbesitzer und Landeshauptmann von Troppau
- Mittrowsky, Johann Baptist von (1736–1811), österreichischer Staatsmann und Jurist
- Mittrowsky, Johann Nepomuk von († 1760), mährischer Adliger, Bergbeamter, Asessor und Wirklicher Geheimrat
- Mittrowsky, Josef von (1802–1875), österreichischer Generalmajor
- Mittrowsky, Joseph Anton Franz von (1733–1808), böhmischer Adliger und kaiserlicher Generalfeldzeugmeister
- Mittrücker, Norbert (* 1951), deutscher Politiker (CDU), MdL

#### Mitts
- Mitts, Heather (* 1978), US-amerikanische Fußballnationalspielerin

#### Mittu
- Mittún, Jana (* 2003), färöische Handballspielerin
- Mittún, Óli (* 2005), färöischer Handballspieler

#### Mittw
- Mittweg, Heinrich (1804–1871), deutscher Rechtsanwalt und Politiker
- Mittwich, Philipp (1887–1969), deutscher Gewerkschafter und Politiker
- Mittwoch, Anne-Christin (* 1982), deutsche Rechtswissenschaftlerin und Hochschullehrerin
- Mittwoch, Eugen (1876–1942), deutscher Orientalist
- Mittwoch, Hans (1875–1924), deutscher Buchdrucker und Politiker (SPD, USPD), MdR

#### Mitty
- Mitty, John Joseph (1884–1961), US-amerikanischer Geistlicher, Erzbischof von San Francisco

### Mitu
- Mitu, Andreea (* 1991), rumänische Tennisspielerin
- Mitu, Dumitru (* 1975), rumänischer Fußballspieler
- Mîțu-Coșca, Alessia (* 2004), rumänische Skispringerin
- Mițul, Violeta (1997–2023), moldauische Fußballspielerin
- Mitulski, Ernstwalter (1898–1976), deutscher Schauspieler

### Mitw
- Mitwalli, Ibrahim (* 1938), sudanesischer Gewichtheber

### Mitx
- Mitxelena, Jokin (* 1962), spanischer Bilderbuchzeichner

### Mity
- Mityukov, Roman (* 2000), Schweizer Schwimmer

### Mitz
- Mitz, Alexander (* 1990), schwedischer Skispringer
- Mitz, Daniel (1724–1789), Schweizer Jurist und Politiker
- Mitzdorf, Ulla (1944–2013), deutsche Medizinerin
- Mitze, Friedrich (1775–1846), deutscher Bürgermeister und Politiker
- Mitze, Rudolf (1889–1977), deutscher Jurist
- Mitzel, Johannes (1642–1677), deutscher Jurist
- Mitzel, Norbert W. (* 1966), deutscher Chemiker
- Mitzenheim, Andreas (1952–2007), deutscher Politiker (CDU), Oberbürgermeister von Gera
- Mitzenheim, Hartmut (1921–2000), deutscher Kirchenjurist und Politiker (CDU der DDR), MdV, inoffizieller Mitarbeiter der DDR-Staatssicherheit
- Mitzenheim, Moritz (1891–1977), deutscher Geistlicher, Bischof der Evangelisch-Lutherischen Landeskirche von Thüringen
- Mitzenius, Johann Wilhelm (1800–1873), deutscher Bibliothekar
- Mitzenmacher, Michael (* 1969), US-amerikanischer Informatiker
- Mitzewa, Elka (* 1938), bulgarische Opernsängerin (Sopran)
- Mitzinger, Wolfgang (* 1932), deutscher Politiker (SED), Minister für Kohle und Energie der DDR (1979–1989)
- Mitzka, Walther (1888–1976), deutscher Sprachwissenschaftler
- Mitzkat, Nadja (* 1984), deutsche Journalistin und Dokumentarfilmerin
- Mitzlaff, Erhart (1916–1991), deutscher Maler, Grafiker und Architekt
- Mitzlaff, Franz Gustav von (1707–1789), preußischer Generalmajor und Chef des Dragonerregiments Nr. 11, Amtshauptmann in Stetterlingenburg und Horneburg
- Mitzlaff, Paul (1870–1944), deutscher Jurist und Kommunalpolitiker, Oberbürgermeister von Bromberg
- Mitzlaff, Rebecca von (* 1981), deutsche Schauspielerin
- Mitzlaff-Pahlke, Käthe (1906–1970), deutsche Malerin
- Mitzlaw von Gützkow, slawischer Fürst der Herrschaft Gützkow
- Mitzna, Amram (* 1945), israelischer Politiker (Awoda)
- Mitzner, Rolf (1931–2023), deutscher Chemiker und Hochschullehrer
- Mitzscherling, Jens (* 1966), deutscher Fußballspieler
- Mitzscherling, Peter (1928–1996), deutscher Politiker (SPD)
- Mitzscherling, Werner (* 1930), deutscher DBD-Funktionär, DBD-Bezirksvorsitzender Dresden
- Mitzschke, Paul (1853–1920), deutscher Archivar und Historiker
- Mitzschke, Rudolf (1924–1981), deutscher Fußballspieler